# فهرست کشورها بر پایه تولید ناخالص داخلی (اسمی)
فهرست کشورها بر پایه تولید ناخالص داخلی (انگلیسی: List of countries by past and projected GDP) شامل فهرستی از کشورها بر اساس تولید ناخالص داخلی (اسمی) است. 

## بین سال های 1990 تا 1999 براساس تخمین صندوق بین المللی پول
| کشور                   | 1990      | 1991      | 1992      | 1993      | 1994      | 1995      | 1996      | 1997      | 1998      | 1999      |
| ---------------------- | --------- | --------- | --------- | --------- | --------- | --------- | --------- | --------- | --------- | --------- |
| افغانستان              |           |           |           |           |           |           |           |           |           |           |
| آلبانی                 | ۲٬۲۲۱     | ۱٬۳۳۳     | ۸۴۳       | ۱٬۴۶۱     | ۲٬۳۶۱     | ۲٬۸۸۲     | ۳٬۲۰۰     | ۲٬۲۵۹     | ۲٬۵۶۰     | ۳٬۲۰۹     |
| الجزایر                | ۶۱٬۸۹۲    | ۴۶٬۶۷۰    | ۴۹٬۲۱۷    | ۵۰٬۹۶۳    | ۴۲٬۴۲۶    | ۴۲٬۰۶۶    | ۴۶٬۹۴۱    | ۴۸٬۱۷۸    | ۴۸٬۱۸۸    | ۴۸٬۸۴۵    |
| آندورا                 |           |           |           |           |           |           |           |           |           |           |
| آنگولا                 | ۱۲٬۵۷۱    | ۱۲٬۱۸۶    | ۹٬۳۹۵     | ۶٬۸۱۹     | ۴٬۹۶۵     | ۶٬۱۹۷     | ۷٬۹۹۴     | ۹٬۳۸۸     | ۷٬۹۵۸     | ۷٬۵۲۶     |
| آنتیگوآ و باربودا      | ۴۵۹       | ۴۸۲       | ۴۹۹       | ۵۳۵       | ۵۸۹       | ۵۷۷       | ۶۳۴       | ۶۸۱       | ۷۲۸       | ۷۶۶       |
| آرژانتین               | ۱۵۸٬۰۲۴   | ۲۱۱٬۹۷۹   | ۲۵۵٬۷۸۷   | ۲۶۴٬۴۲۹   | ۲۸۷٬۸۳۵   | ۲۸۸٬۴۹۷   | ۳۰۴٬۲۸۲   | ۳۲۷٬۴۳۶   | ۳۳۴٬۲۴۴   | ۳۱۶٬۹۹۸   |
| ارمنستان               |           |           | ۱۰۸       | ۸۳۵       | ۶۴۸       | ۱٬۲۸۷     | ۱٬۵۹۷     | ۱٬۶۳۹     | ۱٬۸۹۲     | ۱٬۸۴۵     |
| آروبا                  |           |           |           |           |           | ۱٬۳۲۱     | ۱٬۳۸۰     | ۱٬۵۳۲     | ۱٬۶۶۵     | ۱٬۷۲۳     |
| استرالیا               | ۳۲۳٬۸۰۲   | ۳۲۴٬۲۲۰   | ۳۱۷٬۸۹۱   | ۳۰۹٬۱۴۴   | ۳۵۳٬۱۳۳   | ۳۷۸٬۸۳۳   | ۴۲۴٬۳۸۹   | ۴۲۶٬۱۴۵   | ۳۸۱٬۱۰۱   | ۴۱۱٬۴۳۲   |
| اتریش                  | ۱۶۶٬۸۶۶   | ۱۷۴٬۴۳۵   | ۱۹۵٬۵۰۶   | ۱۹۰٬۳۸۳   | ۲۰۳٬۹۷۰   | ۲۴۱٬۲۳۴   | ۲۳۷٬۳۴۳   | ۲۱۳٬۰۴۵   | ۲۱۸٬۵۵۷   | ۲۱۷٬۴۷۵   |
| جمهوری آذربایجان       |           |           | ۱٬۱۹۳     | ۱٬۳۰۹     | ۲٬۲۵۸     | ۲٬۴۱۷     | ۳٬۱۷۷     | ۳٬۹۶۳     | ۴٬۲۸۰     | ۴٬۵۸۱     |
| باهاما                 | ۵٬۲۱۸     | ۵٬۱۲۸     | ۵٬۱۲۵     | ۵٬۰۹۷     | ۵٬۳۷۲     | ۵٬۶۵۳     | ۵٬۹۵۰     | ۶٬۳۳۲     | ۶٬۸۳۳     | ۷٬۶۸۴     |
| بحرین                  | ۴٬۹۶۵     | ۵٬۲۰۹     | ۵٬۴۴۲     | ۵٬۹۸۶     | ۶٬۴۱۱     | ۶٬۷۸۷     | ۷٬۰۵۷     | ۷٬۳۱۸     | ۶٬۹۹۶     | ۷٬۵۸۲     |
| بنگلادش                | ۳۴٬۸۳۱    | ۳۶٬۰۳۶    | ۳۶٬۷۱۸    | ۳۷٬۰۵۰    | ۳۹٬۳۸۶    | ۴۳٬۹۶۹    | ۴۷٬۰۲۵    | ۴۸٬۹۳۵    | ۵۱٬۱۵۸    | ۵۳٬۱۰۹    |
| باربادوس               | ۲٬۰۲۴     | ۲٬۰۳۲     | ۱٬۹۵۷     | ۲٬۰۷۵     | ۲٬۱۶۳     | ۲٬۲۲۹     | ۲٬۳۷۷     | ۲٬۵۱۳     | ۲٬۸۳۳     | ۲٬۹۶۹     |
| بلاروس                 |           |           | ۱۲٬۸۰۰    | ۱۱٬۴۰۸    | ۱۵٬۶۸۷    | ۱۰٬۵۳۲    | ۱۴٬۴۹۴    | ۱۴٬۰۹۱    | ۱۵٬۲۱۵    | ۱۲٬۱۳۳    |
| بلژیک                  | ۲۰۰٬۱۴۹   | ۲۰۵٬۳۶۹   | ۲۲۸٬۷۳۲   | ۲۱۸٬۷۲۰   | ۲۳۸٬۶۲۲   | ۲۸۸٬۳۰۱   | ۲۷۹٬۲۹۲   | ۲۵۳٬۰۲۲   | ۲۵۸٬۸۷۶   | ۲۵۸٬۵۰۰   |
| بلیز                   | ۴۱۲       | ۴۴۵       | ۵۱۹       | ۵۶۰       | ۵۸۱       | ۶۲۰       | ۶۴۲       | ۶۵۵       | ۶۸۹       | ۷۳۳       |
| بنین                   | ۲٬۸۹۰     | ۲٬۹۵۴     | ۳٬۲۸۴     | ۳٬۱۹۹     | ۲٬۲۲۷     | ۲٬۹۹۳     | ۳٬۲۵۱     | ۳٬۱۲۴     | ۳٬۳۶۲     | ۳٬۶۸۱     |
| بوتان (کشور)           | ۲۷۳       | ۲۳۶       | ۲۳۱       | ۲۴۲       | ۲۴۵       | ۲۸۷       | ۳۰۱       | ۳۳۷       | ۳۷۱       | ۳۸۹       |
| بولیوی                 | ۴٬۸۶۸     | ۵٬۳۳۵     | ۵٬۶۳۵     | ۵٬۷۲۴     | ۵٬۹۷۴     | ۶٬۷۰۷     | ۷٬۳۸۵     | ۷٬۹۱۹     | ۸٬۴۹۰     | ۸٬۲۶۹     |
| بوسنی و هرزگوین        |           |           |           |           |           |           | ۳٬۵۸۴     | ۴٬۵۷۸     | ۵٬۲۸۱     | ۵٬۷۶۶     |
| بوتسوانا               | ۳٬۷۹۹     | ۳٬۸۰۲     | ۳٬۹۲۸     | ۳٬۹۵۷     | ۴٬۲۵۸     | ۴٬۸۰۵     | ۴٬۹۲۶     | ۵٬۰۱۱     | ۴٬۸۰۸     | ۵٬۴۱۳     |
| برزیل                  | ۴۵۵٬۳۳۵   | ۳۹۹٬۲۴۹   | ۳۸۲٬۴۶۵   | ۴۲۹٬۱۸۴   | ۵۴۶٬۷۶۴   | ۷۷۰٬۸۶۰   | ۸۵۱٬۱۴۶   | ۸۸۳٬۸۶۲   | ۸۶۴٬۳۰۷   | ۵۹۹٬۶۴۲   |
| برونئی                 | ۳٬۸۹۶     | ۴٬۰۹۶     | ۴٬۶۳۱     | ۴٬۵۴۳     | ۴٬۵۲۳     | ۵٬۲۳۹     | ۵٬۶۶۱     | ۵٬۷۵۰     | ۴٬۴۸۲     | ۵٬۰۹۰     |
| بلغارستان              | ۲۵٬۶۰۸    | ۲٬۵۰۹     | ۱۰٬۱۸۳    | ۵٬۵۲۷     | ۹٬۷۱۶     | ۱۶٬۲۷۶    | ۱۲٬۲۹۵    | ۱۱٬۳۱۷    | ۱۵٬۰۳۱    | ۱۳٬۶۲۸    |
| بورکینافاسو            | ۳٬۴۸۸     | ۳٬۵۲۶     | ۳٬۷۷۵     | ۳٬۵۹۹     | ۲٬۱۶۴     | ۲٬۶۷۶     | ۲٬۹۰۹     | ۲٬۷۵۳     | ۳٬۱۵۵     | ۳٬۳۸۸     |
| بوروندی                | ۱٬۱۳۱     | ۱٬۱۶۷     | ۱٬۰۸۲     | ۹۳۸       | ۹۲۴       | ۱٬۰۰۰     | ۸۶۸       | ۹۷۲       | ۸۹۳       | ۸۶۶       |
| کیپ ورد                | ۳۳۹       | ۳۵۳       | ۳۹۵       | ۳۹۸       | ۴۴۸       | ۵۳۶       | ۵۵۳       | ۵۴۰       | ۵۷۵       | ۶۵۷       |
| کامبوج                 | ۸۹۹       | ۲٬۰۱۱     | ۲٬۴۳۹     | ۲٬۴۲۷     | ۲٬۷۶۵     | ۳٬۴۴۱     | ۳٬۵۰۷     | ۳٬۴۴۳     | ۳٬۱۳۰     | ۳٬۵۱۳     |
| کامرون                 | ۱۴٬۶۴۱    | ۱۶٬۳۲۵    | ۱۴٬۹۶۳    | ۱۵٬۶۱۱    | ۱۰٬۶۲۲    | ۱۰٬۰۷۵    | ۱۱٬۲۲۷    | ۱۱٬۳۵۲    | ۱۱٬۳۳۸    | ۱۱٬۵۵۳    |
| کانادا                 | ۵۹۶٬۰۸۹   | ۶۱۲٬۵۱۴   | ۵۹۴٬۳۷۶   | ۵۷۹٬۰۵۹   | ۵۷۹٬۹۱۳   | ۶۰۵٬۹۴۱   | ۶۳۰٬۵۹۸   | ۶۵۵٬۰۱۰   | ۶۳۴٬۰۰۴   | ۶۷۸٬۴۱۷   |
| جمهوری آفریقای مرکزی   | ۱٬۵۷۲     | ۱٬۴۹۸     | ۱٬۴۹۴     | ۱٬۳۰۹     | ۸۵۸       | ۱٬۱۱۷     | ۱٬۰۰۰     | ۹۷۹       | ۱٬۰۳۶     | ۱٬۰۳۹     |
| چاد                    | ۱٬۸۲۶     | ۱٬۸۰۹     | ۱٬۸۸۶     | ۱٬۶۴۸     | ۱٬۳۳۵     | ۱٬۶۳۶     | ۱٬۸۱۹     | ۱٬۷۴۸     | ۱٬۹۷۵     | ۱٬۷۳۹     |
| شیلی                   | ۳۴٬۱۷۶    | ۳۹٬۳۳۷    | ۴۷٬۹۲۲    | ۵۱٬۲۷۲    | ۵۹٬۱۵۲    | ۷۶٬۲۲۷    | ۸۰٬۸۰۹    | ۸۷٬۹۵۳    | ۸۴٬۴۸۷    | ۷۷٬۷۹۶    |
| چین                    | ۳۹۶٬۵۹۰   | ۴۱۳٬۲۰۹   | ۴۹۲٬۱۴۸   | ۶۱۷٬۴۳۳   | ۵۶۱٬۶۸۶   | ۷۳۰٬۹۹۶   | ۸۶۰٬۴۶۸   | ۹۵۷٬۹۹۱   | ۱٬۰۲۴٬۱۶۷ | ۱٬۰۸۸٬۳۴۶ |
| کلمبیا                 | ۵۶٬۰۴۸    | ۵۷٬۹۳۱    | ۶۸٬۵۵۱    | ۷۷٬۶۹۰    | ۹۷٬۶۲۶    | ۱۱۰٬۵۱۹   | ۱۱۶٬۰۸۳   | ۱۲۷٬۴۳۹   | ۱۱۷٬۶۷۷   | ۱۰۳٬۰۹۱   |
| کومور                  | ۴۰۱       | ۴۰۰       | ۴۳۶       | ۴۲۷       | ۳۱۴       | ۳۹۲       | ۳۹۲       | ۳۶۲       | ۳۶۳       | ۳۷۲       |
| جمهوری دموکراتیک کنگو  | ۴۱٬۴۴۸    | ۴۰٬۲۵۰    | ۳۶٬۳۳۳    | ۴۷٬۴۵۰    | ۲۵٬۷۴۶    | ۲۵٬۰۲۱    | ۳۲٬۰۹۹    | ۲۸٬۸۱۹    | ۲۱٬۰۸۹    | ۱۹٬۱۴۷    |
| جمهوری کنگو            | ۲٬۹۰۹     | ۳٬۰۳۵     | ۳٬۲۸۰     | ۳٬۰۰۴     | ۲٬۰۶۸     | ۲٬۴۵۷     | ۲٬۸۴۰     | ۲٬۵۶۸     | ۲٬۲۴۰     | ۲٬۶۴۶     |
| کاستاریکا              | ۵٬۷۳۷     | ۷٬۱۹۷     | ۸٬۵۶۶     | ۹٬۵۸۶     | ۱۰٬۴۸۹    | ۱۱٬۵۷۸    | ۱۱٬۶۸۳    | ۱۲٬۶۱۸    | ۱۳٬۶۸۸    | ۱۴٬۲۵۹    |
| ساحل عاج               | ۱۴٬۹۲۳    | ۱۴٬۵۰۴    | ۱۵٬۴۱۶    | ۱۵٬۲۶۸    | ۱۱٬۴۹۲    | ۱۵٬۲۰۵    | ۱۶٬۷۸۰    | ۱۶٬۲۰۳    | ۱۷٬۴۳۳    | ۱۷٬۱۱۴    |
| کرواسی                 |           |           | ۱۲٬۲۸۴    | ۱۳٬۰۰۷    | ۱۷٬۴۰۱    | ۲۲٬۴۵۵    | ۲۳٬۶۷۲    | ۲۴٬۰۴۵    | ۲۵٬۴۲۲    | ۲۳٬۴۴۴    |
| قبرس                   | ۶٬۰۰۳     | ۶٬۱۹۵     | ۷٬۴۲۴     | ۷٬۰۹۸     | ۸٬۰۰۴     | ۹٬۹۳۷     | ۱۰٬۰۱۶    | ۹٬۵۴۴     | ۱۰٬۲۵۱    | ۱۰٬۵۰۲    |
| جمهوری چک              |           |           |           |           |           | ۶۰٬۱۳۹    | ۶۷٬۳۸۸    | ۶۲٬۱۷۱    | ۶۶٬۷۸۲    | ۶۵٬۱۷۳    |
| دانمارک                | ۱۳۸٬۲۴۸   | ۱۳۹٬۲۲۶   | ۱۵۲٬۹۱۵   | ۱۴۳٬۱۹۵   | ۱۵۶٬۱۶۴   | ۱۸۵٬۰۰۸   | ۱۸۷٬۶۳۳   | ۱۷۳٬۵۳۹   | ۱۷۶٬۹۹۱   | ۱۷۷٬۹۶۴   |
| جیبوتی                 |           | ۶۴۹       | ۶۷۱       | ۶۵۴       | ۶۹۰       | ۶۹۹       | ۶۹۳       | ۷۰۶       | ۷۲۲       | ۷۵۹       |
| دومینیکا               | ۲۰۱       | ۲۲۰       | ۲۳۴       | ۲۴۶       | ۲۶۴       | ۲۷۵       | ۲۹۲       | ۳۰۳       | ۳۲۲       | ۳۳۲       |
| جمهوری دومینیکن        | ۷٬۹۹۵     | ۹٬۸۸۷     | ۱۱٬۶۰۵    | ۱۳٬۰۸۱    | ۱۴٬۶۴۵    | ۱۶٬۶۳۷    | ۱۸٬۲۴۲    | ۲۰٬۰۱۷    | ۲۱٬۶۷۲    | ۲۲٬۱۳۷    |
| اکوادور                | ۱۲٬۲۳۶    | ۱۳٬۷۳۰    | ۱۵٬۰۱۲    | ۱۷٬۵۳۷    | ۲۱٬۱۴۷    | ۲۲٬۹۶۸    | ۲۴٬۰۳۵    | ۲۷٬۰۰۹    | ۲۷٬۴۷۴    | ۱۹٬۷۴۰    |
| مصر                    | ۹۶٬۰۸۷    | ۴۸٬۴۳۱    | ۴۴٬۱۶۸    | ۴۹٬۵۲۶    | ۵۴٬۵۵۰    | ۶۳٬۲۵۰    | ۷۱٬۱۱۸    | ۷۹٬۷۷۷    | ۸۹٬۱۸۹    | ۹۵٬۰۳۹    |
| السالوادور             | ۴٬۸۱۸     | ۵٬۲۵۲     | ۵٬۸۱۳     | ۶٬۶۸۰     | ۷٬۶۷۹     | ۸٬۹۲۲     | ۹٬۵۸۶     | ۱۰٬۲۲۲    | ۱۰٬۹۳۷    | ۱۱٬۲۸۴    |
| گینه استوایی           | ۱۳۳       | ۱۳۲       | ۱۶۰       | ۱۶۲       | ۱۲۰       | ۱۶۹       | ۲۷۶       | ۵۲۶       | ۴۴۰       | ۷۳۸       |
| اریتره                 |           |           | ۶۰۶       | ۳۷۴       | ۴۳۳       | ۴۸۳       | ۵۷۹       | ۵۹۴       | ۶۲۶       | ۶۱۴       |
| استونی                 |           |           |           | ۱٬۷۹۱     | ۲٬۵۰۷     | ۳٬۹۰۹     | ۴٬۷۸۵     | ۵٬۱۶۰     | ۵٬۶۷۸     | ۵٬۷۷۲     |
| اسواتینی               | ۱٬۲۳۷     | ۱٬۲۸۵     | ۱٬۴۲۵     | ۱٬۴۹۷     | ۱٬۶۲۱     | ۱٬۹۳۲     | ۱٬۸۳۰     | ۱٬۹۵۷     | ۱٬۷۹۷     | ۱٬۷۶۴     |
| اتیوپی                 | ۱۲٬۵۹۵    | ۱۳٬۹۲۸    | ۱۴٬۶۹۶    | ۹٬۱۴۳     | ۸٬۱۳۵     | ۷٬۸۸۷     | ۸٬۷۹۴     | ۸٬۶۲۱     | ۷٬۸۱۵     | ۷٬۵۱۵     |
| فیجی                   | ۱٬۴۴۸     | ۱٬۵۰۰     | ۱٬۶۵۹     | ۱٬۷۷۲     | ۱٬۹۷۷     | ۲٬۱۳۴     | ۲٬۳۰۷     | ۲٬۲۶۸     | ۱٬۷۹۵     | ۲٬۱۰۴     |
| فنلاند                 | ۱۴۱٬۷۱۸   | ۱۲۸٬۱۹۴   | ۱۱۳٬۱۳۴   | ۸۹٬۲۷۹    | ۱۰۳٬۷۳۹   | ۱۳۴٬۳۳۹   | ۱۳۲٬۱۸۳   | ۱۲۷٬۰۷۶   | ۱۳۴٬۲۱۲   | ۱۳۵٬۳۹۸   |
| فرانسه                 | ۱٬۲۶۹٬۱۳۹ | ۱٬۲۶۹٬۲۲۵ | ۱٬۴۰۱٬۴۰۲ | ۱٬۳۲۲٬۸۸۶ | ۱٬۳۹۳٬۹۷۶ | ۱٬۶۰۰٬۹۹۷ | ۱٬۶۰۵٬۷۶۵ | ۱٬۴۵۲٬۸۸۸ | ۱٬۵۰۳٬۱۵۰ | ۱٬۴۹۲٬۶۶۶ |
| گابن                   | ۶٬۳۳۹     | ۵٬۷۵۴     | ۵٬۹۵۵     | ۵٬۷۵۷     | ۴٬۴۶۳     | ۵٬۲۸۱     | ۶٬۰۶۴     | ۵٬۶۷۳     | ۴٬۷۷۴     | ۴٬۹۶۶     |
| گامبیا                 | ۷۲۱       | ۷۶۰       | ۸۲۰       | ۸۷۸       | ۸۷۰       | ۹۰۹       | ۹۴۹       | ۹۸۳       | ۱٬۰۰۹     | ۱٬۰۳۶     |
| گرجستان                |           |           |           |           | ۸۵۰       | ۱٬۹۶۱     | ۳٬۱۴۸     | ۳٬۶۰۸     | ۳٬۷۳۰     | ۲٬۸۹۸     |
| آلمان                  | ۱٬۵۹۸٬۶۴۰ | ۱٬۸۷۵٬۶۱۸ | ۲٬۱۳۶٬۳۱۲ | ۲٬۰۷۲٬۴۵۷ | ۲٬۲۰۹٬۹۳۴ | ۲٬۵۸۸٬۰۰۲ | ۲٬۴۹۸٬۱۱۳ | ۲٬۲۱۴٬۶۹۴ | ۲٬۲۴۲٬۰۶۵ | ۲٬۱۹۷٬۱۲۵ |
| غنا                    | ۱۴٬۷۴۹    | ۱۶٬۵۰۶    | ۱۶٬۳۱۲    | ۱۳٬۳۴۸    | ۱۲٬۳۲۰    | ۱۴٬۶۱۰    | ۱۵٬۴۸۲    | ۱۵٬۷۹۴    | ۱۷٬۱۶۵    | ۱۷٬۷۶۵    |
| یونان                  | ۹۷٬۱۳۷    | ۱۰۴٬۷۴۲   | ۱۱۵٬۴۸۴   | ۱۰۸٬۱۰۳   | ۱۱۵٬۶۹۴   | ۱۳۵٬۷۸۶   | ۱۴۴٬۶۴۲   | ۱۴۲٬۱۱۷   | ۱۴۳٬۴۲۴   | ۱۴۸٬۱۵۱   |
| گرنادا                 | ۲۷۸       | ۳۰۱       | ۳۱۰       | ۳۱۰       | ۳۲۵       | ۳۴۲       | ۳۶۷       | ۳۹۲       | ۴۴۶       | ۴۸۲       |
| گواتمالا               | ۷٬۴۹۳     | ۹٬۱۶۱     | ۱۰٬۱۵۰    | ۱۱٬۰۳۲    | ۱۲٬۵۰۱    | ۱۴٬۰۴۰    | ۱۴٬۹۹۳    | ۱۶٬۹۸۱    | ۱۸٬۴۴۱    | ۱۷٬۳۹۱    |
| گینه                   | ۳٬۷۱۰     | ۴٬۱۹۵     | ۴٬۵۷۰     | ۴٬۵۶۲     | ۴٬۷۰۷     | ۵٬۱۳۹     | ۵٬۳۱۶     | ۵٬۲۱۲     | ۵٬۰۰۳     | ۴٬۷۹۸     |
| گینه بیسائو            | ۵۴۸       | ۷۷۲       | ۸۴۶       | ۶۵۳       | ۳۶۱       | ۷۷۸       | ۷۴۱       | ۷۰۴       | ۵۹۲       | ۵۸۰       |
| گویان                  | ۶۸۵       | ۷۴۴       | ۸۲۳       | ۱٬۰۰۳     | ۱٬۱۷۶     | ۱٬۳۳۲     | ۱٬۴۹۵     | ۱٬۵۸۷     | ۱٬۵۰۰     | ۱٬۴۸۸     |
| هائیتی                 | ۱٬۷۰۶     | ۱٬۵۳۰     | ۹۱۸       | ۱٬۱۰۷     | ۳٬۰۵۴     | ۴٬۸۴۶     | ۵٬۰۰۰     | ۵٬۷۴۸     | ۶٬۴۰۸     | ۷٬۱۴۸     |
| هندوراس                | ۴٬۱۶۹     | ۴٬۱۹۵     | ۴٬۶۷۵     | ۴٬۷۹۴     | ۴٬۶۹۳     | ۵٬۴۱۵     | ۵٬۲۱۷     | ۵٬۷۳۶     | ۶٬۳۶۶     | ۶٬۴۱۷     |
| هنگ کنگ                | ۷۶٬۹۲۹    | ۸۸٬۹۶۰    | ۱۰۴٬۲۷۲   | ۱۲۰٬۳۵۴   | ۱۳۵٬۸۱۲   | ۱۴۴٬۶۵۲   | ۱۵۹٬۷۱۸   | ۱۷۷٬۳۴۹   | ۱۶۸٬۸۵۸   | ۱۶۵٬۷۳۴   |
| مجارستان               | ۳۴٬۳۶۶    | ۳۴٬۷۵۴    | ۳۸٬۷۳۱    | ۴۰٬۱۲۵    | ۴۳٬۱۶۷    | ۴۶٬۴۲۶    | ۴۶٬۶۵۹    | ۴۷٬۲۹۷    | ۴۸٬۷۰۷    | ۴۹٬۰۷۳    |
| ایسلند                 | ۶٬۵۰۴     | ۶٬۹۴۹     | ۷٬۱۰۵     | ۶٬۲۲۵     | ۶٬۳۹۳     | ۷٬۱۲۴     | ۷٬۴۲۶     | ۷٬۵۷۰     | ۸٬۵۰۴     | ۸٬۹۸۲     |
| هند                    | ۳۲۶٬۶۰۸   | ۲۷۴٬۸۴۲   | ۲۹۳٬۲۶۲   | ۲۸۴٬۱۹۴   | ۳۳۳٬۰۱۴   | ۳۶۶٬۶۰۰   | ۳۹۹٬۷۹۱   | ۴۲۳٬۱۸۹   | ۴۲۸٬۷۶۷   | ۴۶۶٬۸۶۷   |
| اندونزی                | ۱۳۸٬۲۵۸   | ۱۵۴٬۵۵۸   | ۱۶۸٬۲۸۰   | ۱۹۰٬۹۱۳   | ۲۱۳٬۷۲۷   | ۲۴۴٬۲۲۷   | ۲۷۴٬۷۲۲   | ۲۶۰٬۶۸۰   | ۱۱۵٬۳۲۳   | ۱۶۹٬۱۵۸   |
| ایران                  | ۵۸۱٬۰۰۸   | ۳۰۴٬۰۶۵   | ۵۰٬۴۷۲    | ۶۴٬۴۴۹    | ۷۹٬۸۱۸    | ۱۱۴٬۹۴۱   | ۱۵۸٬۰۳۲   | ۱۸۴٬۱۳۸   | ۲۰۵٬۰۰۰   | ۲۷۵٬۰۹۲   |
| عراق                   |           |           |           |           |           |           |           |           | ۱۰٬۴۶۹    | ۱۸٬۴۴۹    |
| جمهوری ایرلند          | ۴۸٬۱۹۹    | ۴۸٬۸۴۰    | ۵۴٬۹۱۱    | ۵۱٬۳۶۴    | ۵۵٬۸۴۳    | ۶۹٬۲۶۰    | ۷۵٬۹۲۸    | ۸۲٬۹۵۷    | ۹۰٬۳۰۵    | ۹۸٬۹۹۳    |
| اسرائیل                | ۵۸٬۲۳۴    | ۶۶٬۰۵۸    | ۷۳٬۸۱۶    | ۷۴٬۱۸۹    | ۸۴٬۶۸۸    | ۱۰۰٬۶۰۵   | ۱۱۰٬۱۸۲   | ۱۱۴٬۷۵۵   | ۱۱۶٬۰۰۰   | ۱۱۷٬۱۶۶   |
| ایتالیا                | ۱٬۱۷۰٬۸۳۹ | ۱٬۲۳۶٬۷۷۶ | ۱٬۳۱۲٬۳۹۷ | ۱٬۰۵۵٬۳۳۶ | ۱٬۰۸۸٬۵۰۶ | ۱٬۱۷۵٬۲۷۶ | ۱٬۳۱۲٬۷۸۴ | ۱٬۲۴۳٬۲۲۹ | ۱٬۲۷۱٬۷۰۲ | ۱٬۲۵۳٬۶۹۰ |
| جامائیکا               | ۴٬۶۶۳     | ۴٬۲۸۵     | ۴٬۳۲۸     | ۵٬۴۴۰     | ۵٬۴۵۳     | ۶٬۵۴۹     | ۷٬۳۹۴     | ۸٬۴۰۰     | ۸٬۷۸۷     | ۸٬۸۸۷     |
| ژاپن                   | ۳٬۱۹۶٬۵۵۶ | ۳٬۶۵۷٬۳۴۸ | ۳٬۹۸۸٬۳۳۴ | ۴٬۵۴۴٬۷۶۶ | ۴٬۹۹۸٬۷۹۷ | ۵٬۵۴۵٬۵۶۷ | ۴٬۹۲۳٬۳۹۳ | ۴٬۴۹۲٬۴۴۹ | ۴٬۰۹۸٬۳۶۲ | ۴٬۶۳۵٬۹۸۱ |
| اردن                   | ۴٬۲۹۰     | ۴٬۴۸۱     | ۵٬۵۳۷     | ۵٬۷۰۴     | ۶٬۳۹۱     | ۶٬۸۵۷     | ۷٬۱۴۵     | ۷٬۴۷۲     | ۸٬۱۵۹     | ۸٬۴۰۳     |
| قزاقستان               |           |           | ۲٬۸۷۵     | ۵٬۱۵۲     | ۱۱٬۸۸۱    | ۱۶٬۶۳۹    | ۲۱٬۰۳۵    | ۲۲٬۱۶۶    | ۲۲٬۱۳۵    | ۱۶٬۸۷۰    |
| کنیا                   | ۲۴٬۷۴۶    | ۲۳٬۳۶۸    | ۲۳٬۰۱۴    | ۱۵٬۹۸۹    | ۱۹٬۱۴۳    | ۲۴٬۲۶۷    | ۲۷٬۵۶۲    | ۲۷٬۹۲۱    | ۳۰٬۴۸۶    | ۲۷٬۹۰۱    |
| کیریباتی               | ۴۳        | ۴۷        | ۴۸        | ۴۷        | ۵۵        | ۵۶        | ۶۷        | ۶۷        | ۶۶        | ۶۹        |
| کره جنوبی              | ۲۸۳٬۳۶۵   | ۳۳۰٬۶۵۸   | ۳۵۵٬۵۱۶   | ۳۹۲٬۷۳۱   | ۴۶۳٬۴۳۲   | ۵۶۶٬۵۹۵   | ۶۱۰٬۱۶۴   | ۵۷۰٬۵۹۴   | ۳۸۲٬۸۵۵   | ۴۹۷٬۲۵۴   |
| کوزوو                  |           |           |           |           |           |           |           |           |           |           |
| کویت                   | ۱۸٬۲۹۳    | ۱۰٬۸۲۶    | ۱۹٬۸۶۶    | ۲۳٬۹۹۶    | ۲۴٬۷۹۶    | ۲۷٬۱۸۹    | ۳۱٬۴۹۲    | ۳۰٬۳۵۰    | ۲۵٬۹۴۴    | ۳۰٬۱۲۳    |
| قرقیزستان              |           |           | ۹۱۷       | ۶۶۵       | ۱٬۱۰۸     | ۱٬۴۹۳     | ۱٬۸۲۲     | ۱٬۷۶۷     | ۱٬۶۳۰     | ۱٬۲۴۲     |
| لائوس                  | ۱٬۷۴۲     | ۲٬۰۵۳     | ۲٬۳۵۴     | ۲٬۶۵۲     | ۳٬۰۸۱     | ۳٬۵۷۹     | ۳٬۷۲۶     | ۳٬۵۱۵     | ۱٬۳۳۴     | ۱٬۴۱۵     |
| لتونی                  |           |           | ۱٬۶۹۴     | ۲٬۷۲۸     | ۴٬۵۳۳     | ۵٬۴۱۱     | ۵٬۹۷۵     | ۶٬۵۲۹     | ۷٬۱۶۹     | ۷٬۵۳۵     |
| لبنان                  | ۲٬۸۰۱     | ۴٬۳۹۲     | ۵٬۴۷۲     | ۷٬۴۳۵     | ۸٬۹۸۸     | ۱۰٬۹۷۱    | ۱۲٬۸۲۴    | ۱۵٬۵۳۵    | ۱۷٬۰۵۹    | ۱۷٬۱۷۴    |
| لسوتو                  | ۶۲۰       | ۷۰۳       | ۸۱۵       | ۸۱۴       | ۸۵۹       | ۹۶۵       | ۹۱۴       | ۹۶۳       | ۸۸۸       | ۸۷۱       |
| لیبریا                 |           |           |           |           |           |           |           |           |           |           |
| لیبی                   | ۳۰٬۶۴۴    | ۳۳٬۹۰۸    | ۳۴٬۳۵۸    | ۳۰٬۹۲۱    | ۲۸٬۷۹۶    | ۳۲٬۶۹۰    | ۳۵٬۶۸۳    | ۳۶٬۵۳۱    | ۲۹٬۹۶۰    | ۳۵٬۹۷۵    |
| لیتوانی                |           |           |           |           |           | ۶٬۶۹۶     | ۸٬۳۸۳     | ۱۰٬۱۱۹    | ۱۱٬۲۴۰    | ۱۰٬۹۷۲    |
| لوکزامبورگ             | ۱۲٬۶۲۸    | ۱۳٬۶۸۳    | ۱۵٬۳۲۸    | ۱۵٬۷۱۴    | ۱۷٬۴۸۷    | ۲۰٬۵۷۱    | ۲۰٬۴۶۴    | ۱۸٬۴۲۸    | ۱۹٬۲۶۳    | ۲۱٬۰۸۸    |
| ماکائو                 |           |           |           |           |           |           |           |           |           |           |
| ماداگاسکار             | ۳٬۹۳۱     | ۳٬۲۵۵     | ۳٬۷۱۵     | ۴٬۰۶۳     | ۳٬۵۲۲     | ۳٬۸۳۸     | ۴٬۹۳۲     | ۴٬۲۶۳     | ۴٬۴۰۲     | ۴٬۲۷۸     |
| مالاوی                 | ۴٬۲۲۲     | ۵٬۳۸۰     | ۴٬۳۹۴     | ۵٬۰۵۶     | ۲٬۹۳۰     | ۳٬۴۱۲     | ۵٬۵۶۹     | ۶٬۵۰۴     | ۴٬۲۷۵     | ۴٬۳۳۶     |
| مالزی                  | ۴۷٬۲۳۶    | ۵۳٬۵۱۰    | ۶۴٬۴۵۲    | ۷۲٬۸۶۶    | ۸۱٬۱۳۸    | ۹۶٬۶۲۸    | ۱۰۹٬۸۵۴   | ۱۰۸٬۷۸۰   | ۷۸٬۶۳۴    | ۸۶٬۲۰۳    |
| مالدیو                 | ۲۳۱       | ۲۶۲       | ۳۰۶       | ۳۴۶       | ۳۸۲       | ۴۶۶       | ۵۲۷       | ۶۵۲       | ۶۹۳       | ۷۵۶       |
| مالی                   | ۳٬۲۲۳     | ۳٬۲۸۴     | ۳٬۳۷۲     | ۳٬۳۶۲     | ۲٬۵۷۵     | ۳٬۳۳۷     | ۳٬۴۱۶     | ۳٬۲۰۸     | ۳٬۳۲۸     | ۳٬۴۴۴     |
| مالت                   |           |           |           |           |           | ۳٬۳۸۰     | ۳٬۴۴۶     | ۳٬۴۸۹     | ۳٬۶۹۷     | ۳٬۸۵۸     |
| جزایر مارشال           |           |           |           |           |           |           |           | ۱۱۱       | ۱۱۴       | ۱۱۵       |
| موریتانی               | ۱٬۷۹۳     | ۲٬۰۵۵     | ۲٬۱۶۴     | ۱٬۸۴۷     | ۱٬۹۴۵     | ۲٬۰۹۲     | ۲٬۱۳۲     | ۲٬۰۷۲     | ۲٬۰۲۷     | ۱٬۹۸۶     |
| موریس                  | ۲٬۷۰۶     | ۲٬۹۷۷     | ۳٬۳۵۲     | ۳٬۴۵۵     | ۳٬۸۳۵     | ۴٬۳۸۰     | ۴٬۵۲۹     | ۴٬۲۵۳     | ۴٬۲۹۶     | ۴٬۵۳۶     |
| مکزیک                  | ۲۹۰٬۴۰۲   | ۳۴۸٬۱۳۹   | ۴۰۳٬۷۳۳   | ۵۰۰٬۷۹۵   | ۵۲۷٬۸۱۱   | ۳۶۰٬۰۹۶   | ۴۱۰٬۹۷۳   | ۵۰۰٬۴۱۶   | ۵۲۶٬۵۲۲   | ۶۰۰٬۲۲۵   |
| ایالات فدرال میکرونزی  |           |           |           |           |           | ۲۲۱       | ۲۱۸       | ۲۰۷       | ۲۱۹       | ۲۲۰       |
| مولدووا                |           |           | ۸۶۴       | ۱٬۱۱۰     | ۱٬۱۵۸     | ۱٬۴۴۱     | ۱٬۶۹۴     | ۱٬۹۲۸     | ۱٬۶۹۷     | ۱٬۱۷۲     |
| مغولستان               | ۲٬۶۷۸     | ۲٬۸۲۱     | ۱٬۵۶۶     | ۷۷۱       | ۹۲۶       | ۱٬۴۵۲     | ۱٬۳۴۸     | ۱٬۱۸۱     | ۱٬۱۲۵     | ۱٬۰۵۷     |
| مونته‌نگرو              |           |           |           |           |           |           |           |           |           |           |
| مراکش                  | ۳۰٬۱۸۰    | ۳۲٬۲۸۶    | ۳۳٬۷۱۲    | ۳۱٬۶۵۶    | ۳۵٬۶۰۵    | ۳۹٬۰۲۹    | ۴۳٬۱۶۲    | ۳۹٬۱۴۷    | ۴۱٬۸۰۶    | ۴۱٬۶۳۲    |
| موزامبیک               | ۳٬۵۲۹     | ۳٬۶۳۳     | ۲٬۶۴۰     | ۲٬۷۳۰     | ۲٬۷۹۷     | ۲٬۹۰۰     | ۳٬۸۵۷     | ۴٬۶۴۹     | ۵٬۲۶۴     | ۵٬۹۷۶     |
| میانمار                |           |           |           |           |           |           |           |           | ۵٬۱۵۴     | ۶٬۴۳۹     |
| نامیبیا                | ۲٬۸۳۸     | ۲٬۸۵۴     | ۳٬۰۱۴     | ۲٬۸۹۱     | ۳٬۲۵۴     | ۳٬۵۰۳     | ۳٬۴۹۴     | ۳٬۶۳۶     | ۳٬۲۱۵     | ۳٬۳۸۴     |
| نائورو                 |           |           |           |           |           |           |           |           |           |           |
| نپال                   | ۴٬۴۵۲     | ۴٬۸۷۲     | ۴٬۴۲۶     | ۴٬۷۵۴     | ۴٬۹۶۵     | ۵٬۳۹۱     | ۵٬۵۵۷     | ۶٬۰۴۰     | ۶٬۰۰۶     | ۶٬۱۷۷     |
| هلند                   | ۳۲۱٬۴۰۵   | ۳۳۱٬۰۹۷   | ۳۶۶٬۰۰۴   | ۳۵۵٬۹۳۱   | ۳۸۲٬۵۵۰   | ۴۵۲٬۷۱۰   | ۴۵۰٬۶۲۵   | ۴۱۷٬۳۲۹   | ۴۳۸٬۶۱۰   | ۴۴۷٬۴۹۳   |
| نیوزیلند               | ۴۵٬۷۷۳    | ۴۳٬۴۳۸    | ۴۱٬۵۳۰    | ۴۴٬۷۹۷    | ۵۲٬۹۰۴    | ۶۲٬۲۶۴    | ۶۹٬۰۹۲    | ۶۸٬۸۶۵    | ۵۶٬۸۱۴    | ۵۸٬۸۸۴    |
| نیکاراگوئه             | ۵۱۹       | ۳٬۶۷۸     | ۳٬۸۹۴     | ۳٬۷۲۶     | ۳٬۸۶۱     | ۴٬۱۴۰     | ۴٬۳۰۸     | ۴٬۳۹۰     | ۴٬۶۳۵     | ۴٬۸۵۶     |
| نیجر                   | ۳٬۴۹۱     | ۳٬۲۷۱     | ۳٬۳۷۲     | ۳٬۰۴۱     | ۱٬۹۳۵     | ۲٬۲۹۶     | ۲٬۳۹۷     | ۲٬۲۸۵     | ۲٬۶۳۹     | ۲٬۵۳۲     |
| نیجریه                 | ۶۲٬۱۶۵    | ۶۰٬۱۳۱    | ۵۲٬۲۷۵    | ۵۶٬۸۰۷    | ۸۰٬۱۲۸    | ۱۳۲٬۲۳۰   | ۱۷۲٬۶۸۶   | ۱۸۷٬۸۶۶   | ۲۰۹٬۶۷۷   | ۵۷٬۴۷۷    |
| مقدونیه شمالی          |           |           | ۲٬۴۴۳     | ۲٬۶۸۷     | ۳٬۵۶۱     | ۴٬۶۸۷     | ۴٬۶۴۲     | ۳٬۹۲۸     | ۳٬۷۶۴     | ۳٬۸۶۷     |
| نروژ                   | ۱۱۹٬۷۹۱   | ۱۲۱٬۸۷۲   | ۱۳۰٬۸۳۸   | ۱۲۰٬۵۷۹   | ۱۲۷٬۱۳۲   | ۱۵۲٬۰۳۱   | ۱۶۳٬۵۲۰   | ۱۶۱٬۳۵۷   | ۱۵۴٬۱۶۳   | ۱۶۲٬۲۸۵   |
| عمان                   | ۱۱٬۶۸۶    | ۱۱٬۳۴۱    | ۱۲٬۴۵۲    | ۱۲٬۴۹۴    | ۱۲٬۹۱۹    | ۱۳٬۸۰۳    | ۱۵٬۲۷۷    | ۱۵٬۸۳۷    | ۱۳٬۹۹۷    | ۱۵٬۵۹۳    |
| پاکستان                | ۵۸٬۸۶۲    | ۶۶٬۸۷۰    | ۷۱٬۵۴۱    | ۷۵٬۷۱۸    | ۷۶٬۳۲۵    | ۸۹٬۱۹۷    | ۹۳٬۱۴۵    | ۹۱٬۸۴۰    | ۹۱٬۴۱۸    | ۸۶٬۵۷۳    |
| پالائو                 |           |           |           |           |           |           |           |           |           |           |
| پاناما                 | ۵٬۷۲۳     | ۶٬۲۹۲     | ۷٬۱۵۳     | ۷٬۸۱۲     | ۸٬۳۳۰     | ۸٬۵۱۵     | ۱۰٬۰۴۰    | ۱۰٬۸۴۹    | ۱۱٬۷۶۲    | ۱۲٬۳۲۶    |
| پاپوآ گینه نو          | ۴٬۷۵۷     | ۵٬۵۹۶     | ۶٬۴۶۶     | ۷٬۳۴۹     | ۸٬۰۷۷     | ۷٬۱۴۹     | ۷٬۶۰۸     | ۷٬۲۷۲     | ۵٬۵۵۸     | ۵٬۰۷۲     |
| پاراگوئه               | ۴٬۹۰۴     | ۶٬۹۸۴     | ۷٬۱۵۸     | ۷٬۲۴۹     | ۷٬۸۷۱     | ۹٬۰۶۲     | ۹٬۷۸۸     | ۹٬۹۶۵     | ۹٬۲۶۰     | ۸٬۸۳۷     |
| پرو                    | ۲۸٬۳۲۶    | ۳۳٬۹۸۸    | ۳۵٬۳۷۷    | ۳۴٬۳۳۰    | ۴۳٬۲۲۵    | ۵۱٬۳۸۰    | ۵۳٬۴۱۲    | ۵۶٬۲۸۱    | ۵۳٬۹۱۸    | ۴۸٬۷۱۹    |
| فیلیپین                | ۵۰٬۵۰۸    | ۵۱٬۷۸۴    | ۶۰٬۴۲۲    | ۶۲٬۰۳۷    | ۷۳٬۱۵۹    | ۸۴٬۶۴۴    | ۹۴٬۶۵۰    | ۹۴٬۱۰۶    | ۷۴٬۴۹۲    | ۸۵٬۶۴۰    |
| لهستان                 | ۶۲٬۲۰۶    | ۸۰٬۶۱۰    | ۸۸٬۸۸۸    | ۹۰٬۵۴۴    | ۱۰۳٬۸۸۷   | ۱۳۹٬۳۶۳   | ۱۵۶٬۹۹۳   | ۱۵۷٬۴۹۳   | ۱۷۲٬۳۸۹   | ۱۶۸٬۱۳۰   |
| پرتغال                 | ۷۹٬۴۳۹    | ۸۹٬۹۰۴    | ۱۰۸٬۱۱۹   | ۹۵٬۱۳۹    | ۹۹٬۶۹۲    | ۱۱۸٬۱۸۲   | ۱۲۲٬۶۵۵   | ۱۱۷٬۲۱۱   | ۱۲۴٬۱۲۴   | ۱۲۷٬۵۹۷   |
| پورتوریکو              | ۳۰٬۶۰۴    | ۳۲٬۲۸۷    | ۳۴٬۶۳۰    | ۳۶٬۹۲۳    | ۳۹٬۶۹۱    | ۴۲٬۶۴۷    | ۴۵٬۳۴۱    | ۴۸٬۱۸۷    | ۵۴٬۰۸۶    | ۵۷٬۸۴۱    |
| قطر                    | ۶٬۲۶۶     | ۵٬۵۷۹     | ۶٬۳۸۴     | ۵٬۸۰۴     | ۵٬۹۴۶     | ۶٬۸۶۱     | ۷٬۷۶۱     | ۹٬۹۷۶     | ۸٬۴۸۸     | ۱۱٬۲۶۶    |
| رومانی                 | ۳۸٬۵۱۶    | ۲۹٬۰۷۰    | ۱۹٬۷۷۹    | ۲۶٬۶۲۴    | ۳۰٬۳۷۶    | ۳۵٬۸۳۸    | ۳۵٬۶۹۲    | ۳۵٬۶۴۴    | ۴۲٬۵۴۳    | ۳۵٬۹۵۳    |
| روسیه                  |           |           | ۷۱٬۶۰۳    | ۱۹۶٬۲۲۷   | ۲۹۳٬۷۶۸   | ۳۳۵٬۷۷۷   | ۴۱۲٬۶۸۵   | ۴۳۳٬۷۰۴   | ۲۸۷٬۶۷۲   | ۲۰۹٬۶۵۷   |
| رواندا                 | ۲٬۹۵۴     | ۲٬۱۷۹     | ۲٬۳۱۳     | ۲٬۲۳۱     | ۱٬۴۱۸     | ۱٬۴۷۰     | ۱٬۵۹۳     | ۲٬۱۴۴     | ۲٬۲۹۰     | ۲٬۱۳۱     |
| ساموآ                  | ۱۷۷       | ۱۷۲       | ۱۸۸       | ۱۹۳       | ۱۵۴       | ۲۳۶       | ۲۵۱       | ۲۷۳       | ۲۷۹       | ۲۵۵       |
| سان مارینو             |           |           |           |           |           |           |           |           |           |           |
| سائوتومه و پرنسیپ      | ۱۲۰       | ۱۰۸       | ۹۶        | ۱۲۷       | ۱۳۲       | ۱۰۴       | ۱۳۶       | ۹۳        | ۷۳        | ۷۸        |
| عربستان سعودی          | ۱۱۷٬۴۷۳   | ۱۳۲٬۰۴۷   | ۱۳۶٬۹۰۵   | ۱۳۲٬۷۹۰   | ۱۳۴٬۹۹۵   | ۱۴۳٬۱۵۲   | ۱۵۸٬۴۵۱   | ۱۶۵٬۷۴۲   | ۱۴۶٬۷۷۵   | ۱۶۱٬۷۱۷   |
| سنگال                  | ۷٬۰۷۸     | ۶٬۹۵۵     | ۷٬۴۳۵     | ۷٬۰۱۴     | ۴٬۷۴۶     | ۶٬۰۲۶     | ۶٬۳۰۰     | ۵٬۸۶۷     | ۶٬۴۱۶     | ۶٬۵۹۹     |
| صربستان                |           |           |           |           |           |           |           |           |           |           |
| سیشل                   | ۳۶۹       | ۳۷۴       | ۴۳۴       | ۴۷۴       | ۴۸۶       | ۵۰۸       | ۵۰۳       | ۵۶۳       | ۶۰۸       | ۶۲۳       |
| سیرالئون               | ۹۴۸       | ۱٬۱۳۸     | ۹۹۲       | ۱٬۱۲۲     | ۱٬۳۳۱     | ۱٬۲۷۳     | ۱٬۳۷۴     | ۱٬۲۴۰     | ۹۸۱       | ۹۷۷       |
| سنگاپور                | ۳۸٬۸۹۲    | ۴۵٬۴۶۵    | ۵۲٬۱۳۱    | ۶۰٬۶۰۴    | ۷۳٬۶۸۹    | ۸۷٬۸۱۳    | ۹۶٬۲۹۳    | ۱۰۰٬۱۲۴   | ۸۵٬۷۲۸    | ۸۶٬۲۸۷    |
| اسلواکی                |           |           |           | ۱۳٬۷۲۶    | ۱۵٬۸۳۷    | ۲۰٬۰۳۴    | ۲۱٬۶۵۹    | ۲۱٬۹۲۷    | ۲۲٬۸۲۵    | ۲۰٬۸۶۷    |
| اسلوونی                |           |           | ۱۹٬۲۷۱    | ۱۶٬۶۲۶    | ۱۶٬۸۴۵    | ۲۱٬۳۸۴    | ۲۱٬۵۱۶    | ۲۰٬۸۰۵    | ۲۲٬۱۶۸    | ۲۲٬۷۷۰    |
| جزایر سلیمان           | ۲۱۵       | ۲۲۸       | ۲۶۹       | ۳۰۱       | ۴۰۳       | ۴۶۹       | ۵۱۱       | ۵۲۷       | ۴۵۸       | ۴۸۸       |
| سومالی                 |           |           |           |           |           |           |           |           |           |           |
| آفریقای جنوبی          |           |           |           | ۱۴۷٬۲۳۶   | ۱۵۳٬۵۶۹   | ۱۷۱٬۷۳۶   | ۱۶۳٬۳۴۰   | ۱۶۹٬۰۰۴   | ۱۵۲٬۸۸۵   | ۱۵۱٬۴۲۶   |
| سودان جنوبی            |           |           |           |           |           |           |           |           |           |           |
| اسپانیا                | ۵۳۵٬۶۵۲   | ۵۷۶٬۴۴۶   | ۶۳۰٬۱۲۲   | ۵۲۹٬۳۱۹   | ۵۳۱٬۱۳۷   | ۶۱۳٬۹۴۶   | ۶۴۰٬۰۲۶   | ۵۸۹٬۳۷۶   | ۶۱۸٬۴۱۴   | ۶۳۵٬۹۶۸   |
| سری‌لانکا               | ۹٬۴۶۸     | ۱۰٬۳۶۷    | ۱۱٬۱۷۶    | ۱۱٬۹۴۸    | ۱۳٬۷۸۱    | ۱۴٬۶۳۵    | ۱۶٬۰۵۱    | ۱۷٬۹۴۰    | ۱۸٬۴۲۹    | ۱۸٬۵۱۹    |
| سنت کیتس و نویس        | ۲۰۳       | ۲۰۱       | ۲۲۳       | ۲۴۳       | ۲۷۲       | ۲۹۳       | ۳۱۲       | ۳۵۱       | ۳۶۶       | ۳۸۹       |
| سنت لوسیا              | ۵۸۰       | ۶۱۴       | ۶۷۴       | ۶۸۵       | ۷۱۴       | ۷۶۳       | ۷۸۹       | ۸۰۶       | ۸۷۷       | ۹۲۲       |
| سنت وینسنت و گرنادین‌ها | ۲۶۰       | ۲۷۵       | ۳۰۰       | ۳۰۹       | ۳۱۳       | ۳۴۱       | ۳۵۸       | ۳۷۶       | ۴۰۳       | ۴۲۲       |
| سودان                  | ۲٬۲۴۵     | ۲٬۵۲۸     | ۳٬۱۰۰     | ۵٬۲۴۶     | ۵٬۹۶۱     | ۶٬۶۹۴     | ۸٬۳۷۷     | ۱۰٬۲۴۱    | ۱۰٬۹۲۴    | ۱۰٬۷۱۴    |
| سورینام                | ۵۷۷       | ۶۳۷       | ۵۹۰       | ۴۶۵       | ۵۲۳       | ۹۹۳       | ۱٬۲۳۴     | ۱٬۳۲۲     | ۱٬۵۸۸     | ۱٬۳۰۸     |
| سوئد                   | ۲۵۹٬۹۰۰   | ۲۷۲٬۲۰۵   | ۲۸۳٬۲۲۸   | ۲۱۲٬۹۵۳   | ۲۲۹٬۰۳۴   | ۲۶۷٬۳۰۷   | ۲۹۱٬۷۴۶   | ۲۶۸٬۱۴۶   | ۲۷۰٬۸۱۰   | ۲۷۴٬۰۷۱   |
| سوئیس                  | ۲۶۶٬۲۱۴   | ۲۶۹٬۳۹۱   | ۲۷۹٬۹۵۷   | ۲۷۲٬۰۷۹   | ۳۰۱٬۳۵۳   | ۳۵۳٬۲۵۰   | ۳۴۰٬۷۵۶   | ۲۹۵٬۲۳۷   | ۳۰۳٬۷۷۲   | ۲۹۸٬۲۰۵   |
| سوریه                  | ۱۲٬۳۰۳    | ۱۲٬۷۳۸    | ۱۳٬۲۶۳    | ۱۳٬۷۹۶    | ۱۵٬۱۰۵    | ۱۶٬۵۵۶    | ۱۷٬۷۶۱    | ۱۶٬۵۷۳    | ۱۶٬۱۴۴    | ۱۶٬۷۸۵    |
| تایوان                 | ۱۶۶٬۶۲۲   | ۱۸۷٬۱۴۰   | ۲۲۲٬۹۱۱   | ۲۳۶٬۳۳۹   | ۲۵۶٬۲۴۷   | ۲۷۹٬۰۵۹   | ۲۹۲٬۴۹۴   | ۳۰۳٬۲۸۴   | ۲۷۹٬۹۶۴   | ۳۰۳٬۸۳۰   |
| تاجیکستان              |           |           | ۲۹۱       | ۶۷۸       | ۸۲۹       | ۵۶۹       | ۱٬۰۵۲     | ۱٬۱۲۱     | ۱٬۳۲۰     | ۱٬۰۸۷     |
| تانزانیا               | ۵٬۱۷۲     | ۶٬۰۱۹     | ۵٬۵۸۸     | ۵٬۱۷۰     | ۵٬۴۷۸     | ۶٬۳۸۲     | ۷٬۸۸۹     | ۹٬۳۴۱     | ۱۱٬۴۸۱    | ۱۱٬۷۷۷    |
| تایلند                 | ۸۸٬۴۶۷    | ۱۰۱٬۲۴۷   | ۱۱۵٬۵۷۶   | ۱۲۸٬۸۸۹   | ۱۴۶٬۶۸۴   | ۱۶۹٬۲۷۹   | ۱۸۳٬۰۳۵   | ۱۵۰٬۱۸۰   | ۱۱۳٬۶۷۶   | ۱۲۶٬۵۳۹   |
| تیمور شرقی             |           |           |           |           |           |           |           |           |           |           |
| توگو                   | ۲٬۷۷۲     | ۲٬۷۴۰     | ۲٬۸۷۳     | ۲٬۱۸۹     | ۱٬۶۹۷     | ۲٬۲۴۰     | ۲٬۴۴۸     | ۲٬۴۹۴     | ۲٬۳۶۱     | ۲٬۳۷۰     |
| تونگا                  | ۱۴۴       | ۱۶۹       | ۱۷۸       | ۱۸۳       | ۱۸۹       | ۲۰۷       | ۲۱۸       | ۲۲۲       | ۲۱۲       | ۱۹۷       |
| ترینیداد و توباگو      | ۵٬۱۵۵     | ۵٬۳۹۹     | ۵٬۵۳۳     | ۴٬۶۵۶     | ۵٬۰۳۲     | ۵٬۴۲۱     | ۵٬۸۵۹     | ۵٬۸۳۷     | ۶٬۱۴۸     | ۶٬۹۲۵     |
| تونس                   | ۱۴٬۱۳۳    | ۱۴٬۸۹۷    | ۱۷٬۸۰۹    | ۱۶٬۷۲۴    | ۱۷٬۸۸۶    | ۲۰٬۶۱۶    | ۲۲٬۳۲۴    | ۲۱٬۷۶۲    | ۲۲٬۸۷۰    | ۲۴٬۰۶۶    |
| ترکیه                  | ۲۰۷٬۵۰۸   | ۲۰۸٬۴۰۲   | ۲۱۹٬۱۷۶   | ۲۴۸٬۵۷۳   | ۱۷۹٬۳۵۹   | ۲۳۳٬۵۶۶   | ۲۵۰٬۴۸۶   | ۲۶۱٬۸۵۷   | ۲۷۵٬۸۳۴   | ۲۵۶٬۵۶۶   |
| ترکمنستان              |           |           | ۱٬۶۰۷     | ۹٬۰۶۳     | ۷٬۶۷۵     | ۹٬۹۲۷     | ۴٬۰۲۱     | ۴٬۵۳۱     | ۴٬۸۳۷     | ۶٬۵۱۸     |
| تووالو                 |           |           |           |           |           |           |           |           |           |           |
| اوگاندا                | ۷٬۴۵۲     | ۳٬۸۹۷     | ۳٬۶۴۵     | ۴٬۳۱۱     | ۶٬۲۴۰     | ۷٬۴۷۳     | ۷٬۷۱۳     | ۸٬۴۰۷     | ۸٬۲۳۰     | ۷٬۸۲۳     |
| اوکراین                |           |           | ۲۲٬۱۹۳    | ۳۵٬۰۲۵    | ۳۸٬۰۱۲    | ۳۸٬۲۷۵    | ۴۶٬۰۸۳    | ۵۱٬۸۶۷    | ۴۳٬۳۱۵    | ۳۲٬۶۶۱    |
| امارات متحده عربی      | ۴۹٬۰۹۰    | ۴۹٬۸۲۱    | ۵۲٬۲۰۸    | ۵۳٬۴۳۸    | ۵۷٬۴۵۰    | ۶۳٬۶۳۷    | ۷۰٬۹۹۱    | ۷۶٬۱۹۹    | ۷۳٬۳۹۴    | ۸۲٬۸۶۵    |
| بریتانیا               | ۱٬۱۹۵٬۳۷۲ | ۱٬۲۵۰٬۲۸۲ | ۱٬۲۹۲٬۰۹۴ | ۱٬۱۵۷٬۵۰۱ | ۱٬۲۴۴٬۰۰۹ | ۱٬۳۴۶٬۶۸۷ | ۱٬۴۲۲٬۹۶۹ | ۱٬۵۵۹٬۸۹۶ | ۱٬۶۵۳٬۵۴۹ | ۱٬۶۸۶٬۱۷۹ |
| ایالات متحده آمریکا    | ۵٬۹۶۳٬۱۲۵ | ۶٬۱۵۸٬۱۲۵ | ۶٬۵۲۰٬۳۲۵ | ۶٬۸۵۸٬۵۵۰ | ۷٬۲۸۷٬۲۵۰ | ۷٬۶۳۹٬۷۵۰ | ۸٬۰۷۳٬۱۲۵ | ۸٬۵۷۷٬۵۵۰ | ۹٬۰۶۲٬۸۲۵ | ۹٬۶۳۱٬۱۷۵ |
| اروگوئه                | ۱۱٬۱۵۶    | ۱۳٬۴۴۵    | ۱۵٬۴۵۱    | ۱۷٬۹۹۹    | ۲۰٬۹۶۵    | ۲۳٬۱۵۲    | ۲۴٬۶۱۳    | ۲۶٬۰۴۴    | ۲۷٬۵۸۷    | ۲۶٬۰۶۶    |
| ازبکستان               |           |           | ۴٬۴۷۶     | ۶٬۸۹۷     | ۸٬۱۷۵     | ۱۲٬۷۴۶    | ۱۷٬۴۵۳    | ۱۸٬۴۳۳    | ۱۸٬۷۳۸    | ۲۱٬۳۶۲    |
| وانواتو                | ۱۶۹       | ۲۰۱       | ۲۰۹       | ۲۰۰       | ۲۳۴       | ۲۴۹       | ۲۶۱       | ۲۷۳       | ۲۶۲       | ۲۶۸       |
| ونزوئلا                | ۴۸٬۳۹۱    | ۵۳٬۳۸۲    | ۶۰٬۴۰۰    | ۵۹٬۸۶۵    | ۵۸٬۳۵۷    | ۷۷٬۴۲۷    | ۷۰٬۵۳۶    | ۸۵٬۶۸۴    | ۹۱٬۸۳۶    | ۹۷٬۵۱۷    |
| ویتنام                 | ۸٬۲۱۷     | ۹٬۷۰۴     | ۱۲٬۵۲۸    | ۱۶٬۷۳۶    | ۲۰٬۷۱۲    | ۲۶٬۴۰۷    | ۳۱٬۳۵۲    | ۳۴٬۱۴۶    | ۳۴٬۵۸۰    | ۳۶٬۴۴۴    |
| فلسطین                 |           |           |           |           | ۲٬۸۴۳     | ۳٬۲۸۳     | ۳٬۴۱۰     | ۳٬۷۶۰     | ۴٬۰۶۸     | ۴٬۲۷۱     |
| یمن                    | ۱۲٬۶۴۴    | ۱۴٬۶۶۵    | ۱۷٬۹۵۹    | ۲۱٬۷۳۷    | ۲۸٬۰۱۹    | ۱۲٬۷۹۶    | ۶٬۴۹۶     | ۶٬۸۳۸     | ۶٬۳۲۲     | ۷٬۶۳۹     |
| زامبیا                 | ۴٬۰۸۵     | ۳٬۶۹۰     | ۳٬۶۱۴     | ۳٬۵۴۹     | ۳٬۶۵۷     | ۳٬۷۹۹     | ۳٬۵۹۹     | ۴٬۳۰۳     | ۳٬۵۳۸     | ۳٬۴۰۵     |
| زیمبابوه               | ۱۰٬۱۴۴    | ۹٬۴۵۰     | ۷٬۷۹۳     | ۷٬۵۶۹     | ۷٬۹۵۹     | ۸٬۲۶۳     | ۱۰٬۱۱۷    | ۱۰٬۳۸۶    | ۱۲٬۰۹۹    | ۱۱٬۷۶۹    |

## بین سال های 2000 تا 2009 براساس تخمین صندوق بین المللی پول
| کشور                   | 2000       | 2001       | 2002       | 2003       | 2004       | 2005       | 2006       | 2007       | 2008       | 2009       |
| ---------------------- | ---------- | ---------- | ---------- | ---------- | ---------- | ---------- | ---------- | ---------- | ---------- | ---------- |
| افغانستان              |            |            | ۴٬۳۶۷      | ۴٬۵۵۳      | ۵٬۱۴۶      | ۶٬۱۶۷      | ۶٬۹۲۵      | ۸٬۵۵۶      | ۱۰٬۲۹۷     | ۱۲٬۰۶۶     |
| آلبانی                 | ۳٬۴۸۳      | ۳٬۹۲۸      | ۴٬۳۴۸      | ۵٬۶۱۱      | ۷٬۱۸۵      | ۸٬۰۵۲      | ۸٬۸۹۶      | ۱۰٬۶۷۷     | ۱۲٬۸۸۱     | ۱۲٬۰۴۴     |
| الجزایر                | ۵۴٬۷۴۹     | ۵۴٬۷۴۵     | ۵۶٬۷۶۱     | ۶۷٬۸۶۴     | ۸۵٬۳۳۲     | ۱۰۳٬۱۹۸    | ۱۱۷٬۰۲۷    | ۱۳۴٬۹۷۷    | ۱۷۱٬۰۰۱    | ۱۳۷٬۲۱۱    |
| آندورا                 | ۱٬۴۲۹      | ۱٬۵۴۷      | ۱٬۷۵۸      | ۲٬۳۶۲      | ۲٬۸۹۶      | ۳٬۱۵۸      | ۳٬۴۵۶      | ۳٬۹۵۲      | ۴٬۰۸۲      | ۳٬۶۷۵      |
| آنگولا                 | ۱۱٬۱۶۶     | ۱۰٬۹۳۰     | ۱۵٬۲۸۶     | ۱۷٬۸۱۳     | ۲۳٬۵۵۲     | ۳۶٬۹۷۱     | ۵۲٬۳۸۱     | ۶۵٬۲۶۶     | ۸۸٬۵۳۹     | ۷۰٬۳۰۷     |
| آنتیگوآ و باربودا      | ۸۲۶        | ۸۰۰        | ۸۱۴        | ۸۵۶        | ۹۲۰        | ۱٬۰۲۳      | ۱٬۱۵۸      | ۱٬۳۱۳      | ۱٬۳۷۰      | ۱٬۲۲۸      |
| آرژانتین               | ۳۱۷٬۷۵۹    | ۳۰۰٬۴۲۱    | ۱۱۲٬۴۵۸    | ۱۴۲٬۴۳۱    | ۱۶۴٬۹۱۱    | ۱۹۹٬۲۷۳    | ۲۳۲٬۸۹۲    | ۲۸۷٬۹۲۱    | ۳۶۳٬۵۴۵    | ۳۳۴٬۶۳۳    |
| ارمنستان               | ۱٬۹۱۲      | ۲٬۱۱۸      | ۲٬۳۷۶      | ۲٬۸۰۷      | ۳٬۵۷۷      | ۴٬۹۰۰      | ۶٬۳۸۴      | ۹٬۲۰۶      | ۱۱٬۶۶۲     | ۸٬۶۴۸      |
| آروبا                  | ۱٬۸۷۳      | ۱٬۸۹۶      | ۱٬۹۶۲      | ۲٬۰۴۴      | ۲٬۲۵۵      | ۲٬۳۶۰      | ۲٬۴۷۰      | ۲٬۶۷۸      | ۲٬۸۴۳      | ۲٬۵۵۴      |
| استرالیا               | ۳۹۹٬۶۲۶    | ۳۷۷٬۵۰۴    | ۴۲۵٬۰۹۱    | ۵۴۰٬۹۱۸    | ۶۵۸٬۳۳۹    | ۷۳۵٬۵۸۸    | ۷۸۲٬۳۴۹    | ۹۴۹٬۰۱۱    | ۱٬۰۵۵٬۸۹۴  | ۹۹۹٬۹۹۷    |
| اتریش                  | ۱۹۷٬۳۷۷    | ۱۹۷٬۵۱۰    | ۲۱۴٬۲۴۳    | ۲۶۲٬۲۰۸    | ۳۰۱٬۳۲۱    | ۳۱۶٬۲۶۷    | ۳۳۶٬۲۹۸    | ۳۸۹٬۲۳۱    | ۴۳۲٬۰۰۵    | ۴۰۱٬۳۲۳    |
| جمهوری آذربایجان       | ۵٬۲۷۳      | ۵٬۴۷۵      | ۶٬۲۳۲      | ۷٬۲۷۶      | ۸٬۶۸۲      | ۱۳٬۲۷۳     | ۲۱٬۰۲۷     | ۳۳٬۰۹۰     | ۴۸٬۹۷۹     | ۴۴٬۲۸۹     |
| باهاما                 | ۸٬۰۷۶      | ۸٬۳۱۸      | ۸٬۸۸۱      | ۸٬۸۷۰      | ۹٬۰۵۵      | ۹٬۸۳۶      | ۱۰٬۱۶۷     | ۱۰٬۶۱۸     | ۱۰٬۵۲۶     | ۹٬۹۸۲      |
| بحرین                  | ۹٬۰۶۳      | ۹٬۱۸۹      | ۹٬۵۹۴      | ۱۱٬۰۷۵     | ۱۳٬۱۵۰     | ۱۵٬۹۶۹     | ۱۸٬۵۰۵     | ۲۱٬۷۳۰     | ۲۵٬۷۱۱     | ۲۲٬۹۳۸     |
| بنگلادش                | ۵۴٬۳۴۸     | ۵۴٬۵۰۲     | ۵۵٬۷۵۹     | ۶۰٬۱۰۸     | ۶۵٬۶۶۶     | ۶۹٬۴۶۱     | ۷۱٬۸۱۵     | ۷۹٬۶۱۷     | ۹۱٬۶۳۰     | ۱۰۲٬۴۷۸    |
| باربادوس               | ۳٬۰۵۹      | ۳٬۰۵۵      | ۳٬۱۰۶      | ۳٬۲۱۰      | ۳٬۴۴۴      | ۳٬۸۲۰      | ۴٬۲۱۷      | ۴٬۶۷۴      | ۴٬۷۸۵      | ۴٬۴۶۶      |
| بلاروس                 | ۱۰٬۷۸۵     | ۱۲٬۷۷۸     | ۱۵٬۰۹۲     | ۱۸٬۴۲۰     | ۲۳٬۹۲۸     | ۳۱٬۲۳۹     | ۳۸٬۲۱۹     | ۴۶٬۸۱۵     | ۶۲٬۷۹۸     | ۵۰٬۸۵۵     |
| بلژیک                  | ۲۳۶٬۸۹۷    | ۲۳۶٬۷۴۸    | ۲۵۸٬۲۰۰    | ۳۱۸٬۰۰۴    | ۳۶۹٬۰۴۷    | ۳۸۵٬۹۲۷    | ۴۰۸٬۲۸۱    | ۴۷۰٬۹۷۸    | ۵۱۷٬۲۷۰    | ۴۸۲٬۷۳۰    |
| بلیز                   | ۸۳۲        | ۸۷۲        | ۹۳۲        | ۹۹۱        | ۱٬۰۵۸      | ۱٬۱۱۱      | ۱٬۲۱۱      | ۱٬۲۸۳      | ۱٬۳۵۳      | ۱٬۳۲۱      |
| بنین                   | ۳٬۵۲۲      | ۳٬۶۶۶      | ۴٬۱۹۱      | ۵٬۳۴۸      | ۶٬۱۸۷      | ۶٬۵۷۱      | ۷٬۰۳۴      | ۸٬۱۷۰      | ۹٬۷۸۷      | ۹٬۷۲۸      |
| بوتان (کشور)           | ۴۲۳        | ۴۴۱        | ۴۸۱        | ۵۷۲        | ۶۴۹        | ۷۵۸        | ۸۱۲        | ۹۹۵        | ۱٬۲۶۰      | ۱٬۱۸۴      |
| بولیوی                 | ۸٬۳۸۵      | ۸٬۱۵۵      | ۷٬۹۱۷      | ۸٬۰۹۲      | ۸٬۷۸۵      | ۹٬۵۷۳      | ۱۱٬۵۲۰     | ۱۳٬۲۱۶     | ۱۶٬۷۹۲     | ۱۷٬۴۶۴     |
| بوسنی و هرزگوین        | ۵٬۵۵۴      | ۵٬۷۸۴      | ۶٬۷۱۱      | ۸٬۴۷۷      | ۱۰٬۱۵۷     | ۱۰٬۹۳۵     | ۱۲٬۴۶۰     | ۱۵٬۳۲۳     | ۱۸٬۷۱۲     | ۱۷٬۶۰۱     |
| بوتسوانا               | ۵٬۶۸۲      | ۵٬۴۶۰      | ۵٬۳۹۵      | ۷٬۴۶۹      | ۸٬۸۱۹      | ۹٬۸۳۳      | ۹٬۹۱۹      | ۱۰٬۵۶۶     | ۱۰٬۷۳۱     | ۱۰٬۱۱۸     |
| برزیل                  | ۶۵۵٬۴۵۴    | ۵۵۹٬۹۸۲    | ۵۰۹٬۷۹۸    | ۵۵۸٬۲۳۲    | ۶۶۹٬۲۹۰    | ۸۹۱٬۶۳۳    | ۱٬۱۰۷٬۶۲۸  | ۱٬۳۹۷٬۱۱۴  | ۱٬۶۹۵٬۸۵۵  | ۱٬۶۶۹٬۲۰۴  |
| برونئی                 | ۶٬۶۴۱      | ۶٬۱۹۸      | ۶٬۴۶۶      | ۷٬۲۵۶      | ۸٬۷۱۱      | ۱۰٬۵۴۷     | ۱۲٬۶۴۵     | ۱۳٬۴۳۲     | ۱۵٬۹۲۶     | ۱۱٬۹۱۳     |
| بلغارستان              | ۱۳٬۲۴۶     | ۱۴٬۱۸۳     | ۱۶٬۴۰۳     | ۲۱٬۱۴۶     | ۲۶٬۱۵۸     | ۲۹٬۸۶۸     | ۳۴٬۳۸۰     | ۴۴٬۴۰۴     | ۵۴٬۴۳۴     | ۵۲٬۰۲۴     |
| بورکینافاسو            | ۲٬۹۶۱      | ۳٬۱۹۰      | ۳٬۶۲۰      | ۴٬۷۴۰      | ۵٬۴۴۹      | ۶٬۱۵۰      | ۶٬۵۴۸      | ۷٬۶۲۷      | ۹٬۴۵۰      | ۹٬۴۴۰      |
| بوروندی                | ۸۷۰        | ۸۷۷        | ۸۲۵        | ۷۸۵        | ۹۱۵        | ۱٬۱۱۷      | ۱٬۲۷۳      | ۱٬۳۵۶      | ۱٬۶۱۲      | ۱٬۷۷۵      |
| کیپ ورد                | ۶۰۹        | ۶۱۶        | ۶۷۹        | ۸۹۱        | ۱٬۰۲۳      | ۱٬۰۹۱      | ۱٬۲۳۷      | ۱٬۵۱۳      | ۱٬۷۸۸      | ۱٬۶۹۸      |
| کامبوج                 | ۳٬۶۶۷      | ۳٬۹۹۲      | ۴٬۲۸۹      | ۴٬۶۶۵      | ۵٬۳۳۴      | ۶٬۲۸۷      | ۷٬۲۶۸      | ۸٬۶۳۰      | ۱۰٬۳۴۲     | ۱۰٬۳۹۱     |
| کامرون                 | ۱۰٬۲۴۵     | ۱۰٬۹۵۰     | ۱۲٬۳۶۹     | ۱۵٬۹۴۴     | ۱۸٬۸۰۳     | ۱۹٬۵۳۴     | ۲۰٬۹۱۲     | ۲۳٬۹۳۱     | ۲۷٬۷۱۲     | ۲۷٬۹۰۳     |
| کانادا                 | ۷۴۴٬۶۳۱    | ۷۳۸٬۹۶۸    | ۷۶۰٬۱۴۹    | ۸۹۵٬۵۹۹    | ۱٬۰۲۶٬۴۷۳  | ۱٬۱۷۳٬۵۰۵  | ۱٬۳۱۹٬۳۵۶  | ۱٬۴۶۸٬۸۹۶  | ۱٬۵۵۲٬۸۶۴  | ۱٬۳۷۶٬۵۰۹  |
| جمهوری آفریقای مرکزی   | ۸۶۸        | ۸۹۹        | ۹۸۳        | ۱٬۱۸۸      | ۱٬۳۱۰      | ۱٬۴۱۳      | ۱٬۵۳۸      | ۱٬۷۵۵      | ۲٬۰۳۳      | ۲٬۰۵۹      |
| چاد                    | ۱٬۵۷۲      | ۱٬۹۳۶      | ۲٬۲۵۷      | ۳٬۱۰۲      | ۵٬۰۰۳      | ۶٬۶۷۶      | ۷٬۴۵۱      | ۸٬۶۸۷      | ۱۰٬۴۳۰     | ۹٬۳۱۵      |
| شیلی                   | ۸۰٬۶۰۴     | ۷۳٬۲۶۸     | ۷۱٬۸۳۵     | ۷۷٬۷۵۷     | ۱۰۱٬۵۷۶    | ۱۲۵٬۴۳۹    | ۱۵۷٬۵۲۱    | ۱۷۶٬۳۵۷    | ۱۸۲٬۵۷۴    | ۱۷۵٬۲۰۳    |
| چین                    | ۱٬۲۰۵٬۵۳۲  | ۱٬۳۳۳٬۶۴۹  | ۱٬۴۶۵٬۸۲۹  | ۱٬۶۵۶٬۹۶۲  | ۱٬۹۴۹٬۴۴۶  | ۲٬۲۹۰٬۰۱۹  | ۲٬۷۵۴٬۱۴۹  | ۳٬۵۵۵٬۶۵۵  | ۴٬۵۷۷٬۲۸۰  | ۵٬۰۸۸٬۹۹۲  |
| کلمبیا                 | ۹۹٬۲۳۰     | ۹۷٬۵۶۶     | ۹۷٬۳۱۳     | ۹۴٬۰۳۴     | ۱۱۶٬۳۳۶    | ۱۴۵٬۶۰۱    | ۱۶۱٬۷۹۳    | ۲۰۶٬۲۳۰    | ۲۴۲٬۵۰۴    | ۲۳۲٬۴۶۹    |
| کومور                  | ۳۳۹        | ۳۷۳        | ۴۲۷        | ۵۴۷        | ۶۲۲        | ۶۵۶        | ۶۸۹        | ۷۹۶        | ۹۱۶        | ۹۰۴        |
| جمهوری دموکراتیک کنگو  | ۱۹٬۰۷۷     | ۷٬۲۴۶      | ۸٬۷۲۰      | ۹٬۰۲۲      | ۱۰٬۲۷۵     | ۱۲٬۰۶۹     | ۱۴٬۳۷۶     | ۱۶٬۷۷۸     | ۱۹٬۵۴۸     | ۱۸٬۴۹۵     |
| جمهوری کنگو            | ۳٬۶۲۴      | ۳٬۰۳۸      | ۳٬۳۳۰      | ۳٬۸۶۳      | ۵٬۱۰۱      | ۶٬۶۵۴      | ۸٬۰۷۳      | ۸٬۷۸۴      | ۱۱٬۶۴۹     | ۹٬۷۱۳      |
| کاستاریکا              | ۱۵٬۰۱۶     | ۱۵٬۹۷۹     | ۱۶٬۵۸۴     | ۱۷٬۲۷۷     | ۱۸٬۶۱۵     | ۲۰٬۰۴۹     | ۲۲٬۷۱۷     | ۲۶٬۸۸۵     | ۳۰٬۸۰۲     | ۳۰٬۷۴۶     |
| ساحل عاج               | ۱۴٬۸۵۱     | ۱۵٬۴۸۵     | ۱۷٬۱۴۷     | ۲۱٬۲۰۵     | ۲۲٬۹۲۴     | ۲۳٬۶۲۵     | ۲۴٬۶۲۸     | ۲۸٬۱۵۸     | ۳۳٬۶۲۱     | ۳۳٬۶۹۳     |
| کرواسی                 | ۲۱٬۸۴۰     | ۲۳٬۲۷۴     | ۲۷٬۰۷۵     | ۳۴٬۹۸۵     | ۴۱٬۹۵۹     | ۴۵٬۷۸۰     | ۵۰٬۸۶۰     | ۶۰٬۵۴۳     | ۷۰٬۷۵۱     | ۶۳٬۰۸۴     |
| قبرس                   | ۹٬۹۸۸      | ۱۰٬۳۹۷     | ۱۱٬۴۲۲     | ۱۴٬۵۵۲     | ۱۷٬۳۲۸     | ۱۸٬۷۱۳     | ۲۰٬۴۲۲     | ۲۴٬۰۸۲     | ۲۷٬۹۵۵     | ۲۶٬۰۲۰     |
| جمهوری چک              | ۶۱٬۸۲۳     | ۶۷٬۸۰۹     | ۸۲٬۱۸۴     | ۱۰۰٬۱۲۵    | ۱۱۹٬۸۱۵    | ۱۳۷٬۱۴۳    | ۱۵۶٬۲۶۴    | ۱۸۹٬۹۸۸    | ۲۳۷٬۱۳۱    | ۲۰۷٬۵۵۸    |
| دانمارک                | ۱۶۴٬۱۵۸    | ۱۶۴٬۷۹۱    | ۱۷۸٬۶۳۵    | ۲۱۸٬۰۹۷    | ۲۵۱٬۳۷۵    | ۲۶۴٬۴۶۷    | ۲۸۲٬۸۸۶    | ۳۱۹٬۴۲۴    | ۳۵۳٬۳۵۹    | ۳۲۱٬۲۴۳    |
| جیبوتی                 | ۷۸۰        | ۸۱۱        | ۸۳۷        | ۸۸۱        | ۹۳۵        | ۹۹۵        | ۱٬۰۷۹      | ۱٬۱۹۰      | ۱٬۳۸۱      | ۱٬۴۲۵      |
| دومینیکا               | ۳۳۳        | ۳۴۰        | ۳۳۳        | ۳۴۳        | ۳۶۷        | ۳۶۴        | ۳۹۰        | ۴۲۱        | ۴۵۸        | ۴۸۹        |
| جمهوری دومینیکن        | ۲۴٬۳۰۶     | ۲۵٬۶۰۲     | ۲۷٬۲۴۹     | ۲۱٬۵۱۸     | ۲۲٬۵۰۶     | ۳۵٬۹۴۸     | ۳۷٬۹۹۸     | ۴۴٬۰۶۷     | ۴۸٬۲۰۶     | ۴۸٬۳۱۹     |
| اکوادور                | ۱۸٬۳۱۹     | ۲۴٬۴۶۸     | ۲۸٬۵۴۹     | ۳۲٬۴۳۳     | ۳۶٬۵۹۲     | ۴۱٬۵۰۷     | ۴۶٬۸۰۲     | ۵۱٬۰۰۸     | ۶۱٬۷۶۳     | ۶۲٬۵۲۰     |
| مصر                    | ۱۰۴٬۷۵۲    | ۱۰۲٬۲۷۳    | ۹۰٬۲۶۱     | ۸۵٬۱۶۳     | ۸۲٬۸۵۵     | ۹۴٬۱۲۷     | ۱۱۲٬۹۰۲    | ۱۳۷٬۰۵۵    | ۱۷۰٬۷۹۷    | ۱۹۸٬۳۱۶    |
| السالوادور             | ۱۱٬۷۸۵     | ۱۲٬۲۸۳     | ۱۲٬۶۶۴     | ۱۳٬۲۴۴     | ۱۳٬۷۲۵     | ۱۴٬۶۹۸     | ۱۶٬۰۰۰     | ۱۷٬۰۱۲     | ۱۷٬۹۸۷     | ۱۷٬۶۰۲     |
| گینه استوایی           | ۱٬۱۵۹      | ۱٬۶۷۴      | ۲٬۰۷۱      | ۳٬۷۶۸      | ۵٬۹۵۴      | ۸٬۱۸۷      | ۱۰٬۰۹۵     | ۱۳٬۰۸۹     | ۱۹٬۸۳۰     | ۱۵٬۰۸۸     |
| اریتره                 | ۵۴۷        | ۵۸۲        | ۵۶۴        | ۶۷۳        | ۸۵۸        | ۸۵۰        | ۹۳۷        | ۱٬۰۲۰      | ۹۲۳        | ۱٬۲۹۷      |
| استونی                 | ۵٬۷۰۷      | ۶٬۲۶۹      | ۷٬۳۹۱      | ۹٬۸۹۱      | ۱۲٬۱۵۸     | ۱۴٬۱۲۶     | ۱۷٬۰۴۷     | ۲۲٬۴۷۶     | ۲۴٬۴۳۳     | ۱۹٬۶۹۳     |
| اسواتینی               | ۱٬۷۳۹      | ۱٬۵۴۴      | ۱٬۴۳۶      | ۲٬۱۹۸      | ۲٬۷۷۴      | ۳٬۱۷۷      | ۳٬۲۹۳      | ۳٬۴۶۵      | ۳٬۲۹۸      | ۳٬۵۹۶      |
| اتیوپی                 | ۸٬۱۶۷      | ۸٬۱۰۳      | ۷٬۸۲۸      | ۸٬۶۰۴      | ۱۰٬۱۲۲     | ۱۲٬۳۸۷     | ۱۵٬۳۱۰     | ۱۹٬۳۲۹     | ۲۶٬۲۵۰     | ۲۸٬۶۷۲     |
| فیجی                   | ۱٬۸۲۴      | ۱٬۷۹۸      | ۱٬۹۹۶      | ۲٬۵۰۹      | ۲٬۹۵۴      | ۳٬۲۵۷      | ۳٬۳۶۱      | ۳٬۶۸۸      | ۳٬۸۱۶      | ۳٬۱۰۶      |
| فنلاند                 | ۱۲۶٬۰۷۵    | ۱۲۹٬۵۳۴    | ۱۴۰٬۳۰۵    | ۱۷۱٬۶۰۹    | ۱۹۷٬۳۹۰    | ۲۰۴٬۹۹۹    | ۲۱۷٬۱۰۱    | ۲۵۶٬۴۰۸    | ۲۸۵٬۶۸۵    | ۲۵۳٬۲۲۲    |
| فرانسه                 | ۱٬۳۶۲٬۵۲۵  | ۱٬۳۷۶٬۷۱۴  | ۱٬۴۹۵٬۶۵۷  | ۱٬۸۴۰٬۸۵۱  | ۲٬۱۱۶٬۴۸۴  | ۲٬۱۹۴٬۷۳۳  | ۲٬۳۱۸٬۶۰۵  | ۲٬۶۵۷٬۱۰۰  | ۲٬۹۱۵٬۸۲۲  | ۲٬۶۹۰٬۹۸۳  |
| گابن                   | ۵٬۳۹۷      | ۵٬۰۲۳      | ۵٬۳۳۲      | ۶٬۵۱۰      | ۷٬۷۶۷      | ۹٬۴۶۸      | ۱۰٬۱۶۴     | ۱۲٬۴۵۷     | ۱۵٬۵۷۰     | ۱۲٬۱۸۸     |
| گامبیا                 | ۱٬۰۱۰      | ۱٬۰۰۲      | ۸۸۷        | ۸۴۳        | ۹۶۲        | ۱٬۰۲۸      | ۱٬۰۵۴      | ۱٬۲۸۰      | ۱٬۵۶۲      | ۱٬۴۵۰      |
| گرجستان                | ۳٬۱۴۴      | ۳٬۳۱۱      | ۳٬۴۹۳      | ۴٬۱۰۳      | ۵٬۲۶۹      | ۶٬۵۹۰      | ۷٬۹۷۹      | ۱۰٬۴۵۸     | ۱۳٬۱۵۸     | ۱۱٬۰۶۹     |
| آلمان                  | ۱٬۹۴۸٬۸۴۳  | ۱٬۹۴۵٬۸۰۴  | ۲٬۰۷۷٬۰۱۶  | ۲٬۵۰۱٬۰۱۴  | ۲٬۸۱۳٬۰۷۶  | ۲٬۸۴۸٬۴۳۸  | ۲٬۹۹۴٬۸۶۲  | ۳٬۴۲۵٬۹۸۲  | ۳٬۷۴۴٬۸۵۴  | ۳٬۴۰۷٬۵۵۷  |
| غنا                    | ۱۱٬۴۷۰     | ۱۲٬۲۳۴     | ۱۴٬۲۰۵     | ۱۷٬۵۲۸     | ۲۰٬۳۰۲     | ۲۴٬۶۰۰     | ۲۸٬۸۸۲     | ۳۴٬۰۴۴     | ۳۸٬۶۵۸     | ۳۴٬۶۰۱     |
| یونان                  | ۱۳۱٬۰۸۲    | ۱۳۵٬۱۶۰    | ۱۵۳٬۱۵۲    | ۲۰۰٬۶۱۳    | ۲۳۸٬۸۲۳    | ۲۴۵٬۹۲۰    | ۲۷۱٬۲۵۴    | ۳۱۶٬۲۵۰    | ۳۵۲٬۸۶۶    | ۳۲۸٬۱۵۶    |
| گرنادا                 | ۵۲۰        | ۵۲۰        | ۵۴۰        | ۵۹۱        | ۵۹۹        | ۶۹۵        | ۶۹۹        | ۷۵۹        | ۸۲۶        | ۷۷۱        |
| گواتمالا               | ۱۸٬۱۲۴     | ۱۹٬۷۳۵     | ۲۱٬۹۲۴     | ۲۳٬۰۹۲     | ۲۴٬۹۷۷     | ۲۸٬۱۷۹     | ۳۱٬۳۰۸     | ۳۵٬۰۲۸     | ۴۰٬۲۴۲     | ۳۷٬۹۹۷     |
| گینه                   | ۴٬۰۳۹      | ۳٬۸۰۶      | ۴٬۰۲۲      | ۴٬۷۵۹      | ۵٬۰۵۴      | ۴٬۵۰۶      | ۴٬۱۷۸      | ۶٬۳۱۷      | ۶٬۹۶۶      | ۶٬۷۵۳      |
| گینه بیسائو            | ۳۹۲        | ۴۱۳        | ۴۶۶        | ۵۵۳        | ۵۸۲        | ۶۴۰        | ۶۳۵        | ۷۵۳        | ۹۵۳        | ۸۸۹        |
| گویان                  | ۱٬۴۹۷      | ۱٬۵۰۴      | ۱٬۵۵۵      | ۱٬۵۹۲      | ۱٬۶۵۷      | ۱٬۷۱۲      | ۱٬۸۹۹      | ۲٬۲۲۵      | ۲٬۴۹۱      | ۲٬۵۹۶      |
| هائیتی                 | ۶٬۸۱۰      | ۶٬۲۸۵      | ۶٬۰۶۴      | ۴٬۸۶۶      | ۶٬۰۳۷      | ۷٬۱۸۶      | ۷٬۵۰۷      | ۹٬۵۲۲      | ۱۰٬۴۸۸     | ۱۱٬۵۹۸     |
| هندوراس                | ۷٬۱۸۷      | ۷٬۶۵۱      | ۷٬۸۵۸      | ۸٬۲۳۰      | ۸٬۸۶۹      | ۹٬۷۵۷      | ۱۰٬۹۱۷     | ۱۲٬۳۶۱     | ۱۳٬۸۸۲     | ۱۴٬۵۸۷     |
| هنگ کنگ                | ۱۷۱٬۶۴۳    | ۱۶۹٬۳۸۱    | ۱۶۶٬۳۳۶    | ۱۶۱٬۳۷۰    | ۱۶۹٬۰۸۵    | ۱۸۱٬۵۵۶    | ۱۹۳٬۵۱۵    | ۲۱۱٬۵۸۳    | ۲۱۹٬۲۷۹    | ۲۱۴٬۰۴۸    |
| مجارستان               | ۴۷٬۲۱۸     | ۵۳٬۷۵۰     | ۶۷٬۶۰۹     | ۸۵٬۳۰۲     | ۱۰۳٬۹۶۰    | ۱۱۲٬۹۸۱    | ۱۱۵٬۵۷۷    | ۱۳۹٬۹۶۶    | ۱۵۸٬۱۳۶    | ۱۳۰٬۷۶۰    |
| ایسلند                 | ۹٬۰۲۶      | ۸٬۲۳۵      | ۹٬۳۱۸      | ۱۱٬۴۲۹     | ۱۳٬۸۲۵     | ۱۶٬۸۵۳     | ۱۷٬۴۶۵     | ۲۱٬۶۵۳     | ۱۸٬۰۷۵     | ۱۳٬۱۵۴     |
| هند                    | ۴۷۶٬۶۱۰    | ۴۹۳٬۹۵۳    | ۵۲۳٬۹۷۰    | ۶۱۸٬۳۵۸    | ۷۲۱٬۵۸۹    | ۸۳۴٬۲۱۷    | ۹۴۹٬۱۱۷    | ۱٬۲۳۸٬۷۰۰  | ۱٬۲۲۴٬۰۹۶  | ۱٬۳۶۵٬۳۷۳  |
| اندونزی                | ۱۷۹٬۴۸۲    | ۱۷۴٬۵۰۷    | ۲۱۲٬۸۰۷    | ۲۵۵٬۴۲۸    | ۲۷۹٬۵۵۶    | ۳۱۰٬۸۱۵    | ۳۹۶٬۲۹۳    | ۴۷۰٬۱۴۴    | ۵۵۸٬۵۸۲    | ۵۷۷٬۵۳۹    |
| ایران                  | ۳۶۶٬۹۱۷    | ۳۳۰٬۹۷۸    | ۱۳۲٬۶۸۲    | ۱۵۸٬۴۱۶    | ۱۸۸٬۹۶۱    | ۲۲۸٬۴۲۸    | ۲۷۲٬۳۶۱    | ۳۶۰٬۹۲۸    | ۴۲۵٬۶۹۹    | ۴۴۰٬۴۰۸    |
| عراق                   | ۲۵٬۸۵۷     | ۱۸٬۹۳۶     | ۱۸٬۹۷۰     | ۱۵٬۸۰۰     | ۳۶٬۶۴۲     | ۵۰٬۰۶۵     | ۶۵٬۱۴۴     | ۸۸٬۸۳۳     | ۱۳۱٬۶۱۴    | ۱۱۱٬۶۶۰    |
| جمهوری ایرلند          | ۱۰۰٬۲۵۳    | ۱۰۹٬۳۴۷    | ۱۲۸٬۵۰۵    | ۱۶۴٬۶۳۰    | ۱۹۴٬۲۸۳    | ۲۱۱٬۹۹۳    | ۲۳۲٬۱۹۳    | ۲۷۰٬۱۱۲    | ۲۷۵٬۴۱۷    | ۲۳۶٬۱۸۵    |
| اسرائیل                | ۱۳۲٬۴۵۴    | ۱۳۰٬۸۱۸    | ۱۲۱٬۱۴۸    | ۱۲۷٬۰۴۶    | ۱۳۵٬۵۷۲    | ۱۴۲٬۶۵۷    | ۱۵۴٬۱۴۵    | ۱۷۹٬۱۶۳    | ۲۱۶٬۷۱۰    | ۲۰۷٬۹۵۱    |
| ایتالیا                | ۱٬۱۴۷٬۱۸۴  | ۱٬۱۶۸٬۰۳۲  | ۱٬۲۷۵٬۸۶۷  | ۱٬۵۷۷٬۲۲۶  | ۱٬۸۰۵٬۷۲۳  | ۱٬۸۵۹٬۲۴۵  | ۱٬۹۴۹٬۶۵۵  | ۲٬۲۱۳٬۳۶۴  | ۲٬۴۰۸٬۳۹۱  | ۲٬۱۹۷٬۵۴۰  |
| جامائیکا               | ۹٬۰۶۵      | ۹٬۱۹۵      | ۹٬۷۱۹      | ۹٬۴۳۰      | ۱۰٬۱۷۵     | ۱۱٬۲۳۳     | ۱۱٬۹۴۶     | ۱۲٬۸۸۱     | ۱۳٬۷۴۳     | ۱۲٬۱۰۷     |
| ژاپن                   | ۴٬۹۶۸٬۳۵۹  | ۴٬۳۷۴٬۷۱۰  | ۴٬۱۸۲٬۸۴۵  | ۴٬۵۱۹٬۵۶۳  | ۴٬۸۹۳٬۱۳۵  | ۴٬۸۳۱٬۴۶۶  | ۴٬۶۰۱٬۶۶۳  | ۴٬۵۷۹٬۷۴۹  | ۵٬۱۰۶٬۶۷۹  | ۵٬۲۸۹٬۴۹۴  |
| اردن                   | ۸٬۷۲۵      | ۹٬۲۵۵      | ۹٬۸۸۲      | ۱۰٬۵۱۴     | ۱۱٬۷۶۸     | ۱۲٬۹۸۲     | ۱۵٬۵۲۷     | ۱۷٬۶۴۵     | ۲۲٬۶۴۸     | ۲۴٬۵۳۸     |
| قزاقستان               | ۱۸٬۲۹۲     | ۲۲٬۱۵۳     | ۲۴٬۶۳۷     | ۳۰٬۸۳۴     | ۴۳٬۱۵۲     | ۵۷٬۱۲۵     | ۸۱٬۰۰۳     | ۱۰۴٬۸۵۰    | ۱۳۳٬۴۴۲    | ۱۱۵٬۳۰۹    |
| کنیا                   | ۲۶٬۴۸۰     | ۲۶٬۳۶۳     | ۲۷٬۹۳۴     | ۳۰٬۵۲۳     | ۳۰٬۹۶۴     | ۳۵٬۷۰۹     | ۴۱٬۷۵۸     | ۵۰٬۴۳۳     | ۴۸٬۲۵۵     | ۴۲٬۳۴۸     |
| کیریباتی               | ۶۸         | ۶۳         | ۷۲         | ۹۱         | ۱۰۳        | ۱۱۲        | ۱۱۰        | ۱۳۳        | ۱۴۴        | ۱۳۴        |
| کره جنوبی              | ۵۷۶٬۴۸۳    | ۵۴۷٬۷۴۳    | ۶۲۶٬۹۸۹    | ۷۰۲٬۶۹۶    | ۷۹۲٬۵۳۲    | ۹۳۴٬۷۰۸    | ۱٬۰۵۲٬۶۱۰  | ۱٬۱۷۲٬۴۶۵  | ۱٬۰۴۹٬۱۶۸  | ۹۴۳٬۷۳۹    |
| کوزوو                  | ۲٬۲۱۷      | ۲٬۵۰۹      | ۲٬۷۳۰      | ۳٬۳۹۰      | ۳٬۷۱۰      | ۳٬۸۲۸      | ۴٬۰۱۹      | ۴٬۸۶۸      | ۵٬۲۰۲      | ۵٬۰۳۰      |
| کویت                   | ۳۷٬۷۲۱     | ۳۴٬۸۸۶     | ۳۸٬۱۳۵     | ۴۷٬۸۴۴     | ۵۹٬۴۳۹     | ۸۰٬۸۰۷     | ۱۰۱٬۵۵۹    | ۱۱۴٬۶۷۷    | ۱۴۷٬۴۰۲    | ۱۰۵٬۹۹۲    |
| قرقیزستان              | ۱٬۳۶۸      | ۱٬۵۲۵      | ۱٬۶۰۶      | ۱٬۹۲۰      | ۲٬۲۱۴      | ۲٬۴۵۹      | ۲٬۸۳۷      | ۳٬۸۰۷      | ۵٬۱۳۹      | ۴٬۶۹۰      |
| لائوس                  | ۱٬۷۲۰      | ۱٬۷۵۷      | ۱٬۸۴۴      | ۲٬۲۶۰      | ۲٬۶۵۱      | ۳٬۰۷۹      | ۳٬۹۳۴      | ۴٬۷۵۷      | ۵٬۹۴۶      | ۶٬۴۳۱      |
| لتونی                  | ۷٬۹۶۳      | ۸٬۳۶۳      | ۹٬۵۶۴      | ۱۱٬۷۷۷     | ۱۴٬۴۴۰     | ۱۷٬۰۳۰     | ۲۱٬۵۸۹     | ۳۱٬۱۰۰     | ۳۶٬۰۲۳     | ۲۶٬۴۸۰     |
| لبنان                  | ۱۷٬۰۱۸     | ۱۷٬۳۶۱     | ۱۸٬۸۳۷     | ۱۹٬۴۸۶     | ۲۱٬۱۶۰     | ۲۱٬۴۹۷     | ۲۲٬۰۲۳     | ۲۴٬۸۲۷     | ۲۹٬۱۱۹     | ۳۵٬۴۰۰     |
| لسوتو                  | ۸۴۷        | ۷۰۱        | ۷۶۷        | ۱٬۱۰۹      | ۱٬۳۸۴      | ۱٬۴۸۴      | ۱٬۵۱۹      | ۱٬۷۵۹      | ۱٬۶۵۲      | ۱٬۹۳۷      |
| لیبریا                 | ۸۶۳        | ۹۰۴        | ۹۴۳        | ۷۱۴        | ۸۹۷        | ۹۴۴        | ۱٬۱۰۹      | ۱٬۳۴۴      | ۱٬۶۷۶      | ۱٬۷۶۵      |
| لیبی                   | ۳۸٬۲۷۱     | ۳۴٬۱۱۲     | ۲۰٬۴۷۱     | ۲۶٬۱۸۶     | ۳۲٬۹۹۶     | ۴۷٬۳۳۵     | ۵۴٬۹۶۳     | ۶۷٬۶۹۰     | ۷۳٬۹۱۷     | ۵۰٬۸۰۸     |
| لیتوانی                | ۱۱٬۵۲۵     | ۱۲٬۲۳۸     | ۱۴٬۲۵۷     | ۱۸٬۷۸۲     | ۲۲٬۶۲۴     | ۲۶٬۱۱۵     | ۳۰٬۲۰۳     | ۳۹٬۷۶۴     | ۴۸٬۰۳۰     | ۳۷٬۴۷۵     |
| لوکزامبورگ             | ۲۱٬۲۴۰     | ۲۱٬۳۸۸     | ۲۳٬۶۳۳     | ۲۹٬۶۶۰     | ۳۵٬۰۴۹     | ۳۷٬۶۹۳     | ۴۲٬۹۱۲     | ۵۱٬۵۹۳     | ۵۸٬۸۳۸     | ۵۴٬۴۰۸     |
| ماکائو                 |            | ۶٬۸۶۰      | ۷٬۳۷۲      | ۸٬۲۴۷      | ۱۰٬۶۴۳     | ۱۲٬۱۶۰     | ۱۴٬۸۷۴     | ۱۸٬۴۴۰     | ۲۱٬۰۲۷     | ۲۱٬۵۸۸     |
| ماداگاسکار             | ۴٬۶۲۹      | ۵٬۴۳۸      | ۵٬۳۵۲      | ۶٬۳۷۲      | ۵٬۰۶۵      | ۵٬۸۵۹      | ۶٬۳۹۶      | ۸٬۵۲۵      | ۱۰٬۷۲۵     | ۹٬۶۱۷      |
| مالاوی                 | ۴٬۲۵۷      | ۴٬۱۷۸      | ۴٬۹۲۲      | ۴٬۵۲۱      | ۴٬۸۹۵      | ۵٬۱۴۸      | ۵٬۶۳۰      | ۶٬۲۴۰      | ۷٬۴۹۲      | ۸٬۷۲۳      |
| مالزی                  | ۱۰۲٬۱۴۹    | ۱۰۱٬۰۵۴    | ۱۰۹٬۸۳۳    | ۱۲۰٬۰۲۵    | ۱۳۵٬۸۶۹    | ۱۵۰٬۳۵۶    | ۱۷۰٬۵۱۴    | ۲۰۲٬۸۶۹    | ۲۴۲٬۰۸۰    | ۲۱۲٬۰۲۶    |
| مالدیو                 | ۸۰۱        | ۷۶۷        | ۸۲۸        | ۱٬۰۵۲      | ۱٬۲۲۷      | ۱٬۱۶۳      | ۱٬۵۷۵      | ۱٬۸۶۸      | ۲٬۲۷۲      | ۲٬۳۴۵      |
| مالی                   | ۲٬۹۶۳      | ۳٬۴۶۸      | ۳٬۹۰۵      | ۴٬۷۱۳      | ۵٬۴۵۲      | ۶٬۲۵۱      | ۶٬۹۰۶      | ۸٬۱۵۷      | ۹٬۸۳۷      | ۱۰٬۲۲۱     |
| مالت                   | ۴٬۰۷۵      | ۴٬۰۸۹      | ۴٬۴۷۸      | ۵٬۴۵۵      | ۶٬۱۰۲      | ۶٬۴۱۵      | ۶٬۸۱۱      | ۷٬۹۸۹      | ۹٬۱۲۷      | ۸٬۷۲۱      |
| جزایر مارشال           | ۱۱۵        | ۱۲۲        | ۱۳۲        | ۱۳۱        | ۱۳۳        | ۱۳۷        | ۱۴۲        | ۱۴۸        | ۱۵۲        | ۱۵۰        |
| موریتانی               | ۱٬۷۸۰      | ۱٬۷۴۶      | ۱٬۷۷۷      | ۲٬۰۵۱      | ۲٬۳۶۲      | ۲٬۹۳۶      | ۴٬۰۰۹      | ۴٬۳۲۸      | ۵٬۱۳۸      | ۴٬۷۲۵      |
| موریس                  | ۴٬۸۶۹      | ۴٬۸۱۷      | ۵٬۰۵۵      | ۶٬۰۷۳      | ۶٬۸۶۹      | ۶٬۷۷۵      | ۷٬۰۲۹      | ۸٬۱۵۰      | ۹٬۹۹۰      | ۹٬۱۲۹      |
| مکزیک                  | ۷۰۷٬۹۰۹    | ۷۵۶٬۶۹۳    | ۷۷۲٬۱۱۰    | ۷۲۹٬۳۳۵    | ۷۸۲٬۲۴۳    | ۸۷۷٬۴۷۷    | ۹۷۵٬۳۸۳    | ۱٬۰۵۲٬۶۹۷  | ۱٬۱۰۹٬۹۸۷  | ۹۰۰٬۰۴۷    |
| ایالات فدرال میکرونزی  | ۲۳۳        | ۲۴۱        | ۲۴۲        | ۲۴۵        | ۲۴۰        | ۲۵۰        | ۲۵۳        | ۲۵۷        | ۲۶۳        | ۲۸۰        |
| مولدووا                | ۱٬۳۱۵      | ۱٬۴۸۱      | ۱٬۶۶۲      | ۱٬۹۸۱      | ۲٬۵۹۸      | ۲٬۹۸۸      | ۳٬۴۰۸      | ۴٬۴۰۱      | ۶٬۰۵۵      | ۵٬۴۳۸      |
| مغولستان               | ۱٬۱۳۷      | ۱٬۲۶۸      | ۱٬۳۹۷      | ۱٬۵۹۵      | ۱٬۹۹۲      | ۲٬۵۲۳      | ۳٬۴۱۴      | ۴٬۲۳۵      | ۵٬۶۲۳      | ۴٬۵۸۴      |
| مونته‌نگرو              | ۹۶۶        | ۱٬۱۵۰      | ۱٬۲۶۹      | ۱٬۶۸۱      | ۲٬۰۷۳      | ۲٬۲۶۱      | ۲٬۷۲۴      | ۳٬۶۸۶      | ۴٬۵۶۴      | ۴٬۱۷۱      |
| مراکش                  | ۳۸٬۸۵۹     | ۳۹٬۴۶۰     | ۴۲٬۲۳۸     | ۵۲٬۰۶۴     | ۵۹٬۶۲۶     | ۶۲٬۳۴۳     | ۶۸٬۶۴۱     | ۷۹٬۰۴۱     | ۹۲٬۵۰۷     | ۹۲٬۸۹۷     |
| موزامبیک               | ۵٬۶۵۶      | ۵٬۳۹۹      | ۵٬۶۷۷      | ۶٬۳۰۳      | ۷٬۶۳۱      | ۸٬۵۴۲      | ۹٬۱۷۷      | ۱۰٬۴۵۱     | ۱۲٬۵۵۶     | ۱۱٬۹۱۴     |
| میانمار                | ۷٬۷۳۶      | ۷٬۱۳۱      | ۶٬۹۲۱      | ۸٬۸۸۱      | ۱۰٬۷۵۴     | ۱۲٬۱۲۶     | ۱۳٬۵۸۵     | ۱۷٬۸۵۵     | ۲۵٬۴۷۰     | ۳۰٬۸۶۴     |
| نامیبیا                | ۳٬۹۱۱      | ۳٬۵۵۰      | ۳٬۳۶۹      | ۴٬۹۳۲      | ۶٬۶۱۷      | ۷٬۲۵۸      | ۷٬۹۸۴      | ۸٬۷۳۰      | ۸٬۴۹۶      | ۸٬۹۱۵      |
| نائورو                 |            |            |            |            | ۳۲         | ۳۱         | ۲۹         | ۲۳         | ۳۷         | ۴۴         |
| نپال                   | ۶٬۵۵۱      | ۶٬۷۳۴      | ۶٬۸۳۲      | ۷٬۲۳۴      | ۸٬۳۱۵      | ۹٬۳۵۱      | ۱۰٬۳۳۹     | ۱۱٬۸۰۳     | ۱۴٬۳۴۲     | ۱۴٬۶۹۶     |
| هلند                   | ۴۱۷٬۶۶۴    | ۴۳۱٬۵۹۰    | ۴۷۳٬۵۲۷    | ۵۷۹٬۹۲۵    | ۶۵۸٬۰۸۱    | ۶۸۵٬۷۲۷    | ۷۳۳٬۹۹۴    | ۸۴۸٬۶۵۹    | ۹۵۱٬۷۶۶    | ۸۷۰٬۵۷۲    |
| نیوزیلند               | ۵۴٬۱۲۸     | ۵۳٬۱۳۱     | ۶۲٬۰۶۱     | ۸۲٬۴۱۲     | ۱۰۱٬۵۹۹    | ۱۱۳٬۲۶۵    | ۱۰۹٬۷۴۵    | ۱۳۴٬۸۷۵    | ۱۳۵٬۳۷۶    | ۱۲۱٬۶۹۵    |
| نیکاراگوئه             | ۵٬۱۰۹      | ۵٬۳۳۵      | ۵٬۲۲۴      | ۵٬۳۲۲      | ۵٬۷۹۳      | ۶٬۳۲۱      | ۶٬۷۶۴      | ۷٬۴۲۳      | ۸٬۴۹۷      | ۸٬۲۹۷      |
| نیجر                   | ۲٬۲۳۵      | ۲٬۴۴۲      | ۲٬۷۷۲      | ۳٬۳۸۲      | ۳٬۷۴۶      | ۴٬۳۷۲      | ۴٬۷۴۳      | ۵٬۷۱۶      | ۷٬۲۷۹      | ۷٬۳۲۴      |
| نیجریه                 | ۶۷٬۸۲۴     | ۷۳٬۱۲۸     | ۹۳٬۹۸۳     | ۱۰۲٬۹۳۵    | ۱۳۰٬۳۴۵    | ۱۶۹٬۶۴۵    | ۲۲۲٬۷۹۱    | ۲۶۲٬۲۱۵    | ۳۳۰٬۲۶۰    | ۲۹۷٬۴۵۸    |
| مقدونیه شمالی          | ۳٬۷۷۴      | ۳٬۷۰۹      | ۳٬۹۹۱      | ۴٬۹۴۶      | ۵٬۶۸۴      | ۶٬۲۵۷      | ۶٬۸۶۰      | ۸٬۳۳۷      | ۹٬۹۱۲      | ۹٬۴۰۰      |
| نروژ                   | ۱۷۱٬۲۴۶    | ۱۷۳٬۹۷۳    | ۱۹۵٬۵۲۵    | ۲۲۸٬۸۵۸    | ۲۶۴٬۵۱۰    | ۳۰۸٬۸۸۴    | ۳۴۵٬۵۷۹    | ۴۰۰٬۹۳۹    | ۴۶۲٬۲۵۰    | ۳۸۶٬۱۸۸    |
| عمان                   | ۱۹٬۵۰۷     | ۱۹٬۴۵۲     | ۲۰٬۱۴۳     | ۲۱٬۶۳۴     | ۲۴٬۷۶۴     | ۳۱٬۰۸۲     | ۳۷٬۲۱۶     | ۴۲٬۰۸۵     | ۶۰٬۹۰۵     | ۴۸٬۳۸۸     |
| پاکستان                | ۸۹٬۶۵۱     | ۸۷٬۳۸۹     | ۸۸٬۰۸۰     | ۱۰۱٬۲۳۲    | ۱۱۸٬۸۱۱    | ۱۳۲٬۵۸۳    | ۱۵۴٬۴۹۶    | ۱۷۱٬۵۲۶    | ۱۹۱٬۰۲۹    | ۱۸۸٬۱۰۱    |
| پالائو                 | ۱۴۹        | ۱۵۵        | ۱۶۲        | ۱۵۳        | ۱۶۴        | ۱۸۳        | ۱۸۹        | ۱۹۳        | ۱۹۴        | ۱۸۲        |
| پاناما                 | ۱۲٬۵۰۲     | ۱۲٬۷۰۴     | ۱۳٬۲۰۴     | ۱۳٬۹۱۵     | ۱۵٬۲۵۵     | ۱۶٬۶۳۸     | ۱۸٬۴۳۸     | ۲۱٬۲۹۶     | ۲۵٬۱۵۶     | ۲۷٬۱۱۷     |
| پاپوآ گینه نو          | ۵٬۱۶۹      | ۴٬۵۳۱      | ۴٬۳۸۷      | ۵٬۴۸۸      | ۶٬۲۷۹      | ۷٬۳۳۹      | ۸٬۳۵۵      | ۹٬۵۴۵      | ۱۱٬۶۷۱     | ۱۱٬۶۱۹     |
| پاراگوئه               | ۸٬۸۵۶      | ۸٬۴۹۶      | ۷٬۱۹۶      | ۷٬۶۹۱      | ۹٬۶۲۴      | ۱۰٬۷۳۸     | ۱۳٬۴۳۰     | ۱۷٬۸۵۶     | ۲۴٬۶۱۵     | ۲۲٬۳۵۵     |
| پرو                    | ۵۰٬۴۱۴     | ۵۱٬۰۳۴     | ۵۳٬۹۵۴     | ۵۸٬۵۳۷     | ۶۶٬۱۲۶     | ۷۴٬۲۳۲     | ۸۷٬۴۵۹     | ۱۰۲٬۱۸۷    | ۱۲۱٬۷۳۴    | ۱۲۱٬۵۳۱    |
| فیلیپین                | ۸۳٬۶۶۷     | ۷۸٬۹۲۱     | ۸۴٬۳۰۷     | ۸۷٬۰۳۹     | ۹۵٬۰۰۲     | ۱۰۷٬۴۲۲    | ۱۲۷٬۶۵۳    | ۱۵۵٬۹۸۰    | ۱۸۱٬۰۰۷    | ۱۷۶٬۱۳۲    |
| لهستان                 | ۱۷۱٬۶۱۳    | ۱۹۰٬۸۰۵    | ۱۹۹٬۰۷۰    | ۲۱۷٬۸۲۹    | ۲۵۵٬۲۹۲    | ۳۰۶٬۳۰۴    | ۳۴۴٬۶۲۷    | ۴۲۹٬۰۲۱    | ۵۳۳٬۶۰۰    | ۴۳۹٬۷۹۴    |
| پرتغال                 | ۱۱۸٬۶۵۸    | ۱۲۱٬۶۰۵    | ۱۳۴٬۷۰۰    | ۱۶۵٬۱۸۵    | ۱۸۹٬۲۹۶    | ۱۹۷٬۳۶۳    | ۲۰۸٬۷۶۷    | ۲۴۰٬۵۲۴    | ۲۶۳٬۳۸۸    | ۲۴۴٬۴۰۲    |
| پورتوریکو              | ۶۱٬۷۰۲     | ۶۹٬۶۶۹     | ۷۲٬۵۴۶     | ۷۵٬۸۳۴     | ۸۰٬۳۲۲     | ۸۳٬۹۱۵     | ۸۷٬۲۷۶     | ۸۹٬۵۲۴     | ۹۳٬۶۳۹     | ۹۶٬۳۸۶     |
| قطر                    | ۱۸٬۰۸۵     | ۱۷٬۴۹۸     | ۱۹٬۳۳۴     | ۲۳٬۷۱۶     | ۳۰٬۶۵۱     | ۴۴٬۶۳۶     | ۵۸٬۶۲۹     | ۷۵٬۹۸۷     | ۱۱۲٬۶۲۱    | ۸۸٬۱۹۶     |
| رومانی                 | ۳۷٬۲۸۱     | ۴۰٬۳۹۵     | ۴۶٬۰۶۵     | ۵۷٬۸۰۶     | ۷۴٬۹۷۴     | ۹۸٬۴۵۴     | ۱۲۲٬۰۲۴    | ۱۷۴٬۵۸۹    | ۲۱۴٬۳۱۷    | ۱۷۴٬۱۰۲    |
| روسیه                  | ۲۷۸٬۲۶۴    | ۳۲۸٬۴۷۵    | ۳۷۰٬۰۶۲    | ۴۶۱٬۵۱۸    | ۶۳۳٬۲۹۴    | ۸۱۷٬۷۱۷    | ۱٬۰۶۰٬۹۰۱  | ۱٬۳۹۳٬۴۱۶  | ۱٬۷۷۹٬۱۰۹  | ۱٬۳۰۷٬۹۲۷  |
| رواندا                 | ۲٬۰۴۹      | ۱٬۹۶۷      | ۱٬۹۶۱      | ۲٬۱۳۷      | ۲٬۳۸۸      | ۲٬۹۴۳      | ۳٬۳۱۷      | ۴٬۰۶۸      | ۵٬۱۷۹      | ۵٬۶۷۱      |
| ساموآ                  | ۲۶۴        | ۲۶۶        | ۲۸۲        | ۳۳۳        | ۴۰۸        | ۴۷۴        | ۵۰۳        | ۵۵۴        | ۶۶۷        | ۶۰۳        |
| سان مارینو             | ۱٬۰۰۸      | ۱٬۰۶۰      | ۱٬۱۴۸      | ۱٬۴۶۲      | ۱٬۷۱۴      | ۱٬۷۸۸      | ۱٬۹۱۰      | ۲٬۱۸۹      | ۲٬۴۰۳      | ۲٬۰۶۲      |
| سائوتومه و پرنسیپ      | ۷۷         | ۷۲         | ۸۰         | ۹۶         | ۱۰۴        | ۱۲۵        | ۱۳۳        | ۱۴۵        | ۱۸۸        | ۱۸۸        |
| عربستان سعودی          | ۱۸۹٬۵۱۴    | ۱۸۴٬۱۳۸    | ۱۸۹٬۶۰۶    | ۲۱۵٬۸۰۷    | ۲۵۸٬۷۴۲    | ۳۲۸٬۲۰۶    | ۳۷۶٬۳۹۸    | ۴۱۵٬۶۸۷    | ۵۱۹٬۷۹۷    | ۴۲۹٬۰۹۸    |
| سنگال                  | ۶٬۰۱۶      | ۶٬۵۰۸      | ۷٬۰۰۱      | ۸٬۷۶۷      | ۱۰٬۰۷۲     | ۱۱٬۰۱۵     | ۱۱٬۶۹۹     | ۱۳٬۹۹۶     | ۱۶٬۸۵۲     | ۱۶٬۱۲۸     |
| صربستان                | ۹٬۳۱۲      | ۱۲٬۳۱۳     | ۱۶٬۱۷۷     | ۲۱٬۲۱۹     | ۲۴٬۷۴۳     | ۲۷٬۴۹۶     | ۳۲٬۶۰۲     | ۴۳٬۳۹۵     | ۵۲٬۰۹۴     | ۴۵٬۱۵۶     |
| سیشل                   | ۶۱۵        | ۶۲۲        | ۶۹۸        | ۷۰۶        | ۸۳۹        | ۹۱۹        | ۱٬۰۱۶      | ۱٬۰۳۴      | ۹۹۸        | ۸۴۷        |
| سیرالئون               | ۹۴۱        | ۱٬۰۸۴      | ۱٬۲۵۰      | ۱٬۳۸۰      | ۱٬۴۳۹      | ۱٬۶۱۰      | ۱٬۸۸۴      | ۲٬۱۵۹      | ۲٬۵۱۱      | ۲٬۴۵۴      |
| سنگاپور                | ۹۶٬۰۷۷     | ۸۹٬۷۹۴     | ۹۲٬۵۳۸     | ۹۷٬۶۴۶     | ۱۱۵٬۰۳۴    | ۱۲۷٬۸۰۸    | ۱۴۸٬۶۲۷    | ۱۸۰٬۹۴۲    | ۱۹۳٬۶۱۷    | ۱۹۴٬۱۵۰    |
| اسلواکی                | ۲۰٬۷۳۰     | ۲۱٬۴۲۱     | ۲۴٬۸۸۸     | ۳۴٬۰۸۵     | ۴۳٬۱۹۰     | ۴۹٬۱۱۶     | ۵۷٬۴۹۲     | ۷۷٬۲۳۹     | ۹۷٬۱۷۰     | ۸۹٬۳۰۲     |
| اسلوونی                | ۲۰٬۳۹۳     | ۲۰٬۹۰۱     | ۲۳٬۵۳۹     | ۲۹٬۶۷۳     | ۳۴٬۴۴۸     | ۳۶٬۲۶۰     | ۳۹٬۵۱۴     | ۴۸٬۰۷۳     | ۵۵٬۷۷۳     | ۵۰٬۵۱۳     |
| جزایر سلیمان           | ۴۲۰        | ۴۱۰        | ۳۴۶        | ۳۵۳        | ۳۹۸        | ۴۷۷        | ۵۳۹        | ۶۲۰        | ۶۹۹        | ۷۳۶        |
| سومالی                 |            |            |            |            |            |            |            |            |            |            |
| آفریقای جنوبی          | ۱۵۱٬۸۵۵    | ۱۳۵٬۵۲۷    | ۱۲۹٬۳۸۵    | ۱۹۷٬۰۱۷    | ۲۵۶٬۱۸۸    | ۲۸۸٬۷۴۹    | ۳۰۴٬۰۵۵    | ۳۳۲٬۶۵۰    | ۳۱۶٬۴۹۱    | ۳۳۱٬۱۸۴    |
| سودان جنوبی            |            |            |            |            |            |            |            |            |            |            |
| اسپانیا                | ۵۹۸٬۶۲۸    | ۶۲۷٬۸۳۴    | ۷۰۸٬۲۵۶    | ۹۰۷٬۲۶۴    | ۱٬۰۶۸٬۵۷۰  | ۱٬۱۵۴٬۳۵۴  | ۱٬۲۶۰٬۴۶۶  | ۱٬۴۷۴٬۱۷۶  | ۱٬۶۳۱٬۶۸۵  | ۱٬۴۸۹٬۸۵۳  |
| سری‌لانکا               | ۱۹٬۳۵۵     | ۱۸٬۶۰۹     | ۱۹٬۵۷۹     | ۲۱٬۶۲۴     | ۲۳٬۶۲۸     | ۲۷٬۹۳۹     | ۳۲٬۳۵۷     | ۳۷٬۰۲۳     | ۴۶٬۶۰۸     | ۴۸٬۱۲۹     |
| سنت کیتس و نویس        | ۴۲۱        | ۴۵۸        | ۴۸۱        | ۴۶۹        | ۵۰۷        | ۵۴۷        | ۶۴۴        | ۶۸۹        | ۷۷۸        | ۷۷۴        |
| سنت لوسیا              | ۹۳۳        | ۸۹۲        | ۹۰۰        | ۹۸۷        | ۱٬۰۶۷      | ۱٬۱۳۶      | ۱٬۲۶۸      | ۱٬۳۳۶      | ۱٬۴۳۸      | ۱٬۴۰۲      |
| سنت وینسنت و گرنادین‌ها | ۴۲۸        | ۴۶۲        | ۴۸۸        | ۵۰۹        | ۵۵۰        | ۵۸۰        | ۶۴۴        | ۷۱۴        | ۷۳۳        | ۷۱۴        |
| سودان                  | ۱۳٬۱۳۴     | ۱۵٬۷۱۶     | ۱۸٬۱۳۷     | ۲۱٬۳۵۵     | ۲۶٬۶۴۶     | ۳۵٬۱۸۳     | ۴۵٬۲۶۴     | ۵۹٬۴۴۰     | ۶۴٬۸۳۳     | ۵۴٬۸۱۲     |
| سورینام                | ۱٬۳۵۵      | ۱٬۱۶۷      | ۱٬۴۷۴      | ۱٬۷۲۹      | ۲٬۰۰۰      | ۲٬۳۹۳      | ۲٬۸۱۲      | ۳٬۱۴۴      | ۳٬۷۸۳      | ۴٬۱۵۰      |
| سوئد                   | ۲۶۲٬۸۳۴    | ۲۴۲٬۳۹۵    | ۲۶۶٬۸۴۸    | ۳۳۴٬۳۳۷    | ۳۸۵٬۱۱۹    | ۳۹۲٬۲۱۹    | ۴۲۳٬۰۹۱    | ۴۹۱٬۲۵۵    | ۵۱۷٬۷۰۶    | ۴۳۶٬۵۳۶    |
| سوئیس                  | ۲۷۹٬۹۱۳    | ۲۸۷٬۵۲۱    | ۳۱۰٬۵۸۶    | ۳۶۳٬۳۵۳    | ۴۰۵٬۰۷۲    | ۴۲۰٬۱۳۳    | ۴۴۳٬۸۳۱    | ۴۹۳٬۸۷۴    | ۵۷۰٬۰۳۱    | ۵۵۸٬۰۷۳    |
| سوریه                  | ۱۹٬۸۶۱     | ۲۰٬۹۷۹     | ۲۲٬۷۵۸     | ۲۱٬۷۰۲     | ۲۵٬۲۰۴     | ۲۸٬۸۸۱     | ۳۳٬۸۲۴     | ۴۰٬۴۸۸     | ۵۲٬۶۳۱     | ۵۳٬۹۳۹     |
| تایوان                 | ۳۳۰٬۶۸۰    | ۲۹۹٬۲۷۶    | ۳۰۷٬۴۳۹    | ۳۱۷٬۳۸۱    | ۳۴۶٬۹۲۴    | ۳۷۴٬۰۶۰    | ۳۸۶٬۴۵۰    | ۴۰۶٬۹۰۷    | ۴۱۵٬۹۰۱    | ۳۹۰٬۸۲۹    |
| تاجیکستان              | ۹۹۱        | ۱٬۰۵۷      | ۱٬۲۱۲      | ۱٬۵۵۵      | ۲٬۰۷۳      | ۲٬۳۱۱      | ۲٬۸۱۱      | ۳٬۷۱۲      | ۵٬۱۳۵      | ۴٬۹۷۷      |
| تانزانیا               | ۱۲٬۳۶۹     | ۱۲٬۶۱۰     | ۱۳٬۱۲۵     | ۱۴٬۱۵۹     | ۱۵٬۵۷۶     | ۱۷٬۱۷۴     | ۱۸٬۸۶۷     | ۲۱٬۸۰۷     | ۲۷٬۷۶۲     | ۲۸٬۹۸۵     |
| تایلند                 | ۱۲۶٬۱۳۲    | ۱۲۰٬۱۰۵    | ۱۳۴٬۱۷۷    | ۱۵۲٬۱۴۲    | ۱۷۲٬۷۵۲    | ۱۸۹٬۰۸۴    | ۲۲۱٬۵۷۹    | ۲۶۳٬۰۰۷    | ۲۹۰٬۹۷۰    | ۲۸۱٬۳۹۹    |
| تیمور شرقی             | ۳۶۷        | ۴۷۷        | ۴۷۰        | ۴۹۰        | ۴۴۱        | ۴۶۲        | ۴۵۴        | ۵۴۳        | ۶۴۸        | ۷۲۷        |
| توگو                   | ۲٬۰۱۴      | ۲٬۰۰۰      | ۲٬۳۰۱      | ۲٬۸۵۴      | ۳٬۰۴۸      | ۳٬۰۸۰      | ۳٬۱۷۳      | ۳٬۵۹۲      | ۴٬۴۸۳      | ۴٬۵۵۴      |
| تونگا                  | ۲۰۳        | ۱۸۱        | ۱۸۳        | ۲۰۲        | ۲۳۱        | ۲۶۲        | ۲۹۲        | ۲۹۹        | ۳۴۴        | ۳۱۲        |
| ترینیداد و توباگو      | ۸٬۲۹۵      | ۸٬۹۶۰      | ۹٬۱۴۸      | ۱۱٬۴۶۴     | ۱۳٬۴۷۲     | ۱۶٬۱۷۰     | ۱۸٬۶۰۰     | ۲۲٬۰۰۶     | ۲۸٬۲۳۳     | ۱۹٬۵۶۲     |
| تونس                   | ۲۲٬۵۲۴     | ۲۳٬۱۴۶     | ۲۴٬۲۷۴     | ۲۸٬۷۹۷     | ۳۲٬۷۱۰     | ۳۳٬۸۵۱     | ۳۶٬۰۵۹     | ۴۰٬۸۱۹     | ۴۷٬۰۳۹     | ۴۵٬۵۹۳     |
| ترکیه                  | ۲۷۴٬۳۲۱    | ۲۰۲٬۲۴۸    | ۲۴۰٬۱۹۱    | ۳۱۴٬۷۵۲    | ۴۰۹٬۱۲۷    | ۵۰۶٬۱۸۶    | ۵۵۵٬۱۲۶    | ۶۸۰٬۴۸۹    | ۷۷۰٬۸۲۰    | ۶۴۸٬۷۹۷    |
| ترکمنستان              | ۸٬۴۸۷      | ۱۱٬۷۱۷     | ۱۴٬۷۰۳     | ۱۹٬۳۰۷     | ۲۳٬۹۹۱     | ۲۹٬۰۲۳     | ۳۶٬۱۵۴     | ۴۳٬۸۷۵     | ۳۶٬۳۶۳     | ۳۴٬۱۶۲     |
| تووالو                 | ۱۵         | ۱۴         | ۱۷         | ۲۰         | ۲۳         | ۲۳         | ۲۴         | ۲۹         | ۳۲         | ۲۸         |
| اوگاندا                | ۷٬۷۵۶      | ۷٬۸۳۵      | ۸٬۴۲۵      | ۸٬۷۲۵      | ۱۰٬۷۵۰     | ۱۲٬۴۶۰     | ۱۴٬۰۷۹     | ۱۷٬۵۱۲     | ۲۲٬۴۱۹     | ۲۴٬۱۰۷     |
| اوکراین                | ۳۲٬۳۳۱     | ۳۷٬۸۶۳     | ۴۲٬۳۳۹     | ۵۰٬۰۹۶     | ۶۴٬۷۵۲     | ۸۵٬۹۹۶     | ۱۰۷٬۷۶۷    | ۱۴۳٬۲۶۰    | ۱۸۱٬۳۱۳    | ۱۱۷٬۰۷۹    |
| امارات متحده عربی      | ۱۰۳٬۸۹۳    | ۱۰۳٬۳۱۲    | ۱۰۹٬۸۱۶    | ۱۲۴٬۳۴۶    | ۱۴۷٬۸۲۴    | ۱۸۰٬۶۱۷    | ۲۲۲٬۱۱۷    | ۲۵۷٬۹۱۶    | ۳۱۵٬۴۷۵    | ۲۵۳٬۵۴۷    |
| بریتانیا               | ۱٬۶۶۵٬۲۷۶  | ۱٬۶۴۴٬۳۳۱  | ۱٬۷۸۶٬۸۹۳  | ۲٬۰۵۸٬۹۶۷  | ۲٬۴۲۲٬۹۰۸  | ۲٬۵۴۷٬۶۸۹  | ۲٬۷۲۰٬۸۸۷  | ۳٬۱۰۷٬۳۷۳  | ۲٬۹۶۹٬۹۶۱  | ۲٬۴۳۴٬۴۸۰  |
| ایالات متحده آمریکا    | ۱۰٬۲۵۰٬۹۵۰ | ۱۰٬۵۸۱٬۹۲۵ | ۱۰٬۹۲۹٬۱۰۰ | ۱۱٬۴۵۶٬۴۵۰ | ۱۲٬۲۱۷٬۱۷۵ | ۱۳٬۰۳۹٬۲۰۰ | ۱۳٬۸۱۵٬۶۰۰ | ۱۴٬۴۷۴٬۲۵۰ | ۱۴٬۷۶۹٬۸۵۰ | ۱۴٬۴۷۸٬۰۵۰ |
| اروگوئه                | ۲۴٬۸۰۴     | ۲۲٬۷۱۲     | ۱۴٬۸۰۹     | ۱۳٬۱۰۹     | ۱۴٬۸۹۲     | ۱۸٬۹۰۱     | ۲۱٬۳۱۴     | ۲۵٬۴۸۶     | ۳۲٬۹۸۸     | ۳۴٬۳۹۵     |
| ازبکستان               | ۱۷٬۱۹۵     | ۱۴٬۵۸۱     | ۱۲٬۱۰۶     | ۱۲٬۶۹۷     | ۱۵٬۰۴۵     | ۱۷٬۹۳۹     | ۲۱٬۳۴۴     | ۲۷٬۹۶۳     | ۳۵٬۸۵۸     | ۴۱٬۹۴۵     |
| وانواتو                | ۲۷۲        | ۲۵۷        | ۲۶۲        | ۳۱۵        | ۳۶۵        | ۳۹۰        | ۴۳۵        | ۵۱۷        | ۵۸۲        | ۵۹۰        |
| ونزوئلا                | ۱۱۷٬۵۹۶    | ۱۲۳٬۱۱۹    | ۹۵٬۲۵۸     | ۸۳٬۶۸۴     | ۱۱۲٬۲۵۴    | ۱۴۳٬۳۷۵    | ۱۷۸٬۵۲۱    | ۲۳۲٬۸۵۷    | ۳۰۶٬۷۶۴    | ۲۶۸٬۶۲۴    |
| ویتنام                 | ۳۹٬۵۸۵     | ۴۱٬۲۹۷     | ۴۴٬۵۶۳     | ۵۰٬۲۳۳     | ۶۲٬۸۷۷     | ۷۳٬۱۹۷     | ۸۴٬۳۰۱     | ۹۸٬۴۲۶     | ۱۲۴٬۷۵۶    | ۱۲۹٬۰۲۲    |
| فلسطین                 | ۴٬۳۱۴      | ۴٬۰۰۴      | ۳٬۵۵۶      | ۳٬۹۶۸      | ۴٬۶۰۳      | ۵٬۱۲۶      | ۵٬۳۴۸      | ۵٬۸۱۶      | ۷٬۳۱۰      | ۸٬۰۸۶      |
| یمن                    | ۹٬۶۷۹      | ۹٬۸۵۳      | ۱۰٬۶۹۳     | ۱۱٬۷۷۸     | ۱۳٬۸۶۸     | ۱۶٬۷۳۲     | ۱۹٬۰۶۳     | ۲۱٬۶۵۱     | ۲۶٬۹۱۱     | ۲۵٬۱۳۰     |
| زامبیا                 | ۳٬۶۰۱      | ۳٬۸۷۰      | ۴٬۱۹۴      | ۴٬۹۰۲      | ۶٬۲۲۱      | ۸٬۳۲۹      | ۱۲٬۷۶۲     | ۱۴٬۰۶۰     | ۱۷٬۹۱۴     | ۱۵٬۳۳۲     |
| زیمبابوه               | ۱۱٬۳۴۰     | ۱۱٬۲۴۴     | ۱۰٬۷۳۵     | ۹٬۵۷۴      | ۹٬۴۶۵      | ۹٬۰۴۶      | ۸٬۱۴۱      | ۷٬۷۸۵      | ۶٬۷۰۷      | ۹٬۶۶۶      |

## بین سال های 2011 تا 2019 براساس تخمین صندوق بین المللی پول
| کشور                   | 2010       | 2011       | 2012       | 2013       | 2014       | 2015       | 2016       | 2017       | 2018       | 2019       |
| ---------------------- | ---------- | ---------- | ---------- | ---------- | ---------- | ---------- | ---------- | ---------- | ---------- | ---------- |
| افغانستان              | ۱۵٬۳۲۵     | ۱۷٬۸۹۰     | ۲۰٬۲۹۳     | ۲۰٬۱۷۰     | ۲۰٬۶۱۶     | ۲۰٬۰۵۷     | ۱۸٬۰۲۰     | ۱۸٬۸۸۳     | ۱۸٬۴۰۱     | ۱۸٬۸۷۶     |
| آلبانی                 | ۱۱٬۹۳۷     | ۱۲٬۸۹۹     | ۱۲٬۳۲۴     | ۱۲٬۷۸۴     | ۱۳٬۲۴۶     | ۱۱٬۳۸۹     | ۱۱٬۸۶۲     | ۱۳٬۰۵۳     | ۱۵٬۱۵۷     | ۱۵٬۳۹۹     |
| الجزایر                | ۱۶۱٬۲۰۷    | ۲۰۰٬۰۲۰    | ۲۰۹٬۰۵۹    | ۲۰۹٬۷۵۵    | ۲۱۳٬۸۱۰    | ۱۶۵٬۹۷۹    | ۱۶۰٬۰۳۴    | ۱۷۰٬۲۰۷    | ۱۷۵٬۳۷۲    | ۱۷۱٬۰۷۰    |
| آندورا                 | ۳٬۴۴۶      | ۳٬۶۲۵      | ۳٬۱۸۹      | ۳٬۱۹۳      | ۳٬۲۶۷      | ۲٬۷۸۹      | ۲٬۸۹۵      | ۲٬۹۹۳      | ۳٬۲۱۷      | ۳٬۱۵۵      |
| آنگولا                 | ۸۳٬۷۹۹     | ۱۱۱٬۷۹۰    | ۱۲۸٬۰۵۳    | ۱۳۶٬۷۱۰    | ۱۴۵٬۷۱۲    | ۱۱۶٬۱۹۴    | ۱۰۱٬۱۲۴    | ۱۲۲٬۰۲۲    | ۱۰۱٬۳۵۳    | ۸۴٬۵۱۶     |
| آنتیگوآ و باربودا      | ۱٬۱۴۹      | ۱٬۱۳۸      | ۱٬۲۰۰      | ۱٬۱۸۱      | ۱٬۲۵۰      | ۱٬۳۳۷      | ۱٬۴۳۷      | ۱٬۴۶۸      | ۱٬۶۰۶      | ۱٬۶۸۸      |
| آرژانتین               | ۴۲۴٬۷۲۹    | ۵۲۷٬۶۴۴    | ۵۷۹٬۶۶۶    | ۶۱۱٬۴۷۱    | ۵۶۳٬۶۱۴    | ۶۴۲٬۴۶۴    | ۵۵۶٬۷۷۴    | ۶۴۳٬۸۶۱    | ۵۲۴٬۴۳۱    | ۴۵۱٬۸۱۵    |
| ارمنستان               | ۹٬۲۶۰      | ۱۰٬۱۴۲     | ۱۰٬۶۱۹     | ۱۱٬۱۲۱     | ۱۱٬۶۱۰     | ۱۰٬۵۵۳     | ۱۰٬۵۴۶     | ۱۱٬۵۲۷     | ۱۲٬۴۵۸     | ۱۳٬۶۱۹     |
| آروبا                  | ۲٬۴۵۴      | ۲٬۶۳۸      | ۲٬۶۱۵      | ۲٬۷۲۸      | ۲٬۷۹۱      | ۲٬۹۶۳      | ۲٬۹۸۴      | ۳٬۰۹۲      | ۳٬۲۰۲      | ۳٬۳۱۰      |
| استرالیا               | ۱٬۲۵۳٬۶۰۴  | ۱٬۵۱۴٬۶۷۱  | ۱٬۵۶۹٬۲۱۶  | ۱٬۵۱۸٬۹۷۶  | ۱٬۴۵۶٬۵۱۴  | ۱٬۲۳۳٬۱۳۵  | ۱٬۲۶۳٬۹۱۸  | ۱٬۳۸۱٬۹۹۴  | ۱٬۴۱۶٬۹۷۶  | ۱٬۳۸۶٬۶۴۱  |
| اتریش                  | ۳۹۲٬۵۹۵    | ۴۳۱٬۶۰۹    | ۴۰۹٬۶۶۱    | ۴۳۰٬۱۹۷    | ۴۴۲٬۶۹۹    | ۳۸۲٬۰۱۰    | ۳۹۵٬۷۲۸    | ۴۱۷٬۱۱۴    | ۴۵۵٬۳۷۴    | ۴۴۵٬۰۶۱    |
| جمهوری آذربایجان       | ۵۲٬۹۱۳     | ۶۵٬۹۹۰     | ۶۹٬۶۸۷     | ۷۴٬۱۶۰     | ۷۵٬۲۴۰     | ۵۰٬۸۴۴     | ۳۷٬۸۳۰     | ۴۱٬۳۷۵     | ۴۷٬۱۱۳     | ۴۸٬۱۷۴     |
| باهاما                 | ۱۰٬۰۹۶     | ۱۰٬۰۷۰     | ۱۰٬۷۲۰     | ۱۰٬۴۹۵     | ۱۱٬۱۴۳     | ۱۱٬۸۹۱     | ۱۱٬۹۹۳     | ۱۲٬۳۶۰     | ۱۲٬۸۳۸     | ۱۳٬۱۶۴     |
| بحرین                  | ۲۵٬۷۱۳     | ۲۸٬۷۷۷     | ۳۰٬۷۴۹     | ۳۲٬۵۳۹     | ۳۳٬۳۸۸     | ۳۱٬۰۵۱     | ۳۲٬۲۳۵     | ۳۵٬۴۷۴     | ۳۷٬۸۰۲     | ۳۸٬۶۵۳     |
| بنگلادش                | ۱۱۵٬۲۷۹    | ۱۲۸٬۶۳۸    | ۱۳۳٬۳۵۶    | ۱۴۹٬۹۹۱    | ۱۷۲٬۸۸۵    | ۱۹۵٬۰۷۹    | ۲۲۱٬۴۱۵    | ۲۴۹٬۷۱۱    | ۲۷۴٬۰۳۹    | ۳۰۲٬۵۷۱    |
| باربادوس               | ۴٬۵۳۰      | ۴٬۶۵۸      | ۴٬۶۱۰      | ۴٬۶۷۷      | ۴٬۶۹۶      | ۴٬۷۱۵      | ۴٬۸۳۰      | ۴٬۹۷۸      | ۵٬۰۸۷      | ۵٬۲۹۸      |
| بلاروس                 | ۵۷٬۲۲۰     | ۶۱٬۳۶۸     | ۶۵٬۶۶۹     | ۷۵٬۴۹۶     | ۷۸٬۷۳۶     | ۵۶٬۳۲۹     | ۴۷٬۷۰۳     | ۵۴٬۷۲۳     | ۶۰٬۰۱۱     | ۶۴٬۴۱۴     |
| بلژیک                  | ۴۸۱٬۸۱۴    | ۵۲۳٬۲۳۹    | ۴۹۶٬۴۶۷    | ۵۲۱٬۷۹۹    | ۵۳۵٬۵۲۹    | ۴۶۲٬۳۸۳    | ۴۷۵٬۹۳۱    | ۵۰۲٬۵۸۷    | ۵۴۳٬۵۲۰    | ۵۳۵٬۳۴۷    |
| بلیز                   | ۱٬۳۸۸      | ۱٬۴۶۷      | ۱٬۵۳۱      | ۱٬۵۸۲      | ۱٬۶۷۶      | ۱٬۷۳۴      | ۱٬۷۹۷      | ۱٬۸۴۵      | ۱٬۸۸۷      | ۱٬۹۴۵      |
| بنین                   | ۹٬۵۴۳      | ۱۰٬۶۹۱     | ۱۱٬۱۴۸     | ۱۲٬۵۱۸     | ۱۳٬۲۸۸     | ۱۱٬۳۸۹     | ۱۱٬۸۱۸     | ۱۲٬۶۹۷     | ۱۴٬۲۵۷     | ۱۴٬۳۹۲     |
| بوتان (کشور)           | ۱٬۳۹۹      | ۱٬۶۹۵      | ۱٬۷۷۲      | ۱٬۸۰۶      | ۱٬۷۸۴      | ۱٬۹۷۴      | ۲٬۰۶۴      | ۲٬۲۹۴      | ۲٬۵۰۹      | ۲٬۴۵۲      |
| بولیوی                 | ۱۹٬۷۸۶     | ۲۴٬۱۳۵     | ۲۷٬۲۸۲     | ۳۰٬۸۸۳     | ۳۳٬۲۳۷     | ۳۳٬۲۴۱     | ۳۴٬۱۸۹     | ۳۷٬۷۸۲     | ۴۰٬۵۸۱     | ۴۱٬۱۹۳     |
| بوسنی و هرزگوین        | ۱۷٬۱۶۴     | ۱۸٬۶۲۹     | ۱۷٬۲۰۷     | ۱۸٬۱۵۵     | ۱۸٬۵۲۲     | ۱۶٬۲۱۰     | ۱۶٬۹۱۰     | ۱۸٬۰۸۱     | ۲۰٬۱۸۴     | ۲۰٬۲۰۳     |
| بوتسوانا               | ۱۲٬۶۳۷     | ۱۵٬۱۱۱     | ۱۳٬۹۰۷     | ۱۴٬۲۷۲     | ۱۵٬۴۷۰     | ۱۳٬۵۳۱     | ۱۵٬۰۸۳     | ۱۶٬۱۰۵     | ۱۷٬۰۳۲     | ۱۶٬۶۹۶     |
| برزیل                  | ۲٬۲۰۸٬۷۰۴  | ۲٬۶۱۴٬۰۲۷  | ۲٬۴۶۴٬۰۵۴  | ۲٬۴۷۱٬۷۱۸  | ۲٬۴۵۶٬۰۵۴  | ۱٬۸۰۰٬۰۴۵  | ۱٬۷۹۶٬۶۲۲  | ۲٬۰۶۳٬۵۱۹  | ۱٬۹۱۶٬۹۳۴  | ۱٬۸۷۳٬۲۸۶  |
| برونئی                 | ۱۳٬۷۰۷     | ۱۸٬۵۲۵     | ۱۹٬۰۴۷     | ۱۸٬۰۹۲     | ۱۷٬۰۹۸     | ۱۲٬۹۳۱     | ۱۱٬۳۹۹     | ۱۲٬۱۲۸     | ۱۳٬۵۶۸     | ۱۳٬۴۷۰     |
| بلغارستان              | ۵۰٬۶۸۳     | ۵۷٬۶۸۰     | ۵۴٬۲۹۹     | ۵۵٬۸۱۲     | ۵۷٬۰۸۲     | ۵۰٬۷۸۲     | ۵۳٬۹۴۹     | ۵۹٬۳۲۲     | ۶۶٬۴۲۸     | ۶۸٬۹۱۹     |
| بورکینافاسو            | ۱۰٬۱۱۸     | ۱۲٬۰۷۸     | ۱۲٬۵۶۹     | ۱۳٬۴۴۴     | ۱۳٬۹۴۷     | ۱۱٬۸۳۳     | ۱۲٬۸۳۰     | ۱۴٬۱۰۲     | ۱۶٬۰۶۷     | ۱۵٬۹۹۱     |
| بوروندی                | ۲٬۰۳۲      | ۲٬۲۳۶      | ۲٬۳۳۳      | ۲٬۴۵۶      | ۲٬۷۰۶      | ۳٬۱۰۴      | ۲٬۹۶۰      | ۳٬۱۷۲      | ۳٬۰۳۷      | ۳٬۰۱۲      |
| کیپ ورد                | ۱٬۶۶۴      | ۱٬۸۶۶      | ۱٬۷۴۲      | ۱٬۸۵۰      | ۱٬۸۶۰      | ۱٬۵۹۷      | ۱٬۶۶۳      | ۱٬۷۷۰      | ۱٬۹۶۷      | ۱٬۹۸۲      |
| کامبوج                 | ۱۱٬۲۳۲     | ۱۲٬۸۱۸     | ۱۴٬۰۵۷     | ۱۵٬۲۲۸     | ۱۶٬۷۰۲     | ۱۸٬۰۸۳     | ۲۰٬۰۴۳     | ۲۲٬۲۰۸     | ۲۴٬۵۹۹     | ۲۷٬۰۸۸     |
| کامرون                 | ۲۷٬۵۳۰     | ۳۰٬۶۲۶     | ۳۰٬۱۷۴     | ۳۳٬۷۲۹     | ۳۶٬۳۹۶     | ۳۲٬۲۱۳     | ۳۳٬۸۰۵     | ۳۶٬۰۸۶     | ۳۹٬۹۹۲     | ۳۹٬۶۷۳     |
| کانادا                 | ۱٬۶۱۷٬۳۴۵  | ۱٬۷۹۳٬۳۲۷  | ۱٬۸۲۸٬۳۶۲  | ۱٬۸۴۶٬۵۹۵  | ۱٬۸۰۵٬۷۵۱  | ۱٬۵۵۶٬۵۰۸  | ۱٬۵۲۷٬۹۹۶  | ۱٬۶۴۹٬۲۶۶  | ۱٬۷۲۵٬۳۰۰  | ۱٬۷۴۲٬۰۱۵  |
| جمهوری آفریقای مرکزی   | ۲٬۱۴۱      | ۲٬۴۳۵      | ۲٬۵۱۲      | ۱٬۶۹۲      | ۱٬۸۹۶      | ۱٬۶۹۶      | ۱٬۸۲۵      | ۲٬۰۷۲      | ۲٬۲۷۹      | ۲٬۲۷۸      |
| چاد                    | ۱۰٬۷۰۱     | ۱۲٬۱۸۳     | ۱۲٬۴۱۱     | ۱۲٬۹۹۴     | ۱۴٬۰۰۳     | ۱۰٬۹۵۲     | ۱۰٬۲۰۲     | ۱۰٬۰۷۹     | ۱۱٬۰۴۲     | ۱۰٬۹۹۳     |
| شیلی                   | ۲۲۰٬۵۰۳    | ۲۵۴٬۱۳۹    | ۲۶۹٬۳۷۰    | ۲۷۷٬۲۲۱    | ۲۵۹٬۳۶۹    | ۲۴۲٬۴۹۴    | ۲۴۹٬۲۶۶    | ۲۷۶٬۲۲۷    | ۲۹۵٬۲۷۰    | ۲۷۸٬۴۳۵    |
| چین                    | ۶٬۰۳۳٬۸۳۰  | ۷٬۴۹۲٬۲۱۲  | ۸٬۵۳۹٬۵۸۴  | ۹٬۶۲۴٬۹۲۸  | ۱۰٬۵۲۴٬۲۴۱ | ۱۱٬۱۱۳٬۵۰۸ | ۱۱٬۲۲۶٬۸۹۷ | ۱۲٬۲۶۵٬۳۲۷ | ۱۳٬۸۴۱٬۸۱۲ | ۱۴٬۳۴۰٬۶۰۰ |
| کلمبیا                 | ۲۸۶٬۴۹۹    | ۳۳۴٬۹۶۶    | ۳۷۰٬۶۹۱    | ۳۸۲٬۰۹۴    | ۳۸۱٬۲۴۱    | ۲۹۳٬۴۹۳    | ۲۸۲٬۷۲۰    | ۳۱۱٬۸۹۰    | ۳۳۴٬۱۲۴    | ۳۲۳٬۰۵۵    |
| کومور                  | ۹۰۹        | ۱٬۰۲۳      | ۱٬۰۱۶      | ۱٬۱۱۶      | ۱٬۱۵۰      | ۹۶۶        | ۱٬۰۱۳      | ۱٬۰۷۷      | ۱٬۱۷۹      | ۱٬۱۸۸      |
| جمهوری دموکراتیک کنگو  | ۲۱٬۵۴۱     | ۲۵٬۸۵۳     | ۲۹٬۳۵۰     | ۳۲٬۶۹۵     | ۳۵٬۹۱۱     | ۳۷٬۹۱۵     | ۳۶٬۶۴۰     | ۳۷٬۹۸۱     | ۴۷٬۱۴۶     | ۵۰٬۳۹۹     |
| جمهوری کنگو            | ۱۳٬۱۵۹     | ۱۵٬۶۵۳     | ۱۷٬۷۰۴     | ۱۷٬۹۵۹     | ۱۷٬۹۱۸     | ۱۱٬۸۹۱     | ۱۰٬۱۵۹     | ۱۱٬۱۱۰     | ۱۳٬۶۴۹     | ۱۲٬۷۹۱     |
| کاستاریکا              | ۳۷٬۶۵۶     | ۴۲٬۷۶۲     | ۴۷٬۲۳۱     | ۵۰٬۹۴۹     | ۵۲٬۰۱۷     | ۵۶٬۴۴۲     | ۵۸٬۸۴۷     | ۶۰٬۵۱۷     | ۶۲٬۴۲۲     | ۶۴٬۴۱۲     |
| ساحل عاج               | ۳۴٬۴۳۱     | ۳۵٬۵۲۹     | ۳۷٬۰۳۰     | ۴۳٬۲۲۸     | ۴۸٬۸۸۲     | ۴۵٬۸۱۵     | ۴۷٬۹۶۴     | ۵۱٬۵۸۸     | ۵۸٬۰۱۱     | ۵۸٬۵۳۹     |
| کرواسی                 | ۶۰٬۴۲۶     | ۶۳٬۱۷۰     | ۵۷٬۱۹۳     | ۵۸٬۸۸۹     | ۵۸٬۳۳۰     | ۵۰٬۱۶۳     | ۵۲٬۲۹۵     | ۵۶٬۲۱۴     | ۶۲٬۲۴۸     | ۶۲٬۲۴۶     |
| قبرس                   | ۲۵٬۷۵۳     | ۲۷٬۵۶۰     | ۲۴٬۹۹۳     | ۲۳٬۹۰۰     | ۲۳٬۱۶۲     | ۱۹٬۸۴۴     | ۲۰٬۹۴۷     | ۲۲٬۸۶۳     | ۲۵٬۵۳۵     | ۲۵٬۷۶۲     |
| جمهوری چک              | ۲۰۹٬۰۷۰    | ۲۲۹٬۵۶۳    | ۲۰۸٬۸۵۸    | ۲۱۱٬۶۸۶    | ۲۰۹٬۳۵۹    | ۱۸۸٬۰۳۳    | ۱۹۶٬۲۷۲    | ۲۱۸٬۶۲۹    | ۲۴۸٬۹۵۰    | ۲۵۲٬۴۹۸    |
| دانمارک                | ۳۲۱٬۹۹۵    | ۳۴۴٬۰۰۳    | ۳۲۷٬۱۴۹    | ۳۴۳٬۵۸۴    | ۳۵۲٬۹۹۴    | ۳۰۲٬۶۷۳    | ۳۱۳٬۱۱۶    | ۳۳۲٬۱۲۱    | ۳۵۶٬۸۴۱    | ۳۴۷٬۵۶۱    |
| جیبوتی                 | ۱٬۵۴۲      | ۱٬۷۳۹      | ۱٬۹۰۰      | ۲٬۰۴۳      | ۲٬۲۱۶      | ۲٬۴۴۵      | ۲٬۶۱۹      | ۲٬۷۶۷      | ۳٬۰۱۳      | ۳٬۳۱۷      |
| دومینیکا               | ۴۹۴        | ۵۰۱        | ۴۸۶        | ۴۹۸        | ۵۲۰        | ۵۴۱        | ۵۷۶        | ۵۴۰        | ۵۶۴        | ۶۱۶        |
| جمهوری دومینیکن        | ۵۳٬۹۲۱     | ۵۸٬۰۸۸     | ۶۰٬۷۴۷     | ۶۲٬۷۵۸     | ۶۷٬۲۶۴     | ۷۱٬۲۵۴     | ۷۵٬۷۷۷     | ۸۰٬۰۸۲     | ۸۵٬۶۳۰     | ۸۹٬۰۳۲     |
| اکوادور                | ۶۹٬۵۵۵     | ۷۹٬۲۷۷     | ۸۷٬۹۲۵     | ۹۵٬۱۳۰     | ۱۰۱٬۷۲۶    | ۹۹٬۲۹۰     | ۹۹٬۹۳۸     | ۱۰۴٬۲۹۶    | ۱۰۷٬۵۶۲    | ۱۰۸٬۱۰۸    |
| مصر                    | ۲۳۰٬۰۲۴    | ۲۴۷٬۷۲۶    | ۲۷۸٬۷۶۹    | ۲۸۸٬۰۰۷    | ۳۰۵٬۵۶۷    | ۳۳۲٬۰۷۵    | ۳۳۲٬۴۸۴    | ۲۳۶٬۵۲۸    | ۲۵۰٬۲۵۳    | ۳۰۲٬۳۳۵    |
| السالوادور             | ۱۸٬۴۴۸     | ۲۰٬۲۸۴     | ۲۱٬۳۸۶     | ۲۱٬۹۹۱     | ۲۲٬۵۹۳     | ۲۳٬۴۳۸     | ۲۴٬۱۹۱     | ۲۴٬۹۷۹     | ۲۶٬۰۲۱     | ۲۶٬۸۹۷     |
| گینه استوایی           | ۱۶٬۳۱۴     | ۲۱٬۳۵۷     | ۲۲٬۳۸۸     | ۲۱٬۹۴۹     | ۲۱٬۷۶۵     | ۱۳٬۱۸۵     | ۱۱٬۲۴۱     | ۱۲٬۲۰۱     | ۱۳٬۰۹۷     | ۱۱٬۴۱۷     |
| اریتره                 | ۱٬۵۹۰      | ۲٬۰۶۵      | ۲٬۲۵۵      | ۱٬۹۵۸      | ۲٬۶۰۴      | ۲٬۰۱۶      | ۲٬۲۱۳      | ۱٬۹۰۴      | ۲٬۰۰۶      | ۱٬۹۸۲      |
| استونی                 | ۱۹٬۵۶۸     | ۲۳٬۲۱۰     | ۲۳٬۰۳۴     | ۲۵٬۱۱۶     | ۲۶٬۶۴۱     | ۲۲٬۸۹۳     | ۲۴٬۰۶۶     | ۲۶٬۹۱۵     | ۳۰٬۵۰۳     | ۳۱٬۰۴۹     |
| اسواتینی               | ۴٬۴۳۸      | ۴٬۸۲۶      | ۴٬۸۸۷      | ۴٬۶۰۰      | ۴٬۴۲۶      | ۴٬۰۶۱      | ۳٬۸۱۵      | ۴٬۴۰۷      | ۴٬۶۶۶      | ۴٬۴۹۵      |
| اتیوپی                 | ۲۶٬۸۸۷     | ۳۰٬۴۸۰     | ۴۲٬۲۲۱     | ۴۶٬۵۴۴     | ۵۴٬۱۶۵     | ۶۳٬۰۸۱     | ۷۲٬۱۲۰     | ۷۶٬۸۴۱     | ۸۰٬۲۰۷     | ۹۲٬۶۰۸     |
| فیجی                   | ۳٬۴۰۲      | ۴٬۰۹۴      | ۴٬۳۰۳      | ۴٬۵۳۹      | ۴٬۸۵۷      | ۴٬۶۸۲      | ۴٬۹۳۰      | ۵٬۳۵۳      | ۵٬۵۸۱      | ۵٬۴۹۶      |
| فنلاند                 | ۲۴۹٬۶۲۸    | ۲۷۵٬۵۵۶    | ۲۵۸٬۴۵۴    | ۲۷۱٬۳۶۶    | ۲۷۴٬۹۳۴    | ۲۳۴٬۵۵۸    | ۲۴۰٬۷۰۵    | ۲۵۵٬۵۵۸    | ۲۷۵٬۸۴۰    | ۲۶۸٬۵۳۸    |
| فرانسه                 | ۲٬۶۴۲٬۴۳۵  | ۲٬۸۶۲٬۰۲۵  | ۲٬۶۸۳٬۸۹۳  | ۲٬۸۱۱٬۰۴۰  | ۲٬۸۵۲٬۱۷۱  | ۲٬۴۳۸٬۲۰۸  | ۲٬۴۷۱٬۲۶۱  | ۲٬۵۸۹٬۰۳۱  | ۲٬۷۸۹٬۶۸۰  | ۲٬۷۳۰٬۱۰۷  |
| گابن                   | ۱۴٬۳۸۴     | ۱۸٬۲۰۷     | ۱۷٬۱۸۱     | ۱۷٬۵۹۶     | ۱۸٬۲۰۹     | ۱۴٬۳۸۵     | ۱۴٬۰۲۰     | ۱۴٬۹۲۴     | ۱۶٬۸۷۵     | ۱۶٬۸۷۵     |
| گامبیا                 | ۱٬۵۴۳      | ۱٬۴۱۰      | ۱٬۴۱۵      | ۱٬۳۷۶      | ۱٬۲۲۹      | ۱٬۳۵۵      | ۱٬۴۷۰      | ۱٬۴۹۸      | ۱٬۶۶۲      | ۱٬۸۰۶      |
| گرجستان                | ۱۲٬۲۴۲     | ۱۵٬۱۰۷     | ۱۶٬۴۸۹     | ۱۷٬۱۸۸     | ۱۷٬۶۲۷     | ۱۴٬۹۵۳     | ۱۵٬۱۴۱     | ۱۶٬۲۴۲     | ۱۷٬۵۹۹     | ۱۷٬۴۷۷     |
| آلمان                  | ۳٬۴۰۲٬۴۴۴  | ۳٬۷۴۸٬۶۵۵  | ۳٬۵۲۹٬۳۷۷  | ۳٬۷۳۳٬۸۵۹  | ۳٬۸۹۰٬۰۹۵  | ۳٬۳۵۷٬۹۲۶  | ۳٬۴۶۸٬۸۹۶  | ۳٬۶۸۹٬۵۴۷  | ۳٬۹۷۹٬۰۹۳  | ۳٬۸۸۸٬۷۵۶  |
| غنا                    | ۴۳٬۳۲۶     | ۵۳٬۸۴۹     | ۵۶٬۸۵۳     | ۶۳٬۷۰۳     | ۵۴٬۲۸۵     | ۴۹٬۴۳۷     | ۵۶٬۱۴۴     | ۶۰٬۳۸۵     | ۶۷٬۲۵۹     | ۶۸٬۳۵۳     |
| یونان                  | ۲۹۷٬۳۶۸    | ۲۸۲٬۹۴۶    | ۲۴۲٬۱۸۳    | ۲۳۸٬۹۱۱    | ۲۳۵٬۵۱۹    | ۱۹۵٬۷۰۳    | ۱۹۳٬۰۹۵    | ۱۹۹٬۷۷۳    | ۲۱۲٬۱۴۶    | ۲۰۵٬۱۶۶    |
| گرنادا                 | ۷۷۱        | ۷۷۹        | ۸۰۰        | ۸۴۳        | ۹۱۱        | ۹۹۷        | ۱٬۰۶۲      | ۱٬۱۲۶      | ۱٬۱۶۷      | ۱٬۲۱۳      |
| گواتمالا               | ۴۱٬۴۹۳     | ۴۷٬۴۱۹     | ۴۹٬۹۰۲     | ۵۲٬۹۸۹     | ۵۷٬۸۳۵     | ۶۲٬۱۸۰     | ۶۶٬۰۳۴     | ۷۱٬۶۲۴     | ۷۳٬۲۱۲     | ۷۷٬۰۰۴     |
| گینه                   | ۶٬۸۵۸      | ۶٬۰۳۴      | ۷٬۳۰۴      | ۸٬۳۷۴      | ۸٬۷۷۷      | ۸٬۷۹۰      | ۸٬۶۰۴      | ۱۰٬۳۲۵     | ۱۱٬۸۵۷     | ۱۳٬۵۱۴     |
| گینه بیسائو            | ۹۴۱        | ۱٬۱۵۷      | ۱٬۰۵۰      | ۱٬۱۱۰      | ۱٬۱۳۶      | ۱٬۱۵۳      | ۱٬۲۴۵      | ۱٬۴۶۹      | ۱٬۵۰۶      | ۱٬۴۴۰      |
| گویان                  | ۲٬۸۸۹      | ۳٬۳۲۸      | ۴٬۰۶۳      | ۴٬۱۶۸      | ۴٬۱۲۸      | ۴٬۲۸۰      | ۴٬۴۸۳      | ۴٬۷۴۸      | ۴٬۷۸۸      | ۵٬۱۷۴      |
| هائیتی                 | ۱۱٬۸۵۲     | ۱۳٬۰۰۹     | ۱۳٬۷۰۹     | ۱۴٬۹۰۴     | ۱۵٬۱۳۷     | ۱۴٬۸۳۱     | ۱۳٬۹۹۶     | ۱۵٬۰۳۶     | ۱۶٬۴۵۴     | ۱۴٬۷۸۷     |
| هندوراس                | ۱۵٬۸۳۹     | ۱۷٬۷۱۰     | ۱۸٬۵۲۹     | ۱۸٬۵۰۰     | ۱۹٬۷۵۷     | ۲۰٬۹۸۰     | ۲۱٬۷۱۸     | ۲۳٬۱۳۶     | ۲۴٬۰۶۸     | ۲۵٬۰۹۰     |
| هنگ کنگ                | ۲۲۸٬۶۳۹    | ۲۴۸٬۵۱۴    | ۲۶۲٬۶۲۹    | ۲۷۵٬۶۹۷    | ۲۹۱٬۴۶۰    | ۳۰۹٬۳۸۶    | ۳۲۰٬۸۶۰    | ۳۴۱٬۲۷۱    | ۳۶۱٬۷۳۱    | ۳۶۳٬۰۵۲    |
| مجارستان               | ۱۳۱٬۹۱۷    | ۱۴۱٬۷۶۰    | ۱۲۸٬۴۷۵    | ۱۳۵٬۴۱۲    | ۱۴۰٬۷۶۵    | ۱۲۵٬۰۷۴    | ۱۲۸٬۶۳۶    | ۱۴۳٬۱۳۶    | ۱۶۰٬۵۸۷    | ۱۶۳٬۵۱۷    |
| ایسلند                 | ۱۳٬۷۵۱     | ۱۵٬۲۲۲     | ۱۴٬۷۵۲     | ۱۶٬۱۲۵     | ۱۷٬۸۶۸     | ۱۷٬۵۱۷     | ۲۰٬۷۹۳     | ۲۴٬۷۲۸     | ۲۶٬۲۶۴     | ۲۴٬۸۲۰     |
| هند                    | ۱٬۷۰۸٬۴۶۰  | ۱٬۸۲۳٬۰۵۲  | ۱٬۸۲۷٬۶۳۷  | ۱٬۸۵۶٬۷۲۱  | ۲٬۰۳۹٬۱۲۷  | ۲٬۱۰۳٬۵۸۸  | ۲٬۲۹۴٬۷۹۷  | ۲٬۶۵۱٬۴۷۴  | ۲٬۷۰۲٬۹۳۰  | ۲٬۸۳۱٬۵۵۳  |
| اندونزی                | ۷۵۵٬۲۵۶    | ۸۹۲٬۵۹۰    | ۹۱۹٬۰۰۲    | ۹۱۶٬۶۴۶    | ۸۹۱٬۰۵۱    | ۸۶۰٬۷۴۱    | ۹۳۲٬۰۶۶    | ۱٬۰۱۵٬۴۸۸  | ۱٬۰۴۲٬۷۱۱  | ۱٬۱۲۰٬۰۵۰  |
| ایران                  | ۵۱۷٬۸۹۹    | ۶۲۵٬۴۳۰    | ۴۲۱٬۸۸۲    | ۴۲۸٬۳۲۱    | ۴۶۰٬۸۰۹    | ۴۰۸٬۲۸۸    | ۴۵۸٬۰۴۲    | ۴۸۶٬۸۲۹    | ۵۱۳٬۴۱۷    | ۶۵۵٬۷۹۱    |
| عراق                   | ۱۳۸٬۵۱۷    | ۱۸۵٬۷۵۰    | ۲۱۸٬۰۳۲    | ۲۳۴٬۶۳۸    | ۲۳۴٬۶۵۱    | ۱۷۷٬۶۳۴    | ۱۶۷٬۷۱۶    | ۱۹۲٬۳۴۳    | ۲۲۶٬۸۷۰    | ۲۳۳٬۹۵۳    |
| جمهوری ایرلند          | ۲۲۲٬۰۵۷    | ۲۳۸٬۹۳۶    | ۲۲۵٬۶۴۰    | ۲۳۸٬۲۸۲    | ۲۵۹٬۰۳۷    | ۲۹۱٬۶۱۱    | ۲۹۸٬۸۴۶    | ۳۳۵٬۳۱۲    | ۳۸۵٬۲۱۵    | ۳۹۹٬۱۶۵    |
| اسرائیل                | ۲۳۴٬۶۵۵    | ۲۶۲٬۲۹۴    | ۲۵۸٬۴۱۷    | ۲۹۴٬۱۶۷    | ۳۱۰٬۹۴۵    | ۳۰۰٬۰۷۸    | ۳۱۹٬۰۲۵    | ۳۵۵٬۲۷۷    | ۳۷۳٬۶۴۱    | ۳۹۷٬۹۳۵    |
| ایتالیا                | ۲٬۱۳۷٬۸۴۴  | ۲٬۲۹۴٬۵۹۱  | ۲٬۰۸۸٬۲۸۰  | ۲٬۱۴۱٬۹۵۴  | ۲٬۱۶۲٬۵۶۶  | ۱٬۸۳۶٬۸۲۴  | ۱٬۸۷۶٬۵۵۳  | ۱٬۹۶۱٬۱۰۴  | ۲٬۰۹۲٬۸۸۲  | ۲٬۰۱۱٬۵۰۸  |
| جامائیکا               | ۱۳٬۱۹۳     | ۱۴٬۴۱۳     | ۱۴٬۷۶۵     | ۱۴٬۲۱۳     | ۱۳٬۸۶۵     | ۱۴٬۱۵۴     | ۱۴٬۱۰۸     | ۱۴٬۷۵۵     | ۱۵٬۶۴۸     | ۱۵٬۸۰۸     |
| ژاپن                   | ۵٬۷۵۹٬۰۷۲  | ۶٬۲۳۳٬۱۴۷  | ۶٬۲۷۲٬۳۶۴  | ۵٬۲۱۲٬۳۲۸  | ۴٬۸۹۶٬۹۹۵  | ۴٬۴۴۴٬۹۳۱  | ۵٬۰۰۳٬۶۷۸  | ۴٬۹۳۰٬۸۳۷  | ۵٬۰۳۷٬۸۳۴  | ۵٬۱۲۳٬۳۱۸  |
| اردن                   | ۲۷٬۱۳۴     | ۲۹٬۵۲۴     | ۳۱٬۶۷۹     | ۳۴٬۵۰۳     | ۳۶٬۹۰۰     | ۳۸٬۶۴۲     | ۳۹٬۹۴۹     | ۴۱٬۴۶۷     | ۴۲٬۹۹۳     | ۴۴٬۵۶۶     |
| قزاقستان               | ۱۴۸٬۰۴۷    | ۱۹۲٬۶۲۶    | ۲۰۷٬۹۹۹    | ۲۳۶٬۶۳۵    | ۲۲۱٬۴۱۶    | ۱۸۴٬۳۸۸    | ۱۳۷٬۲۸۹    | ۱۶۶٬۸۰۶    | ۱۷۹٬۳۴۰    | ۱۸۱٬۶۶۷    |
| کنیا                   | ۴۵٬۴۰۶     | ۴۶٬۵۵۴     | ۵۶٬۴۰۷     | ۶۱٬۷۰۳     | ۶۸٬۳۹۵     | ۷۰٬۳۶۹     | ۷۴٬۸۱۷     | ۸۱٬۹۶۴     | ۹۲٬۲۱۱     | ۱۰۰٬۵۰۴    |
| کیریباتی               | ۱۵۶        | ۱۸۱        | ۱۹۰        | ۱۸۵        | ۱۷۸        | ۱۷۱        | ۱۷۹        | ۱۸۸        | ۱۹۶        | ۱۷۸        |
| کره جنوبی              | ۱٬۱۴۳٬۵۶۸  | ۱٬۲۵۳٬۴۱۹  | ۱٬۲۷۸٬۰۴۶  | ۱٬۳۷۰٬۶۳۳  | ۱٬۴۸۴٬۴۸۹  | ۱٬۴۶۶٬۰۳۹  | ۱٬۴۹۹٬۳۶۲  | ۱٬۶۲۳٬۰۷۴  | ۱٬۷۲۵٬۳۷۳  | ۱٬۶۵۱٬۴۲۳  |
| کوزوو                  | ۵٬۳۴۸      | ۶٬۳۴۰      | ۶٬۱۶۷      | ۶٬۷۳۵      | ۷٬۰۷۶      | ۶٬۲۹۶      | ۶٬۶۸۱      | ۷٬۱۷۸      | ۷٬۸۸۲      | ۷٬۹۰۰      |
| کویت                   | ۱۱۵٬۴۰۱    | ۱۵۴٬۰۲۰    | ۱۷۴٬۰۶۶    | ۱۷۴٬۱۷۹    | ۱۶۲٬۶۹۵    | ۱۱۴٬۶۰۶    | ۱۰۹٬۳۸۱    | ۱۲۰٬۶۸۷    | ۱۳۸٬۲۰۲    | ۱۳۶٬۱۹۲    |
| قرقیزستان              | ۴٬۷۹۴      | ۶٬۱۹۸      | ۶٬۶۰۴      | ۷٬۳۳۵      | ۷٬۴۶۷      | ۶٬۶۷۸      | ۶٬۸۱۳      | ۷٬۷۰۳      | ۸٬۲۷۱      | ۸٬۸۷۲      |
| لائوس                  | ۷٬۵۰۶      | ۸٬۹۶۴      | ۱۰٬۱۹۴     | ۱۱٬۹۷۲     | ۱۳٬۲۶۶     | ۱۴٬۴۱۸     | ۱۵٬۹۰۵     | ۱۷٬۰۵۵     | ۱۸٬۱۳۱     | ۱۸٬۷۹۱     |
| لتونی                  | ۲۳٬۹۹۸     | ۲۷٬۷۴۰     | ۲۸٬۱۹۱     | ۳۰٬۲۱۰     | ۳۱٬۳۹۵     | ۲۷٬۲۶۶     | ۲۸٬۰۷۶     | ۳۰٬۴۷۳     | ۳۴٬۴۴۵     | ۳۴٬۳۱۳     |
| لبنان                  | ۳۸٬۴۴۴     | ۳۹٬۹۲۷     | ۴۴٬۰۳۶     | ۴۶٬۹۰۹     | ۴۸٬۱۳۳     | ۵۰٬۰۶۶     | ۵۱٬۳۸۹     | ۵۳٬۳۲۵     | ۵۵٬۲۷۶     | ۵۱٬۲۲۲     |
| لسوتو                  | ۲٬۳۵۶      | ۲٬۵۷۱      | ۲٬۴۶۵      | ۲٬۳۴۵      | ۲٬۴۷۷      | ۲٬۲۰۷      | ۲٬۲۱۹      | ۲٬۳۵۶      | ۲٬۳۴۲      | ۲٬۲۹۹      |
| لیبریا                 | ۱٬۹۶۶      | ۲٬۳۴۰      | ۲٬۶۷۵      | ۳٬۰۴۴      | ۳٬۰۹۰      | ۳٬۰۹۲      | ۳٬۲۵۶      | ۳٬۳۲۱      | ۳٬۲۶۴      | ۳٬۰۸۰      |
| لیبی                   | ۶۸٬۹۷۴     | ۳۱٬۹۹۹     | ۷۹٬۷۵۹     | ۵۱٬۸۹۶     | ۲۴٬۲۶۲     | ۱۷٬۲۱۶     | ۱۸٬۵۶۳     | ۳۰٬۲۱۱     | ۴۱٬۴۳۲     | ۳۹٬۴۹۷     |
| لیتوانی                | ۳۷٬۱۹۵     | ۴۳٬۵۸۴     | ۴۲٬۹۵۲     | ۴۶٬۵۳۷     | ۴۸٬۶۱۱     | ۴۱٬۴۴۰     | ۴۳٬۰۳۵     | ۴۷٬۷۴۲     | ۵۳٬۷۷۵     | ۵۴٬۷۰۳     |
| لوکزامبورگ             | ۵۶٬۲۶۰     | ۶۱٬۶۸۵     | ۵۹٬۸۱۴     | ۶۵٬۲۰۴     | ۶۸٬۸۲۳     | ۶۰٬۰۷۸     | ۶۲٬۲۰۰     | ۶۵٬۶۸۹     | ۷۱٬۳۱۷     | ۷۰٬۲۰۳     |
| ماکائو                 | ۲۸٬۲۴۲     | ۳۶٬۸۴۴     | ۴۳٬۱۹۰     | ۵۱٬۵۳۶     | ۵۴٬۹۰۳     | ۴۵٬۰۴۸     | ۴۵٬۰۷۱     | ۵۰٬۴۴۱     | ۵۵٬۲۸۵     | ۵۵٬۲۰۵     |
| ماداگاسکار             | ۹٬۹۸۳      | ۱۱٬۵۵۲     | ۱۱٬۵۷۹     | ۱۲٬۴۲۴     | ۱۲٬۵۲۳     | ۱۱٬۳۲۳     | ۱۱٬۸۴۹     | ۱۳٬۱۷۶     | ۱۳٬۷۶۰     | ۱۴٬۱۰۵     |
| مالاوی                 | ۹٬۷۹۶      | ۱۱٬۲۴۱     | ۸٬۴۲۱      | ۷٬۶۴۸      | ۸٬۵۲۶      | ۹٬۰۱۴      | ۷٬۷۳۳      | ۸٬۹۴۳      | ۹٬۸۸۲      | ۱۱٬۰۳۱     |
| مالزی                  | ۲۵۸٬۶۴۱    | ۳۰۲٬۱۸۴    | ۳۱۸٬۹۱۰    | ۳۲۷٬۸۶۹    | ۳۴۳٬۰۸۸    | ۳۰۱٬۳۶۰    | ۳۰۱٬۹۱۸    | ۳۱۹٬۲۴۹    | ۳۵۸٬۹۹۴    | ۳۶۵٬۳۸۵    |
| مالدیو                 | ۲٬۵۸۸      | ۲٬۶۲۹      | ۲٬۸۸۵      | ۳٬۲۸۶      | ۳٬۶۹۰      | ۴٬۰۹۸      | ۴٬۳۶۷      | ۴٬۷۴۷      | ۵٬۲۹۴      | ۵٬۵۹۸      |
| مالی                   | ۱۰٬۶۹۸     | ۱۲٬۹۹۳     | ۱۲٬۴۵۰     | ۱۳٬۲۴۳     | ۱۴٬۳۶۹     | ۱۳٬۱۰۶     | ۱۴٬۰۲۲     | ۱۵٬۳۶۰     | ۱۷٬۰۷۹     | ۱۷٬۲۸۱     |
| مالت                   | ۹٬۰۴۳      | ۹٬۶۳۷      | ۹٬۴۶۸      | ۱۰٬۵۵۱     | ۱۱٬۶۲۹     | ۱۱٬۰۹۳     | ۱۱٬۶۶۵     | ۱۳٬۵۰۰     | ۱۵٬۳۰۹     | ۱۵٬۷۲۲     |
| جزایر مارشال           | ۱۶۰        | ۱۷۲        | ۱۸۱        | ۱۸۵        | ۱۸۲        | ۱۸۴        | ۲۰۱        | ۲۱۲        | ۲۲۲        | ۲۳۶        |
| موریتانی               | ۵٬۶۳۷      | ۶٬۷۸۲      | ۶٬۷۲۱      | ۷٬۳۳۱      | ۶٬۶۱۵      | ۶٬۱۸۲      | ۶٬۴۱۴      | ۶٬۸۲۶      | ۷٬۳۵۱      | ۷٬۸۸۹      |
| موریس                  | ۱۰٬۰۰۴     | ۱۱٬۵۱۸     | ۱۱٬۶۶۹     | ۱۲٬۱۳۰     | ۱۲٬۸۰۳     | ۱۱٬۶۹۲     | ۱۲٬۲۳۲     | ۱۳٬۲۵۹     | ۱۴٬۱۸۲     | ۱۴٬۰۴۶     |
| مکزیک                  | ۱٬۰۵۷٬۸۰۱  | ۱٬۱۸۰٬۴۸۷  | ۱٬۲۰۱٬۰۹۴  | ۱٬۲۷۴٬۴۴۴  | ۱٬۳۱۵٬۳۵۶  | ۱٬۱۷۱٬۸۷۰  | ۱٬۰۷۸٬۴۹۳  | ۱٬۱۵۸٬۹۱۲  | ۱٬۲۲۲٬۴۰۶  | ۱٬۲۶۹٬۴۰۲  |
| ایالات فدرال میکرونزی  | ۲۹۷        | ۳۱۱        | ۳۲۷        | ۳۱۷        | ۳۱۹        | ۳۱۶        | ۳۳۲        | ۳۶۷        | ۴۰۲        | ۴۱۶        |
| مولدووا                | ۶٬۹۷۷      | ۸٬۴۱۷      | ۸٬۷۰۸      | ۹٬۴۹۶      | ۹٬۵۱۰      | ۷٬۷۲۶      | ۸٬۰۷۲      | ۹٬۶۷۰      | ۱۱٬۴۵۷     | ۱۱٬۹۷۲     |
| مغولستان               | ۷٬۱۸۵      | ۱۰٬۴۱۰     | ۱۲٬۲۷۸     | ۱۲٬۵۸۲     | ۱۲٬۲۲۷     | ۱۱٬۶۲۰     | ۱۱٬۱۵۴     | ۱۱٬۴۸۱     | ۱۳٬۲۰۷     | ۱۴٬۲۰۶     |
| مونته‌نگرو              | ۴٬۱۴۶      | ۴٬۵۴۴      | ۴٬۰۹۰      | ۴٬۴۶۶      | ۴٬۵۹۵      | ۴٬۰۵۵      | ۴٬۳۷۶      | ۴٬۸۵۵      | ۵٬۵۰۹      | ۵٬۵۴۳      |
| مراکش                  | ۹۳٬۲۱۷     | ۱۰۱٬۳۷۱    | ۹۸٬۲۶۶     | ۱۰۶٬۸۲۶    | ۱۱۰٬۰۸۱    | ۱۰۱٬۱۷۹    | ۱۰۳٬۳۱۲    | ۱۰۹٬۶۸۳    | ۱۱۸٬۰۹۶    | ۱۱۹٬۸۷۱    |
| موزامبیک               | ۱۱٬۱۰۵     | ۱۴٬۳۸۲     | ۱۶٬۳۵۱     | ۱۶٬۹۷۴     | ۱۷٬۷۱۶     | ۱۵٬۹۵۱     | ۱۱٬۹۳۷     | ۱۳٬۲۱۹     | ۱۴٬۸۴۵     | ۱۵٬۳۹۰     |
| میانمار                | ۳۸٬۰۸۴     | ۵۳٬۹۱۶     | ۵۹٬۰۰۰     | ۶۰٬۹۰۳     | ۶۳٬۱۵۳     | ۶۲٬۶۵۵     | ۶۰٬۰۹۰     | ۶۱٬۲۶۷     | ۶۶٬۶۹۹     | ۶۸٬۸۰۲     |
| نامیبیا                | ۱۱٬۲۸۱     | ۱۲٬۴۲۳     | ۱۳٬۰۱۶     | ۱۲٬۱۶۸     | ۱۲٬۴۳۴     | ۱۱٬۴۵۰     | ۱۰٬۷۱۹     | ۱۲٬۸۸۳     | ۱۳٬۶۷۶     | ۱۲٬۴۹۴     |
| نائورو                 | ۴۷         | ۶۶         | ۹۷         | ۹۹         | ۱۰۵        | ۸۷         | ۱۰۰        | ۱۱۰        | ۱۲۴        | ۱۱۹        |
| نپال                   | ۱۸٬۲۹۳     | ۲۱٬۷۳۳     | ۲۱٬۷۰۳     | ۲۲٬۱۶۱     | ۲۲٬۷۲۲     | ۲۴٬۳۶۱     | ۲۴٬۵۲۴     | ۲۸٬۹۷۲     | ۳۳٬۱۱۲     | ۳۴٬۱۸۶     |
| هلند                   | ۸۴۸٬۰۷۳    | ۹۰۵٬۱۱۱    | ۸۳۹٬۴۵۵    | ۸۷۷٬۱۸۶    | ۸۹۲٬۳۹۸    | ۷۶۵٬۶۵۰    | ۷۸۳٬۸۴۴    | ۸۳۳٬۵۷۵    | ۹۱۴٬۴۵۸    | ۹۱۰٬۲۹۵    |
| نیوزیلند               | ۱۴۵٬۳۶۴    | ۱۶۶٬۹۴۸    | ۱۷۵٬۰۲۳    | ۱۸۷٬۱۴۵    | ۲۰۰٬۱۵۱    | ۱۷۶٬۲۴۷    | ۱۸۵٬۸۲۴    | ۲۰۳٬۵۹۵    | ۲۰۹٬۶۹۷    | ۲۱۱٬۰۳۶    |
| نیکاراگوئه             | ۸٬۷۵۹      | ۹٬۷۷۴      | ۱۰٬۵۳۲     | ۱۰٬۹۸۳     | ۱۱٬۸۸۰     | ۱۲٬۷۵۷     | ۱۳٬۲۸۶     | ۱۳٬۷۸۶     | ۱۳٬۰۲۵     | ۱۲٬۶۲۵     |
| نیجر                   | ۷٬۸۳۸      | ۸٬۷۵۴      | ۹٬۴۱۲      | ۱۰٬۲۰۶     | ۱۰٬۸۳۰     | ۹٬۶۸۴      | ۱۰٬۳۵۰     | ۱۱٬۱۸۵     | ۱۲٬۸۵۰     | ۱۲٬۹۱۲     |
| نیجریه                 | ۳۶۹٬۰۶۲    | ۴۱۴٬۰۹۵    | ۴۶۰٬۹۵۲    | ۵۱۴٬۹۶۶    | ۵۶۸٬۴۹۹    | ۴۹۲٬۴۳۷    | ۴۰۴٬۶۴۹    | ۳۷۵٬۷۴۵    | ۴۲۱٬۷۳۷    | ۴۴۸٬۱۲۰    |
| مقدونیه شمالی          | ۹٬۴۱۵      | ۱۰٬۴۹۹     | ۹٬۷۵۱      | ۱۰٬۸۲۴     | ۱۱٬۳۷۸     | ۱۰٬۰۶۷     | ۱۰٬۶۸۶     | ۱۱٬۳۳۶     | ۱۲٬۶۹۴     | ۱۲٬۶۰۹     |
| نروژ                   | ۴۲۸٬۷۵۷    | ۴۹۸٬۲۸۳    | ۵۰۹٬۵۰۶    | ۵۲۲٬۷۶۲    | ۴۹۸٬۴۱۰    | ۳۸۵٬۸۰۲    | ۳۶۸٬۸۲۷    | ۳۹۸٬۳۹۴    | ۴۳۷٬۰۰۰    | ۴۰۴٬۹۴۱    |
| عمان                   | ۵۷٬۰۴۸     | ۶۸٬۰۱۷     | ۷۶٬۶۱۶     | ۷۸٬۷۸۴     | ۸۱٬۰۷۷     | ۶۸٬۹۱۹     | ۶۵٬۴۸۱     | ۷۰٬۵۹۸     | ۷۹٬۷۸۹     | ۷۶٬۳۳۲     |
| پاکستان                | ۱۹۸٬۹۲۲    | ۲۴۰٬۰۸۱    | ۲۵۱٬۱۲۴    | ۲۵۹٬۵۹۳    | ۲۷۴٬۵۵۸    | ۳۰۴٬۰۸۱    | ۳۱۲٬۹۱۹    | ۳۳۹٬۲۴۵    | ۳۵۴٬۴۳۶    | ۳۱۸٬۴۷۸    |
| پالائو                 | ۱۸۲        | ۱۹۳        | ۲۱۱        | ۲۲۲        | ۲۴۱        | ۲۸۸        | ۲۹۸        | ۲۸۵        | ۲۸۵        | ۲۷۴        |
| پاناما                 | ۲۹٬۴۴۰     | ۳۴٬۶۸۶     | ۴۰٬۴۳۰     | ۴۵٬۶۰۰     | ۴۹٬۹۲۱     | ۵۴٬۰۹۲     | ۵۷٬۹۰۸     | ۶۲٬۲۰۳     | ۶۴٬۹۲۹     | ۶۶٬۹۸۴     |
| پاپوآ گینه نو          | ۱۴٬۲۵۱     | ۱۷٬۹۸۵     | ۲۱٬۲۹۵     | ۲۱٬۲۶۱     | ۲۳٬۲۱۱     | ۲۱٬۷۲۳     | ۲۰٬۷۵۹     | ۲۲٬۷۴۳     | ۲۴٬۱۱۰     | ۲۴٬۷۵۱     |
| پاراگوئه               | ۲۷٬۱۲۹     | ۳۳٬۷۳۷     | ۳۳٬۲۹۶     | ۳۸٬۶۵۱     | ۴۰٬۳۷۸     | ۳۶٬۲۱۱     | ۳۶٬۰۹۰     | ۳۸٬۹۹۷     | ۴۰٬۲۲۵     | ۳۷٬۹۰۷     |
| پرو                    | ۱۴۸٬۸۱۹    | ۱۷۰٬۶۵۶    | ۱۹۲٬۸۵۰    | ۲۰۲٬۰۸۲    | ۲۰۲٬۲۷۸    | ۱۹۱٬۲۴۷    | ۱۹۴٬۲۶۶    | ۲۱۴٬۱۲۸    | ۲۲۵٬۳۷۰    | ۲۳۰٬۹۰۸    |
| فیلیپین                | ۲۰۸٬۳۶۹    | ۲۳۴٬۲۱۷    | ۲۶۱٬۹۲۰    | ۲۸۳٬۹۰۳    | ۲۹۷٬۴۸۴    | ۳۰۶٬۴۴۶    | ۳۱۸٬۶۲۷    | ۳۲۸٬۴۸۱    | ۳۴۶٬۸۴۲    | ۳۷۶٬۸۲۳    |
| لهستان                 | ۴۷۹٬۸۳۴    | ۵۲۸٬۲۹۲    | ۴۹۸٬۵۱۷    | ۵۲۱٬۰۱۳    | ۵۴۲٬۶۰۲    | ۴۷۷٬۴۸۸    | ۴۷۲٬۲۵۶    | ۵۲۶٬۶۴۳    | ۵۸۷٬۴۳۳    | ۵۹۷٬۱۹۴    |
| پرتغال                 | ۲۳۸٬۳۰۸    | ۲۴۵٬۰۷۵    | ۲۱۶٬۳۶۱    | ۲۲۶٬۴۳۷    | ۲۲۹٬۹۶۱    | ۱۹۹٬۴۱۴    | ۲۰۶٬۳۶۹    | ۲۲۱٬۲۸۰    | ۲۴۲٬۴۲۳    | ۲۴۰٬۰۱۳    |
| پورتوریکو              | ۹۸٬۳۸۱     | ۱۰۰٬۳۵۲    | ۱۰۱٬۵۶۵    | ۱۰۲٬۴۵۰    | ۱۰۲٬۴۴۶    | ۱۰۳٬۳۷۶    | ۱۰۴٬۳۳۷    | ۱۰۳٬۴۴۶    | ۱۰۴٬۹۲۵    | ۱۰۴٬۹۱۵    |
| قطر                    | ۱۱۹٬۷۰۷    | ۱۶۷٬۷۷۵    | ۱۸۶٬۸۳۴    | ۱۹۸٬۷۲۸    | ۲۰۶٬۲۲۵    | ۱۶۱٬۷۴۰    | ۱۵۱٬۷۳۲    | ۱۶۱٬۰۹۹    | ۱۸۳٬۳۳۵    | ۱۷۶٬۳۷۱    |
| رومانی                 | ۱۶۶٬۳۰۹    | ۱۸۳٬۳۲۶    | ۱۷۰٬۶۳۶    | ۱۹۰٬۸۰۰    | ۱۹۹٬۹۶۱    | ۱۷۷٬۷۳۱    | ۱۸۸٬۱۳۰    | ۲۱۱٬۶۹۶    | ۲۴۱٬۴۵۶    | ۲۴۹٬۸۸۰    |
| روسیه                  | ۱٬۶۳۳٬۱۱۱  | ۲٬۰۴۶٬۶۲۱  | ۲٬۱۹۱٬۴۸۴  | ۲٬۲۸۸٬۴۲۸  | ۲٬۰۴۸٬۸۳۶  | ۱٬۳۵۶٬۷۰۴  | ۱٬۲۸۰٬۶۴۸  | ۱٬۵۷۵٬۱۴۰  | ۱٬۶۵۳٬۰۰۶  | ۱٬۶۹۵٬۷۲۴  |
| رواندا                 | ۶٬۱۲۱      | ۶٬۸۸۱      | ۷٬۶۵۱      | ۷٬۸۱۶      | ۸٬۲۳۴      | ۸٬۵۴۲      | ۸٬۶۹۱      | ۹٬۲۵۳      | ۹٬۶۴۱      | ۱۰٬۳۵۶     |
| ساموآ                  | ۶۶۳        | ۷۳۷        | ۷۶۱        | ۷۷۰        | ۷۵۷        | ۷۸۸        | ۷۹۹        | ۸۳۲        | ۸۳۷        | ۸۵۲        |
| سان مارینو             | ۱٬۸۸۳      | ۱٬۸۱۳      | ۱٬۶۰۶      | ۱٬۶۷۸      | ۱٬۶۷۴      | ۱٬۴۲۰      | ۱٬۴۶۸      | ۱٬۵۲۸      | ۱٬۶۵۶      | ۱٬۶۱۶      |
| سائوتومه و پرنسیپ      | ۱۹۷        | ۲۳۳        | ۲۵۳        | ۳۰۳        | ۳۴۹        | ۳۱۸        | ۳۴۸        | ۳۷۶        | ۴۱۶        | ۴۳۱        |
| عربستان سعودی          | ۵۲۸٬۲۰۷    | ۶۷۱٬۲۳۹    | ۷۳۵٬۹۷۵    | ۷۴۶٬۶۴۷    | ۷۵۶٬۳۵۰    | ۶۵۴٬۲۷۰    | ۶۴۴٬۹۳۵    | ۶۸۸٬۵۸۶    | ۸۱۶٬۵۷۸    | ۸۰۳٬۶۱۶    |
| سنگال                  | ۱۶٬۱۳۴     | ۱۷٬۸۱۱     | ۱۷٬۶۷۲     | ۱۸٬۹۱۹     | ۱۹٬۸۰۲     | ۱۷٬۷۷۷     | ۱۹٬۰۳۵     | ۲۰٬۹۸۹     | ۲۳٬۱۲۷     | ۲۳٬۴۰۵     |
| صربستان                | ۴۱٬۳۶۹     | ۴۹٬۲۸۰     | ۴۳٬۳۰۰     | ۴۸٬۳۹۴     | ۴۷٬۰۶۲     | ۳۹٬۶۵۶     | ۴۰٬۶۹۳     | ۴۴٬۱۷۹     | ۵۰٬۶۴۱     | ۵۱٬۵۱۴     |
| سیشل                   | ۹۷۰        | ۱٬۰۱۸      | ۱٬۰۶۰      | ۱٬۳۲۸      | ۱٬۳۸۸      | ۱٬۴۱۶      | ۱٬۴۹۰      | ۱٬۵۷۳      | ۱٬۶۲۹      | ۱٬۶۸۳      |
| سیرالئون               | ۲٬۵۷۸      | ۲٬۹۴۲      | ۳٬۸۰۲      | ۴٬۹۱۶      | ۵٬۰۰۷      | ۴٬۲۵۲      | ۳٬۸۵۵      | ۳٬۷۱۳      | ۴٬۰۸۵      | ۴٬۰۷۴      |
| سنگاپور                | ۲۳۹٬۸۰۸    | ۲۷۹٬۳۵۷    | ۲۹۵٬۰۹۳    | ۳۰۷٬۵۷۶    | ۳۱۴٬۸۶۴    | ۳۰۷٬۹۹۹    | ۳۱۸٬۸۲۲    | ۳۴۳٬۱۸۷    | ۳۷۶٬۹۸۷    | ۳۷۵٬۴۸۴    |
| اسلواکی                | ۹۰٬۴۷۳     | ۹۹٬۲۳۵     | ۹۴٬۵۸۹     | ۹۸٬۸۷۸     | ۱۰۱٬۳۵۱    | ۸۸٬۵۱۲     | ۸۹٬۶۵۰     | ۹۵٬۳۶۰     | ۱۰۵٬۶۶۱    | ۱۰۵٬۲۹۶    |
| اسلوونی                | ۴۸٬۲۴۸     | ۵۱٬۵۷۵     | ۴۶٬۶۰۷     | ۴۸٬۴۱۶     | ۵۰٬۰۱۰     | ۴۳٬۱۱۲     | ۴۴٬۷۵۴     | ۴۸٬۵۷۲     | ۵۴٬۱۸۸     | ۵۴٬۱۸۵     |
| جزایر سلیمان           | ۸۴۷        | ۱٬۰۵۰      | ۱٬۱۹۱      | ۱٬۲۸۵      | ۱٬۳۳۶      | ۱٬۳۰۷      | ۱٬۳۷۹      | ۱٬۴۸۴      | ۱٬۵۷۵      | ۱٬۵۷۰      |
| سومالی                 |            | ۳٬۹۱۵      | ۴٬۰۴۰      | ۴٬۵۷۴      | ۵٬۰۲۲      | ۵٬۳۳۱      | ۵٬۵۳۰      | ۵٬۶۰۹      | ۵٬۸۵۰      | ۶٬۴۷۷      |
| آفریقای جنوبی          | ۴۱۷٬۳۱۵    | ۴۵۸٬۷۰۸    | ۴۳۴٬۴۰۰    | ۴۰۰٬۸۷۷    | ۳۸۱٬۱۹۵    | ۳۴۶٬۶۶۳    | ۳۲۳٬۴۹۳    | ۳۸۱٬۳۱۷    | ۴۰۴٬۶۷۳    | ۳۸۷٬۸۴۹    |
| سودان جنوبی            |            | ۱۷٬۱۸۶     | ۱۱٬۲۶۷     | ۱۴٬۹۴۷     | ۱۵٬۳۸۳     | ۱۴٬۸۰۱     | ۳٬۵۰۱      | ۳٬۴۹۵      | ۴٬۶۵۹      | ۵٬۳۱۹      |
| اسپانیا                | ۱٬۴۲۳٬۲۷۰  | ۱٬۴۸۰٬۴۵۰  | ۱٬۳۲۵٬۵۸۳  | ۱٬۳۵۵٬۱۶۲  | ۱٬۳۷۱٬۵۷۶  | ۱٬۱۹۵٬۷۲۱  | ۱٬۲۳۲٬۵۷۳  | ۱٬۳۱۲٬۰۷۶  | ۱٬۴۲۱٬۶۳۹  | ۱٬۳۹۳٬۲۰۰  |
| سری‌لانکا               | ۵۶٬۷۳۲     | ۶۵٬۲۶۵     | ۶۸٬۳۸۱     | ۷۴٬۲۵۳     | ۷۹٬۳۱۲     | ۸۰٬۵۵۷     | ۸۲٬۳۹۰     | ۸۷٬۴۲۸     | ۸۷٬۹۵۴     | ۸۳٬۹۹۱     |
| سنت کیتس و نویس        | ۷۷۹        | ۸۳۶        | ۸۲۶        | ۸۷۵        | ۹۵۴        | ۹۵۸        | ۱٬۰۰۹      | ۱٬۰۶۱      | ۱٬۰۷۹      | ۱٬۱۶۵      |
| سنت لوسیا              | ۱٬۴۸۷      | ۱٬۵۷۷      | ۱٬۶۰۶      | ۱٬۶۶۶      | ۱٬۷۵۶      | ۱٬۸۱۰      | ۱٬۸۶۶      | ۱٬۹۹۷      | ۲٬۰۶۵      | ۲٬۱۱۹      |
| سنت وینسنت و گرنادین‌ها | ۷۲۰        | ۷۱۴        | ۷۳۰        | ۷۶۵        | ۷۷۱        | ۷۸۷        | ۸۱۴        | ۸۴۸        | ۸۸۴        | ۹۱۰        |
| سودان                  | ۶۵٬۷۱۶     | ۶۶٬۴۴۸     | ۴۸٬۹۴۸     | ۵۲٬۸۹۲     | ۶۰٬۷۲۶     | ۶۴٬۵۳۴     | ۶۴٬۸۸۸     | ۴۸٬۹۰۶     | ۳۳٬۴۳۲     | ۳۳٬۵۶۴     |
| سورینام                | ۴٬۶۷۷      | ۴٬۷۳۵      | ۵٬۳۳۲      | ۵٬۵۱۰      | ۵٬۶۱۲      | ۵٬۱۲۶      | ۳٬۳۱۷      | ۳٬۵۹۲      | ۳٬۹۹۶      | ۳٬۹۸۴      |
| سوئد                   | ۴۹۵٬۸۱۳    | ۵۷۴٬۰۹۴    | ۵۵۲٬۴۸۴    | ۵۸۶٬۸۴۲    | ۵۸۱٬۹۶۴    | ۵۰۵٬۱۰۴    | ۵۱۵٬۶۵۵    | ۵۴۱٬۰۱۹    | ۵۵۵٬۴۵۵    | ۵۳۳٬۸۸۰    |
| سوئیس                  | ۶۰۲٬۸۸۱    | ۷۲۱٬۶۴۸    | ۶۹۲٬۳۵۰    | ۷۱۳٬۱۸۶    | ۷۳۴٬۶۵۱    | ۷۰۲٬۱۶۳    | ۶۹۵٬۴۰۲    | ۷۰۴٬۷۱۰    | ۷۳۶٬۰۲۵    | ۷۳۲٬۴۷۲    |
| سوریه                  | 60,043     | 60,043     | 60,043     | 60,043     | 60,043     | 60,043     | 60,043     | 60,043     | 60,043     | 60,043     |
| تایوان                 | ۴۴۴٬۲۸۱    | ۴۸۳٬۹۷۴    | ۴۹۵٬۶۱۰    | ۵۱۲٬۹۴۳    | ۵۳۵٬۳۲۸    | ۵۳۴٬۵۱۵    | ۵۴۳٬۰۸۱    | ۵۹۰٬۷۳۳    | ۶۰۹٬۱۹۸    | ۶۱۱٬۳۹۶    |
| تاجیکستان              | ۵٬۶۴۲      | ۶٬۵۲۳      | ۷٬۵۹۲      | ۸٬۵۰۶      | ۹٬۲۴۲      | ۷٬۸۵۷      | ۶٬۹۹۴      | ۷٬۵۳۵      | ۷٬۷۶۲      | ۸٬۳۰۱      |
| تانزانیا               | ۳۱٬۵۳۳     | ۳۴٬۰۶۷     | ۳۹٬۶۵۱     | ۴۵٬۶۸۱     | ۵۰٬۰۰۲     | ۴۷٬۳۸۴     | ۴۹٬۷۷۴     | ۵۳٬۲۲۷     | ۵۶٬۶۹۹     | ۶۰٬۸۱۰     |
| تایلند                 | ۳۴۰٬۹۲۸    | ۳۷۰٬۹۲۹    | ۳۹۷٬۷۲۲    | ۴۲۰٬۳۶۴    | ۴۰۷٬۳۷۳    | ۴۰۱٬۱۴۲    | ۴۱۳٬۴۹۷    | ۴۵۶٬۵۲۳    | ۵۰۶٬۵۴۷    | ۵۴۴٬۰۲۷    |
| تیمور شرقی             | ۸۸۲        | ۱٬۰۴۲      | ۱٬۱۶۰      | ۱٬۳۹۶      | ۱٬۴۴۷      | ۱٬۵۹۴      | ۱٬۶۵۱      | ۱٬۶۱۶      | ۱٬۵۸۴      | ۲٬۰۴۸      |
| توگو                   | ۴٬۶۳۰      | ۵٬۲۲۳      | ۵٬۲۲۹      | ۵٬۸۳۱      | ۶٬۱۷۴      | ۵٬۶۴۱      | ۶٬۰۳۰      | ۶٬۳۹۳      | ۷٬۱۱۵      | ۷٬۲۲۱      |
| تونگا                  | ۳۶۷        | ۴۱۵        | ۴۷۱        | ۴۵۱        | ۴۴۰        | ۴۳۷        | ۴۲۱        | ۴۶۰        | ۴۸۱        | ۵۱۲        |
| ترینیداد و توباگو      | ۲۲٬۵۲۲     | ۲۵٬۷۸۹     | ۲۵٬۷۸۲     | ۲۷٬۲۹۴     | ۲۷٬۶۴۳     | ۲۵٬۱۹۲     | ۲۲٬۳۸۲     | ۲۳٬۱۸۰     | ۲۳٬۸۲۱     | ۲۳٬۸۸۶     |
| تونس                   | ۴۶٬۲۱۰     | ۴۸٬۱۲۲     | ۴۷٬۳۱۱     | ۴۸٬۶۸۱     | ۵۰٬۲۷۳     | ۴۵٬۷۷۹     | ۴۴٬۳۶۰     | ۴۲٬۱۶۷     | ۴۲٬۶۸۷     | ۴۱٬۷۷۲     |
| ترکیه                  | ۷۷۶٬۵۵۸    | ۸۳۸٬۵۰۸    | ۸۸۰٬۱۴۱    | ۹۵۷٬۵۰۴    | ۹۳۸٬۵۱۲    | ۸۶۴٬۰۷۱    | ۸۶۹٬۲۸۰    | ۸۵۸٬۹۳۲    | ۷۷۹٬۶۹۴    | ۷۶۰٬۵۱۶    |
| ترکمنستان              | ۳۴٬۷۸۸     | ۴۴٬۰۷۰     | ۴۹٬۸۵۸     | ۵۱٬۳۰۱     | ۵۵٬۵۲۳     | ۴۴٬۰۶۰     | ۴۱٬۶۹۸     | ۴۶٬۳۶۵     | ۴۸٬۶۸۶     | ۵۲٬۹۶۱     |
| تووالو                 | ۳۲         | ۴۰         | ۳۹         | ۳۹         | ۳۹         | ۳۷         | ۴۱         | ۴۵         | ۴۸         | ۵۴         |
| اوگاندا                | ۲۴٬۶۸۳     | ۲۷٬۵۰۱     | ۳۰٬۹۳۹     | ۳۲٬۳۳۱     | ۳۳٬۱۲۲     | ۲۷٬۶۳۹     | ۲۹٬۶۰۰     | ۳۱٬۳۹۹     | ۳۴٬۲۰۳     | ۳۸٬۰۵۸     |
| اوکراین                | ۱۳۶٬۰۱۱    | ۱۶۳٬۱۶۱    | ۱۷۵٬۷۰۷    | ۱۷۹٬۵۷۴    | ۱۳۰٬۵۷۱    | ۹۰٬۴۷۷     | ۹۳٬۳۱۳     | ۱۱۲٬۱۱۴    | ۱۳۰٬۹۱۶    | ۱۵۳٬۹۹۷    |
| امارات متحده عربی      | ۲۸۹٬۷۸۷    | ۳۵۰٬۶۶۶    | ۳۷۴٬۵۹۱    | ۳۹۰٬۱۰۸    | ۴۰۳٬۱۳۷    | ۳۵۸٬۱۳۵    | ۳۵۷٬۰۴۵    | ۳۸۵٬۶۰۵    | ۴۲۲٬۲۱۵    | ۴۱۷٬۲۱۶    |
| بریتانیا               | ۲٬۴۹۳٬۵۵۷  | ۲٬۶۷۵٬۸۰۸  | ۲٬۷۱۹٬۶۴۲  | ۲٬۸۰۵٬۱۱۵  | ۳٬۰۸۸٬۷۷۳  | ۲٬۹۵۷٬۲۲۷  | ۲٬۷۳۲٬۹۵۶  | ۲٬۷۰۱٬۲۶۸  | ۲٬۹۰۴٬۵۱۳  | ۲٬۸۸۰٬۳۵۷  |
| ایالات متحده آمریکا    | ۱۵٬۰۴۸٬۹۷۵ | ۱۵٬۵۹۹٬۷۲۵ | ۱۶٬۲۵۳٬۹۵۰ | ۱۶٬۸۴۳٬۲۲۵ | ۱۷٬۵۵۰٬۶۷۵ | ۱۸٬۲۰۶٬۰۲۵ | ۱۸٬۶۹۵٬۱۰۰ | ۱۹٬۴۷۹٬۶۲۵ | ۲۰٬۵۲۷٬۱۵۰ | ۲۱٬۳۷۲٬۶۰۰ |
| اروگوئه                | ۴۳٬۷۶۳     | ۵۲٬۱۰۳     | ۵۵٬۶۹۲     | ۶۲٬۴۹۹     | ۶۲٬۱۷۸     | ۵۷٬۸۷۴     | ۵۷٬۲۳۷     | ۶۴٬۲۳۴     | ۶۴٬۵۱۵     | ۶۱٬۲۳۱     |
| ازبکستان               | ۴۹٬۷۷۲     | ۶۰٬۲۱۳     | ۶۷٬۵۲۰     | ۷۳٬۱۹۲     | ۸۰٬۸۴۸     | ۸۵٬۶۶۲     | ۸۵٬۶۵۸     | ۶۱٬۰۱۸     | ۵۲٬۶۱۸     | ۵۹٬۹۰۷     |
| وانواتو                | ۶۵۲        | ۷۳۸        | ۷۳۶        | ۷۵۵        | ۷۷۴        | ۷۴۴        | ۷۷۵        | ۸۸۰        | ۹۲۹        | ۹۳۰        |
| ونزوئلا                | ۳۱۸٬۲۸۱    | ۳۵۲٬۵۴۰    | ۳۵۲٬۱۹۱    | ۲۵۸٬۹۹۳    | ۲۰۳٬۸۲۲    | ۳۲۳٬۵۹۵    | ۲۷۹٬۲۴۹    | ۱۴۳٬۸۴۱    | ۹۸٬۴۰۰     | ۶۳٬۹۶۰     |
| ویتنام                 | ۱۴۳٬۲۱۲    | ۱۷۱٬۳۱۲    | ۱۹۵٬۱۶۹    | ۲۱۲٬۷۲۸    | ۲۳۲٬۸۸۸    | ۲۳۶٬۷۹۵    | ۲۵۲٬۱۴۶    | ۲۷۷٬۰۷۱    | ۳۰۳٬۰۹۱    | ۳۲۷٬۸۷۳    |
| فلسطین                 | ۹٬۶۸۲      | ۱۱٬۱۸۶     | ۱۲٬۲۰۸     | ۱۳٬۵۱۶     | ۱۳٬۹۹۰     | ۱۳٬۹۷۲     | ۱۵٬۴۰۵     | ۱۶٬۱۲۸     | ۱۶٬۲۷۷     | ۱۷٬۱۳۴     |
| یمن                    | ۳۰٬۹۰۷     | ۳۲٬۷۲۶     | ۳۵٬۴۰۱     | ۴۰٬۴۱۵     | ۴۳٬۲۲۹     | ۴۲٬۴۴۴     | ۳۱٬۳۱۸     | ۲۶٬۸۴۲     | ۲۱٬۶۰۶     | ۲۱٬۸۸۸     |
| زامبیا                 | ۲۰٬۲۶۴     | ۲۳٬۴۵۵     | ۲۵٬۵۰۲     | ۲۸٬۰۴۲     | ۲۷٬۱۴۵     | ۲۱٬۲۴۵     | ۲۰٬۹۶۵     | ۲۵٬۸۷۴     | ۲۶٬۳۱۲     | ۲۳٬۳۰۹     |
| زیمبابوه               | ۱۲٬۰۴۲     | ۱۴٬۱۰۰     | ۱۷٬۱۱۶     | ۱۹٬۰۹۳     | ۱۹٬۴۹۹     | ۱۹٬۹۶۹     | ۲۰٬۵۵۵     | ۲۱٬۳۸۵     | ۳۶٬۹۴۳     | ۲۲٬۹۹۵     |

## بین سال های 1990 تا 1999 براساس پیش بینی صندوق بین المللی پول
| کشور                   | 2020       | 2021       | 2022       | 2023       | 2024       | 2025       | 2026       | 2027       |
| ---------------------- | ---------- | ---------- | ---------- | ---------- | ---------- | ---------- | ---------- | ---------- |
| افغانستان              | 20,136     | 20,136     | 20,136     | 20,136     | 20,136     | 20,136     | 20,136     | 20,136     |
| آلبانی                 | ۱۵٬۱۶۱     | ۱۸٬۳۱۴     | ۱۷٬۹۴۲     | ۱۹٬۰۶۲     | ۲۰٬۳۳۹     | ۲۱٬۶۲۲     | ۲۲٬۹۳۱     | ۲۴٬۲۴۹     |
| الجزایر                | ۱۴۷٬۶۰۰    | ۱۶۴٬۵۶۴    | ۱۹۳٬۶۰۱    | ۱۹۹٬۳۸۲    | ۲۰۴٬۵۵۱    | ۲۱۲٬۹۷۳    | ۲۲۲٬۸۶۳    | ۲۳۱٬۸۳۷    |
| آندورا                 | ۲٬۸۸۵      | ۳٬۳۳۰      | ۳٬۴۰۰      | ۳٬۵۸۰      | ۳٬۷۵۵      | ۳٬۹۱۳      | ۴٬۰۷۲      | ۴٬۲۲۵      |
| آنگولا                 | ۵۸٬۲۵۴     | ۷۴٬۴۹۵     | ۱۲۴٬۸۶۲    | ۱۳۳٬۳۳۵    | ۱۴۰٬۷۰۶    | ۱۵۰٬۳۴۳    | ۱۵۹٬۴۵۰    | ۱۶۷٬۵۰۳    |
| آنتیگوآ و باربودا      | ۱٬۳۷۰      | ۱٬۴۵۹      | ۱٬۶۲۱      | ۱٬۷۶۸      | ۱٬۹۰۰      | ۲٬۰۱۶      | ۲٬۱۱۳      | ۲٬۲۱۴      |
| آرژانتین               | ۳۸۹٬۰۶۴    | ۴۸۸٬۶۰۵    | ۵۶۴٬۲۷۷    | ۵۷۳٬۶۳۳    | ۵۷۳٬۹۶۴    | ۵۸۷٬۹۸۸    | ۶۱۶٬۴۰۵    | ۶۴۶٬۲۰۲    |
| ارمنستان               | ۱۲٬۶۴۱     | ۱۳٬۹۲۸     | ۱۴٬۰۴۷     | ۱۵٬۸۴۲     | ۱۷٬۲۵۸     | ۱۸٬۳۷۷     | ۱۹٬۷۲۶     | ۲۱٬۲۵۱     |
| آروبا                  | ۲٬۴۹۷      | ۳٬۰۲۳      | ۳٬۲۲۹      | ۳٬۳۹۵      | ۳٬۵۲۹      | ۳٬۶۳۲      | ۳٬۷۳۲      | ۳٬۸۳۴      |
| استرالیا               | ۱٬۳۵۷٬۳۱۷  | ۱٬۶۳۳٬۲۹۰  | ۱٬۷۴۸٬۳۳۴  | ۱٬۸۲۸٬۳۹۴  | ۱٬۹۱۷٬۷۹۷  | ۲٬۰۰۰٬۰۳۶  | ۲٬۰۸۹٬۹۱۱  | ۲٬۱۸۵٬۸۴۷  |
| اتریش                  | ۴۳۲٬۹۱۲    | ۴۷۷٬۴۰۰    | ۴۷۹٬۸۱۵    | ۵۱۸٬۸۰۸    | ۵۵۰٬۵۵۱    | ۵۷۸٬۰۶۱    | ۶۰۵٬۳۹۵    | ۶۳۰٬۵۲۷    |
| جمهوری آذربایجان       | ۴۲٬۶۹۳     | ۵۴٬۶۲۲     | ۷۳٬۳۶۹     | ۷۲٬۹۱۲     | ۷۳٬۴۳۹     | ۷۴٬۷۷۶     | ۷۷٬۰۰۱     | ۸۰٬۰۸۰     |
| باهاما                 | ۹٬۹۰۸      | ۱۱٬۱۲۶     | ۱۲٬۶۲۷     | ۱۳٬۶۳۰     | ۱۴٬۴۲۵     | ۱۵٬۰۷۴     | ۱۵٬۶۶۰     | ۱۶٬۲۵۷     |
| بحرین                  | ۳۴٬۷۲۳     | ۳۸٬۸۶۹     | ۴۴٬۱۶۹     | ۴۵٬۴۲۱     | ۴۷٬۰۶۷     | ۴۸٬۹۵۸     | ۵۱٬۰۶۸     | ۵۳٬۴۰۷     |
| بنگلادش                | ۳۲۳٬۰۵۷    | ۳۵۷٬۰۹۹    | ۳۹۶٬۵۴۳    | ۴۳۸٬۴۳۶    | ۴۸۱٬۰۰۲    | ۵۲۶٬۸۳۸    | ۵۷۶٬۱۲۲    | ۶۲۸٬۴۱۲    |
| باربادوس               | ۴٬۶۷۷      | ۴٬۸۷۱      | ۵٬۵۳۰      | ۵٬۹۲۶      | ۶٬۲۳۴      | ۶٬۵۲۲      | ۶٬۸۰۶      | ۷٬۰۸۳      |
| بلاروس                 | ۶۱٬۳۱۲     | ۶۸٬۲۰۸     | ۵۹٬۳۹۴     | ۶۰٬۱۸۸     | ۶۲٬۸۶۶     | ۶۴٬۸۲۴     | ۶۶٬۴۹۶     | ۶۸٬۳۶۲     |
| بلژیک                  | ۵۲۱٬۴۴۵    | ۵۹۹٬۹۸۹    | ۶۰۹٬۸۸۷    | ۶۳۹٬۷۱۶    | ۶۶۷٬۶۶۱    | ۶۹۴٬۲۵۷    | ۷۲۰٬۹۸۳    | ۷۴۶٬۳۱۷    |
| بلیز                   | ۱٬۵۸۶      | ۱٬۷۹۷      | ۱٬۹۹۱      | ۲٬۱۳۵      | ۲٬۲۲۶      | ۲٬۳۱۶      | ۲٬۴۰۹      | ۲٬۵۰۷      |
| بنین                   | ۱۵٬۶۷۴     | ۱۷٬۴۵۵     | ۱۸٬۳۸۷     | ۲۰٬۰۲۹     | ۲۱٬۸۴۲     | ۲۳٬۸۶۹     | ۲۶٬۰۳۲     | ۲۸٬۳۰۶     |
| بوتان (کشور)           | ۲٬۴۱۶      | ۲٬۳۹۷      | ۲٬۶۵۳      | ۲٬۸۸۱      | ۳٬۱۷۹      | ۳٬۴۷۴      | ۳٬۷۷۵      | ۴٬۰۸۹      |
| بولیوی                 | ۳۶٬۸۹۷     | ۳۹٬۷۵۶     | ۴۱٬۰۳۲     | ۴۳٬۳۵۱     | ۴۶٬۴۸۲     | ۴۹٬۷۹۲     | ۵۳٬۲۸۷     | ۵۷٬۰۲۷     |
| بوسنی و هرزگوین        | ۱۹٬۹۵۱     | ۲۲٬۴۱۹     | ۲۳٬۳۵۸     | ۲۴٬۹۷۱     | ۲۶٬۶۷۲     | ۲۸٬۴۱۲     | ۳۰٬۱۵۸     | ۳۲٬۲۵۹     |
| بوتسوانا               | ۱۴٬۹۳۰     | ۱۷٬۸۰۴     | ۱۸٬۴۲۶     | ۱۹٬۸۲۱     | ۲۱٬۳۳۱     | ۲۲٬۸۶۶     | ۲۴٬۷۰۵     | ۲۶٬۵۲۵     |
| برزیل                  | ۱٬۴۴۸٬۵۵۰  | ۱٬۶۰۸٬۰۸۰  | ۱٬۸۳۳٬۲۷۴  | ۱٬۹۸۰٬۴۸۳  | ۲٬۱۲۴٬۹۸۷  | ۲٬۲۲۸٬۷۹۳  | ۲٬۳۲۸٬۶۷۱  | ۲٬۴۴۷٬۶۸۱  |
| برونئی                 | ۱۲٬۰۰۳     | ۱۹٬۹۱۵     | ۳۵٬۵۵۵     | ۲۷٬۷۰۸     | ۲۳٬۰۴۹     | ۲۱٬۳۲۲     | ۲۰٬۶۲۴     | ۲۰٬۴۶۴     |
| بلغارستان              | ۶۹٬۹۹۵     | ۸۰٬۳۲۷     | ۸۹٬۵۳۳     | ۹۷٬۷۹۸     | ۱۰۴٬۵۰۲    | ۱۱۱٬۵۴۷    | ۱۱۷٬۸۷۱    | ۱۲۴٬۴۰۳    |
| بورکینافاسو            | ۱۷٬۳۷۸     | ۱۹٬۰۹۵     | ۱۹٬۶۲۱     | ۲۱٬۲۸۰     | ۲۳٬۱۱۱     | ۲۵٬۰۶۰     | ۲۷٬۱۴۱     | ۲۹٬۱۵۲     |
| بوروندی                | ۳٬۰۸۶      | ۳٬۳۲۹      | ۳٬۴۳۱      | ۳٬۶۸۶      | ۳٬۹۹۲      | ۴٬۳۲۲      | ۴٬۶۳۵      | ۴٬۹۴۷      |
| کیپ ورد                | ۱٬۷۰۷      | ۱٬۹۴۷      | ۱٬۹۹۷      | ۲٬۱۷۸      | ۲٬۳۷۴      | ۲٬۵۸۱      | ۲٬۷۸۶      | ۲٬۹۸۵      |
| کامبوج                 | ۲۵٬۱۹۲     | ۲۶٬۱۸۷     | ۲۸٬۰۲۰     | ۳۰٬۲۳۹     | ۳۲٬۶۸۸     | ۳۵٬۴۱۲     | ۳۸٬۴۲۴     | ۴۱٬۸۰۳     |
| کامرون                 | ۴۰٬۸۶۳     | ۴۵٬۰۴۹     | ۴۵٬۷۱۳     | ۴۹٬۵۱۸     | ۵۳٬۳۵۵     | ۵۷٬۶۳۳     | ۶۲٬۱۴۵     | ۶۶٬۷۳۸     |
| کانادا                 | ۱٬۶۴۵٬۴۲۳  | ۱٬۹۹۰٬۷۶۲  | ۲٬۲۲۱٬۲۱۸  | ۲٬۳۶۲٬۳۱۸  | ۲٬۴۷۰٬۱۶۰  | ۲٬۵۷۶٬۰۶۸  | ۲٬۶۸۶٬۰۲۰  | ۲٬۷۹۸٬۸۶۷  |
| جمهوری آفریقای مرکزی   | ۲٬۳۸۸      | ۲٬۵۸۳      | ۲٬۶۴۵      | ۲٬۸۷۷      | ۳٬۱۰۷      | ۳٬۳۴۵      | ۳٬۵۹۴      | ۳٬۸۷۵      |
| چاد                    | ۱۰٬۷۲۸     | ۱۱٬۷۹۵     | ۱۲٬۹۳۸     | ۱۳٬۵۱۷     | ۱۴٬۲۲۰     | ۱۵٬۰۰۷     | ۱۵٬۸۹۲     | ۱۶٬۸۲۳     |
| شیلی                   | ۲۵۲٬۵۰۱    | ۳۱۶٬۸۶۴    | ۳۱۷٬۵۹۴    | ۳۵۱٬۰۳۶    | ۳۷۸٬۹۶۷    | ۴۰۵٬۸۹۳    | ۴۳۱٬۴۰۱    | ۴۵۷٬۱۲۰    |
| چین                    | ۱۴٬۸۶۲٬۵۶۴ | ۱۷٬۴۵۸٬۰۳۶ | ۱۹٬۹۱۱٬۵۹۳ | ۲۱٬۸۶۵٬۴۸۲ | ۲۳٬۶۱۷٬۴۲۷ | ۲۵٬۳۵۳٬۰۴۸ | ۲۷٬۱۷۱٬۹۳۵ | ۲۹٬۱۲۸٬۸۵۸ |
| کلمبیا                 | ۲۷۰٬۴۱۵    | ۳۱۴٬۲۶۸    | ۳۵۱٬۲۸۱    | ۳۷۰٬۴۷۰    | ۳۹۱٬۸۳۲    | ۴۱۳٬۸۵۱    | ۴۳۶٬۹۰۸    | ۴۶۱٬۱۹۸    |
| کومور                  | ۱٬۲۱۸      | ۱٬۲۹۵      | ۱٬۳۱۰      | ۱٬۳۸۶      | ۱٬۴۷۳      | ۱٬۵۷۷      | ۱٬۶۹۰      | ۱٬۸۰۷      |
| جمهوری دموکراتیک کنگو  | ۴۸٬۷۰۷     | ۵۷٬۰۹۰     | ۶۴٬۷۹۵     | ۷۱٬۴۸۷     | ۷۸٬۲۸۳     | ۸۵٬۵۲۸     | ۹۳٬۳۲۳     | ۱۰۲٬۱۲۱    |
| جمهوری کنگو            | ۱۰٬۳۲۹     | ۱۲٬۸۴۸     | ۱۵٬۹۵۱     | ۱۵٬۶۴۱     | ۱۶٬۴۳۳     | ۱۶٬۶۰۲     | ۱۶٬۷۷۷     | ۱۷٬۵۵۰     |
| کاستاریکا              | ۶۲٬۱۴۴     | ۶۴٬۲۷۶     | ۶۵٬۳۱۴     | ۶۸٬۱۸۰     | ۷۱٬۸۴۵     | ۷۵٬۵۰۲     | ۷۹٬۳۷۴     | ۸۳٬۴۸۶     |
| ساحل عاج               | ۶۱٬۴۳۷     | ۶۹٬۷۵۳     | ۷۳٬۰۴۷     | ۸۰٬۳۳۸     | ۸۷٬۶۶۸     | ۹۵٬۲۵۲     | ۱۰۲٬۹۸۶    | ۱۱۰٬۸۰۳    |
| کرواسی                 | ۵۷٬۲۰۴     | ۶۷٬۸۳۸     | ۶۹٬۴۵۹     | ۷۵٬۸۲۷     | ۸۰٬۷۱۲     | ۸۵٬۷۶۹     | ۹۰٬۶۷۸     | ۹۵٬۶۲۶     |
| قبرس                   | ۲۴٬۶۷۲     | ۲۷٬۶۳۹     | ۲۷٬۷۲۶     | ۳۰٬۱۳۷     | ۳۲٬۴۹۳     | ۳۴٬۵۹۴     | ۳۶٬۷۳۳     | ۳۸٬۹۶۲     |
| جمهوری چک              | ۲۴۵٬۳۳۹    | ۲۸۲٬۶۴۱    | ۲۹۶٬۲۳۸    | ۳۱۸٬۹۳۸    | ۳۴۱٬۱۱۱    | ۳۶۲٬۸۵۸    | ۳۸۲٬۳۸۷    | ۴۰۱٬۹۴۲    |
| دانمارک                | ۳۵۶٬۰۸۵    | ۳۹۵٬۷۱۰    | ۳۹۹٬۱۰۰    | ۴۱۹٬۲۶۶    | ۴۴۱٬۰۶۵    | ۴۶۳٬۷۸۲    | ۴۸۷٬۱۰۳    | ۵۱۱٬۰۵۴    |
| جیبوتی                 | ۳٬۴۱۰      | ۳٬۵۸۹      | ۳٬۸۳۶      | ۴٬۱۹۹      | ۴٬۵۸۴      | ۴٬۹۸۱      | ۵٬۴۱۲      | ۵٬۸۸۰      |
| دومینیکا               | ۵۴۴        | ۵۶۷        | ۶۳۵        | ۶۹۵        | ۷۴۱        | ۷۸۷        | ۸۲۳        | ۸۶۰        |
| جمهوری دومینیکن        | ۷۸٬۹۲۳     | ۹۴٬۷۱۴     | ۱۰۹٬۰۸۰    | ۱۱۶٬۵۴۴    | ۱۲۵٬۴۹۳    | ۱۳۴٬۸۷۵    | ۱۴۴٬۹۵۸    | ۱۵۵٬۷۹۵    |
| اکوادور                | ۹۹٬۲۹۱     | ۱۰۶٬۱۶۶    | ۱۱۵٬۴۶۲    | ۱۲۰٬۲۴۶    | ۱۲۴٬۵۱۷    | ۱۲۸٬۷۲۳    | ۱۳۳٬۰۷۱    | ۱۳۷٬۵۶۶    |
| مصر                    | ۳۶۴٬۰۲۳    | ۴۰۲٬۸۳۸    | ۴۳۵٬۶۲۱    | ۴۵۰٬۳۶۱    | ۴۸۸٬۹۹۵    | ۵۳۵٬۸۴۶    | ۵۸۴٬۹۱۶    | ۶۳۸٬۱۴۵    |
| السالوادور             | ۲۴٬۶۳۹     | ۲۸٬۳۲۶     | ۳۰٬۷۲۰     | ۳۲٬۲۲۳     | ۳۳٬۴۸۹     | ۳۴٬۷۱۲     | ۳۵٬۸۴۵     | ۳۷٬۰۲۰     |
| گینه استوایی           | ۱۰٬۰۲۲     | ۱۲٬۷۰۱     | ۱۶٬۳۳۵     | ۱۴٬۹۵۶     | ۱۳٬۰۸۳     | ۱۲٬۹۷۵     | ۱۲٬۷۸۲     | ۱۳٬۰۷۱     |
| اریتره                 | ۲٬۰۸۳      | ۲٬۲۷۱      | ۲٬۵۶۸      | ۲٬۷۷۷      | ۲٬۹۴۵      | ۳٬۱۰۷      | ۳٬۲۸۹      | ۳٬۴۷۹      |
| استونی                 | ۳۰٬۶۲۶     | ۳۶٬۲۸۷     | ۳۷٬۲۰۲     | ۴۰٬۱۰۲     | ۴۳٬۵۷۵     | ۴۷٬۱۰۰     | ۵۰٬۵۶۷     | ۵۳٬۹۴۵     |
| اسواتینی               | ۳٬۹۷۴      | ۴٬۶۸۱      | ۴٬۶۴۶      | ۴٬۹۴۵      | ۵٬۲۳۸      | ۵٬۵۱۳      | ۵٬۷۸۰      | ۵٬۹۳۴      |
| اتیوپی                 | ۹۶٬۶۱۱     | ۹۹٬۲۶۹     | ۱۰۵٬۳۲۵    | ۱۱۶٬۲۴۷    | ۱۳۲٬۳۱۴    | ۱۴۴٬۸۲۳    | ۱۵۹٬۹۵۰    | ۱۷۵٬۹۹۰    |
| فیجی                   | ۴٬۵۷۴      | ۴٬۶۵۷      | ۵٬۱۷۲      | ۵٬۷۳۴      | ۶٬۲۷۱      | ۶٬۷۲۷      | ۷٬۱۲۸      | ۷٬۵۵۵      |
| فنلاند                 | ۲۷۱٬۶۱۹    | ۲۹۸٬۸۶۸    | ۲۹۷٬۶۱۷    | ۳۱۴٬۵۰۲    | ۳۲۸٬۳۶۰    | ۳۴۰٬۸۱۰    | ۳۵۴٬۴۹۴    | ۳۶۷٬۲۳۳    |
| فرانسه                 | ۲٬۶۲۱٬۹۶۱  | ۲٬۹۳۵٬۴۸۸  | ۲٬۹۳۶٬۷۰۲  | ۳٬۰۸۶٬۲۲۶  | ۳٬۲۲۷٬۵۱۰  | ۳٬۳۶۶٬۲۸۶  | ۳٬۴۹۵٬۸۸۵  | ۳٬۶۲۱٬۱۳۳  |
| گابن                   | ۱۵٬۳۳۹     | ۱۹٬۱۶۱     | ۲۲٬۴۵۶     | ۲۲٬۴۷۲     | ۲۳٬۰۴۵     | ۲۳٬۸۶۵     | ۲۴٬۸۷۰     | ۲۶٬۲۴۸     |
| گامبیا                 | ۱٬۸۲۸      | ۲٬۰۲۵      | ۲٬۱۶۶      | ۲٬۳۴۱      | ۲٬۵۳۴      | ۲٬۷۳۷      | ۲٬۹۲۳      | ۳٬۱۲۹      |
| گرجستان                | ۱۵٬۸۴۶     | ۱۸٬۶۹۶     | ۲۰٬۸۸۹     | ۲۳٬۳۰۰     | ۲۵٬۵۸۴     | ۲۸٬۰۵۶     | ۳۰٬۶۹۵     | ۳۳٬۵۹۵     |
| آلمان                  | ۳٬۸۴۳٬۳۳۵  | ۴٬۲۲۵٬۹۲۴  | ۴٬۲۵۶٬۵۴۰  | ۴٬۵۶۴٬۷۷۸  | ۴٬۷۸۶٬۶۷۳  | ۴٬۹۸۵٬۴۴۵  | ۵٬۱۷۷٬۰۰۵  | ۵٬۳۶۱٬۱۴۹  |
| غنا                    | ۶۸٬۴۹۸     | ۷۶٬۳۵۹     | ۷۳٬۸۹۴     | ۷۸٬۸۹۳     | ۸۳٬۹۹۴     | ۸۹٬۳۷۰     | ۹۴٬۷۵۱     | ۱۰۳٬۵۳۶    |
| یونان                  | ۱۸۸٬۶۸۴    | ۲۱۶٬۳۸۴    | ۲۲۲٬۷۷۰    | ۲۳۴٬۸۰۸    | ۲۴۶٬۳۴۹    | ۲۵۶٬۹۷۲    | ۲۶۷٬۰۷۴    | ۲۷۵٬۳۲۳    |
| گرنادا                 | ۱٬۰۴۳      | ۱٬۱۱۵      | ۱٬۱۹۲      | ۱٬۲۷۵      | ۱٬۳۵۰      | ۱٬۴۲۵      | ۱٬۵۰۲      | ۱٬۵۷۹      |
| گواتمالا               | ۷۷٬۶۰۳     | ۸۵٬۷۱۵     | ۹۱٬۰۱۹     | ۹۵٬۹۸۸     | ۱۰۳٬۰۰۹    | ۱۱۰٬۲۴۹    | ۱۱۸٬۰۰۵    | ۱۲۶٬۲۹۸    |
| گینه                   | ۱۵٬۲۹۴     | ۱۷٬۶۱۱     | ۲۰٬۹۵۲     | ۲۲٬۹۴۵     | ۲۴٬۹۶۳     | ۲۶٬۷۳۳     | ۲۸٬۶۴۲     | ۳۰٬۶۷۶     |
| گینه بیسائو            | ۱٬۴۷۵      | ۱٬۶۲۹      | ۱٬۶۵۶      | ۱٬۸۰۲      | ۱٬۹۶۷      | ۲٬۱۴۴      | ۲٬۳۳۳      | ۲٬۵۱۸      |
| گویان                  | ۵٬۴۷۱      | ۷٬۶۱۲      | ۱۳٬۵۴۳     | ۱۶٬۳۷۷     | ۱۶٬۳۴۷     | ۱۶٬۸۲۰     | ۱۷٬۶۵۳     | ۱۸٬۵۲۹     |
| هائیتی                 | ۱۴٬۵۰۸     | ۲۱٬۰۱۷     | ۲۰٬۱۶۸     | ۲۱٬۱۹۵     | ۲۲٬۰۶۶     | ۲۲٬۹۴۷     | ۲۳٬۸۶۳     | ۲۴٬۷۹۸     |
| هندوراس                | ۲۳٬۸۲۸     | ۲۸٬۲۲۱     | ۳۰٬۱۱۶     | ۳۱٬۶۶۱     | ۳۳٬۳۵۶     | ۳۵٬۳۵۶     | ۳۷٬۵۵۵     | ۳۹٬۸۴۵     |
| هنگ کنگ                | ۳۴۴٬۸۷۹    | ۳۶۸٬۱۳۷    | ۳۶۹٬۴۸۶    | ۳۹۱٬۳۳۸    | ۴۱۰٬۶۲۳    | ۴۳۱٬۸۳۶    | ۴۵۴٬۰۸۱    | ۴۷۷٬۹۱۷    |
| مجارستان               | ۱۵۵٬۸۰۸    | ۱۸۴٬۵۷۷    | ۱۹۷٬۸۱۳    | ۲۱۹٬۴۶۳    | ۲۳۸٬۳۱۷    | ۲۵۶٬۲۹۹    | ۲۷۲٬۸۰۰    | ۲۸۸٬۷۰۷    |
| ایسلند                 | ۲۱٬۶۲۵     | ۲۵٬۴۵۹     | ۲۷٬۸۶۵     | ۲۹٬۴۷۶     | ۳۱٬۳۰۵     | ۳۲٬۸۸۴     | ۳۴٬۴۴۳     | ۳۶٬۰۷۷     |
| هند                    | ۲٬۶۶۷٬۶۸۶  | ۳٬۱۷۷٬۹۲۲  | ۳٬۵۳۴٬۷۴۳  | ۳٬۸۹۳٬۶۷۰  | ۴٬۲۷۰٬۷۶۵  | ۴٬۶۸۱٬۹۴۷  | ۵٬۱۰۰٬۷۰۰  | ۵٬۵۳۳٬۴۵۳  |
| اندونزی                | ۱٬۰۵۹٬۹۰۳  | ۱٬۱۸۶٬۰۶۷  | ۱٬۲۸۹٬۲۹۵  | ۱٬۴۱۰٬۷۴۸  | ۱٬۵۱۸٬۴۴۷  | ۱٬۶۲۸٬۹۳۸  | ۱٬۷۴۵٬۱۷۷  | ۱٬۸۶۸٬۰۳۶  |
| ایران                  | ۹۳۸٬۰۵۲    | ۱٬۴۲۶٬۳۰۰  | ۱٬۷۳۹٬۰۱۲  | ۱٬۷۸۲٬۶۰۲  | ۱٬۸۵۶٬۶۳۹  | ۱٬۹۳۸٬۵۵۱  | ۲٬۰۲۵٬۳۴۴  | ۲٬۱۲۰٬۹۸۰  |
| عراق                   | ۱۶۹٬۴۸۸    | ۲۰۹٬۵۰۷    | ۲۹۷٬۳۴۱    | ۲۹۹٬۴۰۹    | ۳۰۱٬۹۱۹    | ۳۰۷٬۲۷۲    | ۳۱۶٬۶۱۸    | ۳۲۹٬۵۸۲    |
| جمهوری ایرلند          | ۴۲۵٬۵۴۹    | ۴۹۸٬۸۹۱    | ۵۱۶٬۱۴۶    | ۵۶۲٬۱۳۴    | ۶۰۳٬۱۲۷    | ۶۴۰٬۰۰۴    | ۶۷۷٬۷۳۳    | ۷۱۵٬۷۳۲    |
| اسرائیل                | ۴۰۷٬۱۰۱    | ۴۸۱٬۵۹۱    | ۵۲۰٬۷۰۳    | ۵۴۷٬۷۶۵    | ۵۷۷٬۴۶۹    | ۶۰۷٬۷۳۲    | ۶۳۸٬۱۴۶    | ۶۶۸٬۸۱۵    |
| ایتالیا                | ۱٬۸۹۱٬۰۵۷  | ۲٬۱۰۱٬۲۷۶  | ۲٬۰۵۸٬۳۳۰  | ۲٬۱۶۹٬۳۸۴  | ۲٬۲۷۳٬۳۱۹  | ۲٬۳۶۷٬۱۵۹  | ۲٬۴۵۴٬۹۱۲  | ۲٬۵۲۷٬۳۶۹  |
| جامائیکا               | ۱۳٬۹۶۷     | ۱۵٬۱۴۱     | ۱۵٬۷۲۱     | ۱۶٬۲۰۸     | ۱۶٬۸۳۵     | ۱۷٬۷۲۴     | ۱۸٬۴۸۰     | ۱۹٬۲۵۵     |
| ژاپن                   | ۵٬۰۴۰٬۱۰۸  | ۴٬۹۳۷٬۴۲۲  | ۴٬۹۱۲٬۱۴۷  | ۵٬۲۹۱٬۳۵۱  | ۵٬۵۲۷٬۶۹۴  | ۵٬۸۲۰٬۰۰۱  | ۶٬۰۶۳٬۳۱۵  | ۶٬۲۵۹٬۸۲۴  |
| اردن                   | ۴۳٬۷۵۹     | ۴۵٬۳۵۴     | ۴۷٬۷۴۵     | ۵۰٬۴۶۱     | ۵۳٬۴۲۷     | ۵۶٬۵۶۷     | ۵۹٬۸۹۳     | ۶۳٬۴۱۴     |
| قزاقستان               | ۱۷۱٬۰۸۲    | ۱۹۰٬۸۱۴    | ۱۹۳٬۶۱۱    | ۲۲۵٬۹۲۸    | ۲۳۸٬۳۲۳    | ۲۵۲٬۹۸۱    | ۲۶۶٬۰۲۷    | ۲۷۹٬۸۴۳    |
| کنیا                   | ۱۰۱٬۲۷۹    | ۱۰۹٬۷۹۷    | ۱۱۴٬۶۷۹    | ۱۱۹٬۱۲۷    | ۱۲۶٬۷۰۰    | ۱۳۵٬۹۶۳    | ۱۴۵٬۸۷۷    | ۱۵۵٬۱۵۵    |
| کیریباتی               | ۱۸۲        | ۲۰۷        | ۲۱۶        | ۲۳۳        | ۲۴۶        | ۲۵۷        | ۲۶۸        | ۲۸۰        |
| کره جنوبی              | ۱٬۶۳۸٬۲۵۸  | ۱٬۷۹۸٬۵۴۴  | ۱٬۸۰۴٬۶۸۰  | ۱٬۹۱۹٬۵۶۲  | ۲٬۰۱۴٬۹۲۵  | ۲٬۱۱۱٬۲۲۲  | ۲٬۲۰۵٬۳۱۹  | ۲٬۳۰۰٬۲۵۴  |
| کوزوو                  | ۷٬۷۲۸      | ۹٬۰۳۹      | ۹٬۶۶۰      | ۱۰٬۵۲۱     | ۱۱٬۳۳۸     | ۱۲٬۱۳۴     | ۱۲٬۹۰۲     | ۱۳٬۶۵۱     |
| کویت                   | ۱۰۵٬۹۴۹    | ۱۳۵٬۳۵۲    | ۱۸۶٬۶۱۰    | ۱۸۰٬۶۶۵    | ۱۷۶٬۶۴۰    | ۱۷۶٬۵۵۲    | ۱۷۹٬۰۷۲    | ۱۸۳٬۱۰۱    |
| قرقیزستان              | ۷٬۷۹۲      | ۸٬۵۳۸      | ۹٬۰۱۷      | ۹٬۵۱۱      | ۹٬۹۷۸      | ۱۰٬۶۶۷     | ۱۱٬۳۷۴     | ۱۲٬۰۳۷     |
| لائوس                  | ۱۸٬۵۲۴     | ۱۸٬۵۵۲     | ۱۷٬۳۴۷     | ۱۷٬۹۹۶     | ۱۸٬۷۱۵     | ۱۹٬۶۵۶     | ۲۰٬۸۵۵     | ۲۲٬۱۵۷     |
| لتونی                  | ۳۳٬۶۱۹     | ۳۸٬۹۶۵     | ۴۰٬۲۶۶     | ۴۳٬۱۲۸     | ۴۶٬۷۶۲     | ۵۰٬۱۰۵     | ۵۳٬۳۹۳     | ۵۶٬۶۸۵     |
| لبنان                  | 27,320     | 27,320     | 27,320     | 27,320     | 27,320     | 27,320     | 27,320     | 27,320     |
| لسوتو                  | ۲٬۰۶۱      | ۲٬۴۶۴      | ۲٬۵۶۱      | ۲٬۷۱۶      | ۲٬۹۰۲      | ۳٬۱۰۲      | ۳٬۲۷۴      | ۳٬۴۳۹      |
| لیبریا                 | ۳٬۰۳۷      | ۳٬۴۸۳      | ۳٬۸۲۹      | ۴٬۰۶۴      | ۴٬۲۳۰      | ۴٬۵۴۲      | ۴٬۸۸۱      | ۵٬۲۷۳      |
| لیبی                   | ۱۹٬۲۱۰     | ۳۲٬۳۵۲     | ۴۸٬۷۷۳     | ۴۵٬۱۹۵     | ۴۳٬۶۱۸     | ۴۲٬۹۷۵     | ۴۳٬۰۰۳     | ۴۲٬۹۹۹     |
| لیتوانی                | ۵۶٬۵۰۲     | ۶۵٬۴۷۹     | ۶۹٬۷۸۲     | ۷۵٬۹۹۲     | ۸۲٬۴۸۱     | ۸۸٬۲۷۳     | ۹۴٬۰۱۱     | ۹۹٬۸۰۶     |
| لوکزامبورگ             | ۷۳٬۲۹۴     | ۸۶٬۷۶۸     | ۸۶٬۸۹۸     | ۹۱٬۷۷۳     | ۹۸٬۰۲۲     | ۱۰۳٬۴۵۵    | ۱۰۹٬۰۳۷    | ۱۱۴٬۵۹۸    |
| ماکائو                 | ۲۵٬۵۸۶     | ۲۹٬۹۰۵     | ۳۵٬۲۴۶     | ۴۴٬۸۵۶     | ۵۴٬۸۲۸     | ۶۱٬۷۸۴     | ۶۶٬۴۲۲     | ۷۰٬۳۴۲     |
| ماداگاسکار             | ۱۳٬۰۵۶     | ۱۴٬۱۸۴     | ۱۴٬۶۱۶     | ۱۵٬۱۸۹     | ۱۶٬۴۷۲     | ۱۷٬۷۸۹     | ۱۹٬۱۹۶     | ۲۰٬۶۹۵     |
| مالاوی                 | ۱۱٬۸۴۷     | ۱۲٬۱۷۶     | ۱۲٬۰۴۲     | ۱۱٬۳۲۵     | ۱۲٬۰۰۳     | ۱۲٬۸۹۶     | ۱۳٬۸۳۶     | ۱۴٬۸۳۵     |
| مالزی                  | ۳۳۷٬۲۸۰    | ۳۷۲٬۷۵۴    | ۴۳۹٬۳۷۳    | ۴۸۱٬۹۸۸    | ۵۱۷٬۷۱۹    | ۵۵۶٬۱۸۳    | ۵۹۴٬۴۴۲    | ۶۳۳٬۶۲۶    |
| مالدیو                 | ۳٬۷۳۶      | ۵٬۰۷۰      | ۵٬۵۰۲      | ۶٬۱۰۹      | ۶٬۶۴۱      | ۷٬۱۵۵      | ۷٬۷۰۳      | ۸٬۲۹۶      |
| مالی                   | ۱۷٬۴۹۱     | ۱۹٬۱۸۸     | ۱۹٬۲۶۴     | ۲۱٬۱۹۱     | ۲۳٬۱۷۶     | ۲۴٬۸۰۴     | ۲۶٬۸۳۱     | ۲۸٬۷۳۶     |
| مالت                   | ۱۴٬۹۰۵     | ۱۷٬۲۰۱     | ۱۷٬۲۵۱     | ۱۸٬۶۲۷     | ۱۹٬۹۸۱     | ۲۱٬۲۴۸     | ۲۲٬۵۵۲     | ۲۳٬۸۴۲     |
| جزایر مارشال           | ۲۴۴        | ۲۴۸        | ۲۶۷        | ۲۸۴        | ۲۹۸        | ۳۱۱        | ۳۲۲        | ۳۳۴        |
| موریتانی               | ۸٬۱۱۰      | ۹٬۱۳۰      | ۹٬۲۸۰      | ۹٬۷۰۵      | ۱۰٬۹۳۰     | ۱۱٬۶۱۸     | ۱۲٬۰۸۵     | ۱۳٬۵۵۴     |
| موریس                  | ۱۰٬۹۲۱     | ۱۱٬۰۷۸     | ۱۱٬۲۶۳     | ۱۲٬۵۳۸     | ۱۳٬۹۰۵     | ۱۵٬۰۳۰     | ۱۶٬۰۱۳     | ۱۶٬۸۳۱     |
| مکزیک                  | ۱٬۰۸۷٬۱۱۷  | ۱٬۲۹۴٬۸۲۹  | ۱٬۳۲۲٬۷۴۰  | ۱٬۳۷۹٬۷۲۷  | ۱٬۴۴۴٬۷۲۷  | ۱٬۵۰۹٬۰۶۵  | ۱٬۵۷۶٬۳۶۱  | ۱٬۶۴۶٬۳۱۸  |
| ایالات فدرال میکرونزی  | ۴۱۲        | ۴۰۷        | ۴۲۷        | ۴۵۲        | ۴۷۴        | ۴۹۱        | ۵۰۶        | ۵۲۰        |
| مولدووا                | ۱۱٬۵۳۰     | ۱۳٬۶۷۲     | ۱۳٬۸۱۱     | ۱۳٬۷۵۲     | ۱۴٬۴۱۲     | ۱۵٬۵۹۰     | ۱۶٬۷۷۹     | ۱۸٬۰۲۰     |
| مغولستان               | ۱۳٬۳۱۳     | ۱۵٬۰۹۸     | ۱۸٬۱۰۲     | ۲۱٬۰۴۷     | ۲۳٬۶۷۹     | ۲۶٬۴۱۵     | ۲۸٬۸۴۸     | ۳۱٬۰۳۴     |
| مونته‌نگرو              | ۴٬۷۷۷      | ۵٬۸۱۳      | ۶٬۰۱۸      | ۶٬۶۷۹      | ۷٬۱۵۱      | ۷٬۵۷۱      | ۸٬۰۰۸      | ۸٬۴۴۶      |
| مراکش                  | ۱۱۴٬۷۲۴    | ۱۳۱٬۴۶۵    | ۱۳۳٬۰۶۲    | ۱۴۲٬۹۶۷    | ۱۵۰٬۴۶۶    | ۱۵۸٬۶۵۴    | ۱۶۶٬۷۵۷    | ۱۷۵٬۳۵۹    |
| موزامبیک               | ۱۴٬۰۲۹     | ۱۶٬۱۰۴     | ۱۸٬۰۹۱     | ۱۹٬۵۱۹     | ۲۱٬۵۰۵     | ۲۲٬۹۵۸     | ۲۶٬۵۵۱     | ۳۰٬۵۵۴     |
| میانمار                | ۸۱٬۲۵۷     | ۶۵٬۱۶۰     | ۶۹٬۲۶۲     | ۷۳٬۵۴۳     | ۷۷٬۶۷۱     | ۸۲٬۰۵۶     | ۸۶٬۶۶۶     | ۹۱٬۶۷۰     |
| نامیبیا                | ۱۰٬۶۱۹     | ۱۲٬۳۴۶     | ۱۳٬۰۱۹     | ۱۴٬۲۰۵     | ۱۵٬۰۱۸     | ۱۵٬۷۴۶     | ۱۶٬۴۸۲     | ۱۶٬۹۷۱     |
| نائورو                 | ۱۱۴        | ۱۳۳        | ۱۳۴        | ۱۳۸        | ۱۴۲        | ۱۴۴        | ۱۴۶        | ۱۴۹        |
| نپال                   | ۳۳٬۹۸۲     | ۳۴٬۵۲۰     | ۳۶٬۳۱۵     | ۳۹٬۰۲۸     | ۴۲٬۱۰۳     | ۴۵٬۲۶۵     | ۴۸٬۵۹۳     | ۵۲٬۱۷۱     |
| هلند                   | ۹۱۳٬۱۳۴    | ۱٬۰۱۸٬۶۸۴  | ۱٬۰۱۳٬۵۹۵  | ۱٬۰۷۲٬۷۸۹  | ۱٬۱۲۷٬۱۷۴  | ۱٬۱۷۶٬۶۴۴  | ۱٬۲۲۴٬۷۱۱  | ۱٬۲۷۰٬۵۷۵  |
| نیوزیلند               | ۲۱۰٬۶۹۸    | ۲۴۷٬۶۸۵    | ۲۵۷٬۲۱۱    | ۲۷۶٬۷۲۰    | ۲۹۱٬۱۸۷    | ۳۰۲٬۱۶۷    | ۳۱۶٬۵۱۳    | ۳۳۰٬۷۰۴    |
| نیکاراگوئه             | ۱۲٬۶۲۰     | ۱۴٬۲۵۰     | ۱۵٬۷۶۴     | ۱۶٬۷۷۶     | ۱۷٬۵۱۵     | ۱۸٬۳۲۳     | ۱۹٬۱۰۴     | ۱۹٬۹۶۶     |
| نیجر                   | ۱۳٬۷۵۸     | ۱۴٬۹۵۹     | ۱۵٬۶۲۰     | ۱۷٬۳۰۳     | ۱۹٬۹۱۰     | ۲۳٬۲۶۸     | ۲۵٬۵۹۶     | ۲۷٬۷۶۲     |
| نیجریه                 | ۴۲۹٬۴۲۳    | ۴۴۱٬۵۴۱    | ۵۱۰٬۵۸۸    | ۵۸۰٬۱۲۱    | ۶۵۶٬۶۹۲    | ۷۴۴٬۲۲۵    | ۸۴۴٬۴۱۴    | ۹۵۸٬۴۹۱    |
| مقدونیه شمالی          | ۱۲٬۱۳۸     | ۱۳٬۸۸۹     | ۱۴٬۱۹۸     | ۱۵٬۵۴۶     | ۱۶٬۸۱۸     | ۱۸٬۰۷۲     | ۱۹٬۳۴۶     | ۲۰٬۶۰۹     |
| نروژ                   | ۳۶۲٬۱۹۸    | ۴۸۲٬۴۳۷    | ۵۴۱٬۹۳۸    | ۵۴۹٬۷۳۳    | ۵۵۹٬۵۳۳    | ۵۶۵٬۳۲۷    | ۵۷۲٬۰۵۵    | ۵۹۱٬۳۷۴    |
| عمان                   | ۷۲٬۰۵۶     | ۸۳٬۶۵۶     | ۱۱۰٬۱۲۷    | ۱۱۰٬۲۵۰    | ۱۰۹٬۱۸۴    | ۱۱۰٬۳۲۱    | ۱۱۲٬۶۱۴    | ۱۱۵٬۷۵۷    |
| پاکستان                | 299,296    | 347,743    | 347,743    | 347,743    | 347,743    | 347,743    | 347,743    | 347,743    |
| پالائو                 | ۲۵۸        | ۲۱۵        | ۲۴۴        | ۲۹۶        | ۳۰۶        | ۳۱۶        | ۳۲۷        | ۳۳۸        |
| پاناما                 | ۵۳٬۹۷۷     | ۶۳٬۶۰۵     | ۷۰٬۴۹۲     | ۷۶٬۵۴۹     | ۸۲٬۳۶۴     | ۸۸٬۲۱۱     | ۹۴٬۴۷۴     | ۱۰۱٬۱۸۲    |
| پاپوآ گینه نو          | ۲۴٬۶۶۵     | ۲۶٬۹۳۷     | ۲۹٬۹۱۹     | ۳۲٬۳۳۴     | ۳۴٬۳۰۲     | ۳۶٬۳۸۸     | ۳۸٬۱۵۴     | ۴۰٬۵۲۲     |
| پاراگوئه               | ۳۵٬۴۳۲     | ۳۸٬۲۸۷     | ۴۱٬۹۳۵     | ۴۴٬۶۷۱     | ۴۷٬۲۲۷     | ۵۰٬۱۴۲     | ۵۳٬۰۶۳     | ۵۶٬۱۹۰     |
| پرو                    | ۲۰۵٬۲۳۳    | ۲۲۴٬۷۲۵    | ۲۴۰٬۳۴۶    | ۲۵۷٬۹۶۰    | ۲۷۰٬۰۶۰    | ۲۸۲٬۰۳۵    | ۲۹۴٬۹۶۰    | ۳۰۸٬۵۹۲    |
| فیلیپین                | ۳۶۱٬۴۸۹    | ۳۹۳٬۶۱۲    | ۴۱۱٬۹۷۸    | ۴۴۵٬۸۲۷    | ۴۸۳٬۲۸۶    | ۵۲۳٬۵۳۰    | ۵۶۷٬۲۱۲    | ۶۱۴٬۶۳۰    |
| لهستان                 | ۵۹۶٬۶۳۳    | ۶۷۴٬۱۲۷    | ۶۹۹٬۵۵۹    | ۷۵۵٬۶۴۵    | ۸۱۷٬۹۴۲    | ۸۸۳٬۲۹۵    | ۹۳۶٬۷۶۸    | ۹۹۳٬۹۵۰    |
| پرتغال                 | ۲۲۸٬۳۵۶    | ۲۵۰٬۰۵۳    | ۲۵۱٬۹۱۵    | ۲۶۷٬۲۴۱    | ۲۸۲٬۷۶۵    | ۲۹۶٬۹۸۹    | ۳۱۰٬۱۶۰    | ۳۲۲٬۶۸۶    |
| پورتوریکو              | ۱۰۳٬۱۳۸    | ۱۰۶٬۶۶۹    | ۱۱۶٬۷۶۲    | ۱۲۱٬۰۶۸    | ۱۲۱٬۳۷۱    | ۱۲۲٬۴۵۸    | ۱۲۴٬۱۷۰    | ۱۲۶٬۳۴۷    |
| قطر                    | ۱۴۴٬۴۱۱    | ۱۷۹٬۵۷۱    | ۲۲۵٬۷۱۶    | ۲۲۸٬۳۵۶    | ۲۳۰٬۷۱۷    | ۲۳۸٬۰۱۰    | ۲۴۷٬۱۷۵    | ۲۵۶٬۹۰۶    |
| رومانی                 | ۲۴۹٬۵۱۲    | ۲۸۳٬۴۷۶    | ۲۸۶٬۵۰۹    | ۳۱۲٬۶۹۴    | ۳۳۷٬۲۳۶    | ۳۶۲٬۵۴۳    | ۳۸۸٬۵۹۲    | ۴۱۴٬۹۹۰    |
| روسیه                  | ۱٬۴۸۳٬۳۷۹  | ۱٬۷۷۵٬۵۴۸  | ۱٬۸۲۹٬۰۵۰  | ۱٬۷۱۳٬۱۵۴  | ۱٬۷۱۸٬۱۹۴  | ۱٬۷۴۲٬۱۹۴  | ۱٬۷۶۶٬۰۴۴  | ۱٬۷۹۵٬۵۰۳  |
| رواندا                 | ۱۰٬۳۳۲     | ۱۱٬۱۳۱     | ۱۲٬۰۶۰     | ۱۳٬۱۷۰     | ۱۴٬۲۴۷     | ۱۵٬۳۹۹     | ۱۶٬۵۶۷     | ۱۷٬۹۲۴     |
| ساموآ                  | ۸۰۷        | ۷۸۸        | ۸۱۶        | ۸۶۸        | ۹۲۳        | ۹۸۱        | ۱٬۰۳۷      | ۱٬۰۹۳      |
| سان مارینو             | ۱٬۵۴۳      | ۱٬۷۱۲      | ۱٬۶۹۸      | ۱٬۷۷۷      | ۱٬۸۵۲      | ۱٬۹۲۸      | ۲٬۰۰۳      | ۲٬۰۷۴      |
| سائوتومه و پرنسیپ      | ۴۷۷        | ۵۲۰        | ۵۲۶        | ۵۶۹        | ۶۱۵        | ۶۶۵        | ۷۲۵        | ۷۸۸        |
| عربستان سعودی          | ۷۰۳٬۳۶۸    | ۸۳۳٬۵۴۱    | ۱٬۰۴۰٬۱۶۶  | ۱٬۰۲۱٬۹۰۵  | ۱٬۰۲۷٬۲۱۰  | ۱٬۰۴۵٬۵۷۲  | ۱٬۰۷۲٬۴۳۶  | ۱٬۱۰۷٬۷۰۷  |
| سنگال                  | ۲۴٬۵۳۴     | ۲۷٬۶۴۰     | ۲۸٬۴۳۵     | ۳۲٬۱۰۷     | ۳۶٬۴۵۳     | ۳۹٬۶۶۹     | ۴۳٬۰۹۶     | ۴۵٬۹۵۰     |
| صربستان                | ۵۳٬۳۳۵     | ۶۳٬۰۶۸     | ۶۵٬۰۳۷     | ۷۲٬۵۸۷     | ۸۰٬۱۷۹     | ۸۷٬۷۱۰     | ۹۵٬۳۳۵     | ۱۰۳٬۲۵۷    |
| سیشل                   | ۱٬۲۰۲      | ۱٬۴۶۴      | ۱٬۷۵۰      | ۱٬۸۰۴      | ۱٬۸۹۰      | ۲٬۰۱۴      | ۲٬۱۷۱      | ۲٬۳۶۰      |
| سیرالئون               | ۴٬۰۵۹      | ۴٬۲۳۹      | ۴٬۲۶۸      | ۴٬۲۶۶      | ۴٬۳۳۴      | ۴٬۴۴۵      | ۴٬۶۱۲      | ۴٬۸۴۶      |
| سنگاپور                | ۳۴۵٬۲۸۶    | ۳۹۶٬۹۹۲    | ۴۲۴٬۴۳۱    | ۴۵۰٬۹۹۹    | ۴۷۳٬۹۶۶    | ۴۹۶٬۸۱۳    | ۵۲۰٬۱۷۹    | ۵۴۳٬۸۴۲    |
| اسلواکی                | ۱۰۵٬۰۸۸    | ۱۱۴٬۹۴۷    | ۱۱۸٬۴۳۴    | ۱۳۱٬۰۴۶    | ۱۴۰٬۲۷۲    | ۱۴۹٬۷۲۸    | ۱۵۸٬۳۵۱    | ۱۶۶٬۸۸۰    |
| اسلوونی                | ۵۳٬۵۴۷     | ۶۱٬۵۶۷     | ۶۳٬۶۴۷     | ۶۹٬۸۸۸     | ۷۵٬۶۸۷     | ۸۱٬۰۸۶     | ۸۶٬۲۳۳     | ۹۱٬۱۲۸     |
| جزایر سلیمان           | ۱٬۵۴۶      | ۱٬۶۱۱      | ۱٬۶۶۹      | ۱٬۷۸۳      | ۱٬۹۰۵      | ۲٬۰۳۴      | ۲٬۱۷۲      | ۲٬۳۱۷      |
| سومالی                 | ۶٬۹۶۵      | ۷٬۳۹۰      | ۸٬۴۹۱      | ۹٬۱۸۵      | ۹٬۹۹۸      | ۱۰٬۹۰۰     | ۱۱٬۸۹۵     | ۱۲٬۹۵۴     |
| آفریقای جنوبی          | ۳۳۵٬۳۴۴    | ۴۱۸٬۰۲۰    | ۴۲۶٬۱۶۶    | ۴۴۷٬۷۲۰    | ۴۶۸٬۰۱۵    | ۴۸۶٬۶۰۹    | ۵۰۵٬۰۰۶    | ۵۱۳٬۴۱۳    |
| سودان جنوبی            | ۶٬۷۱۰      | ۵٬۱۶۷      | ۵٬۷۳۰      | ۱۰٬۷۷۱     | ۱۱٬۱۵۹     | ۱۱٬۱۶۱     | ۱۱٬۶۵۲     | ۱۲٬۳۲۰     |
| اسپانیا                | ۱٬۲۸۰٬۴۵۹  | ۱٬۴۲۶٬۲۲۴  | ۱٬۴۳۵٬۵۶۰  | ۱٬۵۱۹٬۰۹۰  | ۱٬۶۱۰٬۶۲۴  | ۱٬۶۸۶٬۳۷۱  | ۱٬۷۵۷٬۷۵۶  | ۱٬۸۲۴٬۶۵۴  |
| سری‌لانکا               | ۸۰٬۶۷۷     | ۸۲٬۴۷۲     | ۸۱٬۹۳۴     | ۸۷٬۱۲۱     | ۹۲٬۰۸۲     | ۹۷٬۲۰۶     | ۱۰۲٬۳۰۹    | ۱۰۷٬۴۲۰    |
| سنت کیتس و نویس        | ۹۸۱        | ۹۵۰        | ۱٬۱۱۴      | ۱٬۲۱۶      | ۱٬۲۹۱      | ۱٬۳۵۰      | ۱٬۴۱۵      | ۱٬۴۸۳      |
| سنت لوسیا              | ۱٬۶۱۷      | ۱٬۷۷۶      | ۲٬۰۸۲      | ۲٬۲۷۷      | ۲٬۴۲۰      | ۲٬۵۲۷      | ۲٬۶۲۸      | ۲٬۷۳۳      |
| سنت وینسنت و گرنادین‌ها | ۸۷۲        | ۸۷۳        | ۹۵۳        | ۱٬۰۴۳      | ۱٬۰۹۸      | ۱٬۱۵۲      | ۱٬۲۰۷      | ۱٬۲۶۵      |
| سودان                  | ۳۴٬۳۸۱     | ۳۵٬۱۵۱     | ۳۱٬۴۶۰     | ۳۳٬۱۹۵     | ۳۵٬۶۲۷     | ۳۸٬۷۵۸     | ۴۲٬۰۴۴     | ۴۵٬۳۸۳     |
| سورینام                | ۲٬۸۸۴      | ۲٬۸۵۴      | ۲٬۹۸۸      | ۳٬۱۱۹      | ۳٬۲۴۲      | ۳٬۳۸۴      | ۳٬۵۷۵      | ۳٬۷۸۲      |
| سوئد                   | ۵۴۱٬۴۸۷    | ۶۲۷٬۴۳۸    | ۶۲۱٬۲۴۱    | ۶۶۹٬۸۷۲    | ۷۰۴٬۴۶۲    | ۷۴۶٬۳۸۷    | ۷۸۹٬۵۲۸    | ۸۳۳٬۳۴۳    |
| سوئیس                  | ۷۵۱٬۷۴۳    | ۸۱۲٬۵۵۲    | ۸۴۱٬۹۶۹    | ۸۸۸٬۱۹۹    | ۹۳۹٬۲۴۶    | ۹۷۶٬۱۹۴    | ۱٬۰۲۵٬۱۱۰  | ۱٬۰۶۴٬۱۴۱  |
| سوریه                  | 60,043     | 60,043     | 60,043     | 60,043     | 60,043     | 60,043     | 60,043     | 60,043     |
| تایوان                 | ۶۶۹٬۲۵۰    | ۷۸۹٬۵۰۵    | ۸۴۱٬۲۰۹    | ۸۹۲٬۵۱۶    | ۹۳۹٬۴۰۵    | ۹۹۰٬۸۳۵    | ۱٬۰۴۳٬۱۳۰  | ۱٬۰۹۵٬۲۶۶  |
| تاجیکستان              | ۸٬۱۳۴      | ۸٬۴۷۴      | ۷٬۸۲۰      | ۷٬۶۹۹      | ۸٬۰۴۱      | ۸٬۴۲۲      | ۸٬۸۲۶      | ۹٬۲۵۱      |
| تانزانیا               | ۶۴٬۴۰۳     | ۷۰٬۲۸۱     | ۷۷٬۵۰۶     | ۸۶٬۱۵۲     | ۹۴٬۰۶۰     | ۱۰۲٬۳۲۸    | ۱۱۱٬۶۳۸    | ۱۲۱٬۵۵۷    |
| تایلند                 | ۵۰۰٬۲۹۳    | ۵۱۳٬۱۶۵    | ۵۲۲٬۰۱۲    | ۵۵۶٬۳۷۲    | ۵۹۹٬۸۷۶    | ۶۳۲٬۴۴۸    | ۶۶۷٬۱۲۴    | ۶۹۲٬۵۹۹    |
| تیمور شرقی             | ۱٬۹۰۲      | ۲٬۳۶۲      | ۱٬۹۲۰      | ۲٬۰۳۵      | ۲٬۱۳۶      | ۲٬۲۷۴      | ۲٬۴۲۲      | ۲٬۵۹۴      |
| توگو                   | ۷٬۵۸۶      | ۸٬۴۱۸      | ۸٬۶۹۹      | ۹٬۵۳۹      | ۱۰٬۴۵۲     | ۱۱٬۴۱۵     | ۱۲٬۴۳۷     | ۱۳٬۴۴۴     |
| تونگا                  | ۴۹۴        | ۵۰۱        | ۵۲۸        | ۵۷۴        | ۶۱۴        | ۶۴۳        | ۶۶۹        | ۶۹۶        |
| ترینیداد و توباگو      | ۲۱٬۳۹۳     | ۲۱٬۳۸۵     | ۲۵٬۳۴۲     | ۲۵٬۰۳۰     | ۲۵٬۲۶۲     | ۲۵٬۶۸۲     | ۲۶٬۱۳۰     | ۲۶٬۷۲۱     |
| تونس                   | 42,502     | 46,479     | 45,642     | 45,642     | 45,642     | 45,642     | 45,642     | 45,642     |
| ترکیه                  | ۷۱۹٬۹۱۹    | ۸۰۶٬۸۰۴    | ۶۹۲٬۳۸۰    | ۷۱۴٬۳۰۵    | ۸۱۴٬۴۷۸    | ۹۱۳٬۲۲۳    | ۱٬۰۱۷٬۸۰۲  | ۱٬۱۳۵٬۹۱۸  |
| ترکمنستان              | ۵۳٬۱۸۷     | ۶۳٬۴۲۸     | ۷۶٬۵۹۱     | ۸۴٬۸۹۳     | ۹۱٬۸۶۴     | ۱۰۰٬۰۳۶    | ۱۰۹٬۰۲۰    | ۱۱۹٬۰۶۴    |
| تووالو                 | ۵۵         | ۶۳         | ۶۶         | ۷۱         | ۷۷         | ۸۲         | ۸۸         | ۹۴         |
| اوگاندا                | ۳۷٬۴۴۴     | ۴۲٬۴۸۰     | ۴۶٬۳۷۷     | ۵۰٬۱۰۰     | ۵۴٬۳۲۵     | ۵۹٬۵۵۳     | ۶۵٬۸۷۵     | ۷۱٬۷۴۵     |
| اوکراین                | 155,300    | 198,316    | 198,316    | 198,316    | 198,316    | 198,316    | 198,316    | 198,316    |
| امارات متحده عربی      | ۳۵۸٬۸۶۹    | ۴۰۹٬۹۶۷    | ۵۰۱٬۳۵۴    | ۵۰۶٬۲۳۴    | ۵۱۸٬۰۷۷    | ۵۳۵٬۷۱۰    | ۵۵۸٬۷۱۴    | ۵۸۶٬۳۵۹    |
| بریتانیا               | ۲٬۷۵۸٬۸۷۰  | ۳٬۱۸۷٬۶۲۶  | ۳٬۳۷۶٬۰۰۳  | ۳٬۶۸۶٬۹۳۵  | ۳٬۹۱۴٬۸۲۱  | ۴٬۱۳۱٬۶۷۶  | ۴٬۳۴۵٬۹۷۳  | ۴٬۵۵۱٬۵۴۸  |
| ایالات متحده آمریکا    | ۲۰٬۸۹۳٬۷۵۰ | ۲۲٬۹۹۷٬۵۰۰ | ۲۵٬۳۴۶٬۸۰۵ | ۲۶٬۶۹۵٬۱۵۰ | ۲۷٬۷۴۵٬۵۳۱ | ۲۸٬۷۹۰٬۴۰۴ | ۲۹٬۸۵۵٬۸۷۱ | ۳۰٬۹۶۶٬۰۶۴ |
| اروگوئه                | ۵۳٬۵۶۱     | ۵۹٬۳۶۸     | ۶۴٬۲۸۳     | ۶۶٬۹۸۸     | ۶۹٬۳۵۰     | ۷۱٬۸۰۳     | ۷۴٬۰۱۰     | ۷۶٬۲۵۸     |
| ازبکستان               | ۵۹٬۸۹۳     | ۶۹٬۲۰۲     | ۷۳٬۰۶۰     | ۸۱٬۸۰۹     | ۹۳٬۶۵۶     | ۱۰۵٬۲۵۲    | ۱۱۷٬۴۳۳    | ۱۳۰٬۸۰۰    |
| وانواتو                | ۹۹۴        | ۹۵۰        | ۱٬۰۱۵      | ۱٬۰۷۱      | ۱٬۱۴۱      | ۱٬۲۱۹      | ۱٬۲۹۲      | ۱٬۳۶۸      |
| ونزوئلا                | 47,255     | 46,501     | 49,086     | 49,823     | 49,823     | 49,823     | 49,823     | 49,823     |
| ویتنام                 | ۳۴۲٬۹۴۱    | ۳۶۶٬۲۰۱    | ۴۰۸٬۹۴۷    | ۴۶۲٬۶۴۴    | ۵۱۵٬۶۰۷    | ۵۷۱٬۱۱۷    | ۶۲۹٬۶۲۵    | ۶۹۰٬۱۰۹    |
| فلسطین                 | ۱۵٬۵۳۲     | ۱۷٬۷۷۵     | ۱۹٬۶۹۸     | ۲۰٬۸۹۱     | ۲۱٬۸۵۳     | ۲۲٬۷۴۵     | ۲۳٬۶۳۴     | ۲۴٬۶۰۳     |
| یمن                    | ۱۸٬۸۴۰     | ۲۲٬۰۱۸     | ۲۸٬۱۳۴     | ۲۹٬۵۵۶     | ۳۱٬۲۳۳     | ۳۳٬۱۹۶     | ۳۵٬۴۹۱     | ۳۸٬۱۹۷     |
| زامبیا                 | ۱۸٬۱۱۱     | ۲۰٬۷۵۳     | ۲۶٬۶۶۵     | ۲۷٬۷۰۹     | ۲۹٬۸۶۵     | ۳۱٬۹۸۷     | ۳۴٬۰۱۴     | ۳۶٬۳۵۰     |
| زیمبابوه               | ۲۳٬۱۴۶     | ۳۲٬۵۶۸     | ۳۶٬۳۸۷     | ۳۴٬۶۵۴     | ۳۶٬۱۰۶     | ۳۶٬۳۹۳     | ۳۶٬۰۳۵     | ۳۶٬۱۱۷     |

## برآوردهای سی آی ای از سال 1990
| رتبه | کشور                                | تولید ناخالص داخلی به میلیون دلار | سال  |
| ---- | ----------------------------------- | --------------------------------- | ---- |
| ۱    | ایالات متحده آمریکا                 | $۵٬۲۳۳٬۳۰۰                        | ۱۹۹۰ |
| ۲    | اتحاد جماهیر شوروی                  | $۲٬۶۵۹٬۵۰۰                        | ۱۹۹۰ |
| ۳    | ژاپن                                | $۱٬۹۱۴٬۱۰۰                        | ۱۹۹۰ |
| ۴    | آلمان                               | $۹۴۵٬۷۰۰                          | ۱۹۹۰ |
| ۵    | فرانسه                              | $۸۱۹٬۶۰۰                          | ۱۹۹۰ |
| ۶    | بریتانیا                            | $۸۱۸٬۰۰۰                          | ۱۹۹۰ |
| ۷    | ایتالیا                             | $۸۰۳٬۳۰۰                          | ۱۹۹۰ |
| ۸    | کانادا                              | $۵۱۳٬۶۰۰                          | ۱۹۹۰ |
| ۹    | چین                                 | $۴۱۳٬۰۰۰                          | ۱۹۹۱ |
| ۱۰   | اسپانیا                             | $۳۹۸٬۷۰۰                          | ۱۹۹۰ |
| ۱۱   | برزیل                               | $۳۷۷٬۰۰۰                          | ۱۹۹۰ |
| ۱۲   | هند                                 | $۳۳۳٬۰۰۰                          | ۱۹۹۰ |
| ۱۳   | استرالیا                            | $۲۴۰٬۸۰۰                          | ۱۹۹۰ |
| ۱۴   | هلند                                | $۲۰۵٬۹۰۰                          | ۱۹۹۰ |
| ۱۵   | کره جنوبی                           | $۲۰۰٬۰۰۰                          | ۱۹۹۰ |
| ۱۶   | مکزیک                               | $۱۸۷٬۰۰۰                          | ۱۹۹۰ |
| ۱۷   | جمهوری خلق لهستان                   | $۱۷۲٬۴۰۰                          | ۱۹۹۰ |
| ۱۸   | آلمان شرقی                          | $۱۵۹٬۵۰۰                          | ۱۹۹۰ |
| ۱۹   | بلژیک                               | $۱۳۶٬۰۰۰                          | ۱۹۹۰ |
| ۲۰   | سوئد                                | $۱۳۲٬۷۰۰                          | ۱۹۹۰ |
| ۲۱   | جمهوری فدرال سوسیالیستی یوگسلاوی    | $۱۲۹٬۵۰۰                          | ۱۹۹۰ |
| ۲۲   | چکسلواکی                            | $۱۲۳٬۲۰۰                          | ۱۹۹۰ |
| ۲۳   | تایوان                              | $۱۲۱٬۴۰۰                          | ۱۹۹۰ |
| ۲۴   | سوئیس                               | $۱۱۹٬۵۰۰                          | ۱۹۹۰ |
| ۲۵   | اتریش                               | $۱۰۳٬۲۰۰                          | ۱۹۹۰ |
| ۲۶   | ایران                               | $۹۷٬۶۰۰                           | ۱۹۹۰ |
| ۲۷   | آفریقای جنوبی                       | $۸۳٬۵۰۰                           | ۱۹۹۰ |
| ۲۸   | اندونزی                             | $۸۰٬۰۰۰                           | ۱۹۹۰ |
| ۲۹   | رومانی                              | $۷۹٬۸۰۰                           | ۱۹۹۰ |
| ۳۰   | نروژ                                | $۷۵٬۸۰۰                           | ۱۹۹۰ |
| ۳۱   | ترکیه                               | $۷۵٬۰۰۰                           | ۱۹۹۰ |
| ۳۲   | فنلاند                              | $۷۴٬۴۰۰                           | ۱۹۹۰ |
| ۳۳   | دانمارک                             | $۷۳٬۷۰۰                           | ۱۹۹۰ |
| ۳۴   | عربستان سعودی                       | $۷۳٬۰۰۰                           | ۱۹۹۰ |
| ۳۵   | پرتغال                              | $۷۲٬۱۰۰                           | ۱۹۹۰ |
| ۳۶   | آرژانتین                            | $۷۲٬۰۰۰                           | ۱۹۹۰ |
| ۳۷   | جمهوری خلق مجارستان                 | $۶۴٬۶۰۰                           | ۱۹۹۰ |
| ۳۸   | تایلند                              | $۶۴٬۵۰۰                           | ۱۹۹۰ |
| ۳۹   | هنگ کنگ                             | $۵۷٬۰۰۰                           | ۱۹۹۰ |
| ۴۰   | یونان                               | $۵۶٬۳۰۰                           | ۱۹۹۰ |
| ۴۱   | الجزایر                             | $۵۴٬۱۰۰                           | ۱۹۹۰ |
| ۴۲   | ونزوئلا                             | $۵۲٬۰۰۰                           | ۱۹۹۰ |
| ۴۳   | جمهوری خلق بلغارستان                | $۵۱٬۲۰۰                           | ۱۹۹۰ |
| ۴۴   | پاکستان                             | $۴۳٬۲۰۰                           | ۱۹۹۰ |
| ۴۵   | فیلیپین                             | $۴۰٬۵۰۰                           | ۱۹۹۰ |
| ۴۶   | نیوزیلند                            | $۳۹٬۱۰۰                           | ۱۹۹۰ |
| ۴۷   | مصر                                 | $۳۸٬۳۰۰                           | ۱۹۹۰ |
| ۴۸   | اسرائیل                             | $۳۸٬۰۰۰                           | ۱۹۹۰ |
| ۴۹   | مالزی                               | $۳۷٬۹۰۰                           | ۱۹۹۰ |
| ۵۰   | کلمبیا                              | $۳۵٬۴۰۰                           | ۱۹۹۰ |
| ۵۱   | عراق                                | $۳۵٬۰۰۰                           | ۱۹۹۰ |
| ۵۲   | جمهوری ایرلند                       | $۳۱٬۴۰۰                           | ۱۹۹۰ |
| ۵۳   | نیجریه                              | $۳۰٬۰۰۰                           | ۱۹۹۰ |
| ۵۴   | کره شمالی                           | $۲۸٬۰۰۰                           | ۱۹۹۰ |
| ۵۵   | سنگاپور                             | $۲۷٬۵۰۰                           | ۱۹۹۰ |
| ۵۶   | شیلی                                | $۲۵٬۳۰۰                           | ۱۹۹۰ |
| ۵۷   | امارات متحده عربی                   | $۲۳٬۳۰۰                           | ۱۹۹۰ |
| ۵۸   | مراکش                               | $۲۱٬۹۰۰                           | ۱۹۹۰ |
| ۵۹   | کوبا                                | $۲۰٬۹۰۰                           | ۱۹۹۰ |
| ۶۰   | بنگلادش                             | $۲۰٬۶۰۰                           | ۱۹۹۰ |
| ۶۱   | کویت                                | $۲۰٬۵۰۰                           | ۱۹۹۰ |
| ۶۲   | لیبی                                | $۲۰٬۰۰۰                           | ۱۹۹۰ |
| ۶۳   | پرو                                 | $۱۸٬۹۰۰                           | ۱۹۹۰ |
| ۶۴   | سوریه                               | $۱۸٬۵۰۰                           | ۱۹۹۰ |
| ۶۵   | پورتوریکو                           | $۱۸٬۴۰۰                           | ۱۹۹۰ |
| ۶۶   | جمهوری سوسیالیستی ویتنام            | $۱۴٬۲۰۰                           | ۱۹۹۰ |
| ۶۷   | کامرون                              | $۱۲٬۹۰۰                           | ۱۹۹۰ |
| ۶۸   | میانمار                             | $۱۱٬۰۰۰                           | ۱۹۹۰ |
| ۶۹   | گواتمالا                            | $۱۰٬۸۰۰                           | ۱۹۹۰ |
| ۷۰   | ساحل عاج                            | $۱۰٬۰۰۰                           | ۱۹۹۰ |
| ۷۱   | اکوادور                             | $۹٬۸۰۰                            | ۱۹۹۰ |
| ۷۲   | پاراگوئه                            | $۸٬۹۰۰                            | ۱۹۹۰ |
| ۷۳   | اروگوئه                             | $۸٬۸۰۰                            | ۱۹۹۰ |
| ۷۴   | تونس                                | $۸٬۷۰۰                            | ۱۹۹۰ |
| ۷۵   | کنیا                                | $۸٬۵۰۰                            | ۱۹۹۰ |
| ۷۶   | سودان                               | $۸٬۵۰۰                            | ۱۹۹۰ |
| ۷۷   | عمان                                | $۷٬۸۰۰                            | ۱۹۹۰ |
| ۷۸   | اتیوپی                              | $۶٬۶۰۰                            | ۱۹۹۰ |
| ۷۹   | زئیر                                | $۶٬۵۰۰                            | ۱۹۹۰ |
| ۸۰   | لوکزامبورگ                          | $۶٬۳۰۰                            | ۱۹۹۰ |
| ۸۱   | سری‌لانکا                            | $۶٬۱۰۰                            | ۱۹۹۰ |
| ۸۱   | تانزانیا                            | $۵٬۹۲۰                            | ۱۹۹۰ |
| ۸۲   | السالوادور                          | $۵٬۵۰۰                            | ۱۹۹۰ |
| ۸۳   | جمهوری عربی یمن                     | $۵٬۵۰۰                            | ۱۹۹۰ |
| ۸۳   | قطر                                 | $۵٬۴۰۰                            | ۱۹۹۰ |
| ۸۴   | اردن                                | $۵٬۲۰۰                            | ۱۹۹۰ |
| ۸۵   | غنا                                 | $۵٬۲۰۰                            | ۱۹۹۰ |
| ۸۶   | جمهوری دومینیکن                     | $۵٬۱۰۰                            | ۱۹۹۰ |
| ۸۷   | سنگال                               | $۵٬۰۰۰                            | ۱۹۹۰ |
| ۸۸   |                                     | $۵٬۰۰۰                            | ۱۹۹۰ |
| ۸۸   | اوگاندا                             | $۴٬۹۰۰                            | ۱۹۹۰ |
| ۸۹   | کاستاریکا                           | $۴٬۷۰۰                            | ۱۹۹۰ |
| ۹۰   | زیمبابوه                            | $۴٬۶۰۰                            | ۱۹۹۰ |
| ۹۱   | بولیوی                              | $۴٬۶۰۰                            | ۱۹۹۰ |
| ۹۱   | هندوراس                             | $۴٬۴۰۰                            | ۱۹۹۰ |
| ۹۲   | قبرس                                | $۴٬۲۰۰                            | ۱۹۹۰ |
| ۹۳   | زامبیا                              | $۴٬۰۰۰                            | ۱۹۹۰ |
| ۹۳   | ایسلند                              | $۴٬۰۰۰                            | ۱۹۹۰ |
| ۹۴   | پاناما                              | $۳٬۹۰۰                            | ۱۹۹۰ |
| ۹۵   | جامائیکا                            | $۳٬۸۰۰                            | ۱۹۹۰ |
| ۹۶   |                                     | $۳٬۸۰۰                            | ۱۹۹۰ |
| ۹۷   | ترینیداد و توباگو                   | $۳٬۷۵۰                            | ۱۹۹۰ |
| ۹۸   | بحرین                               | $۳٬۵۰۰                            | ۱۹۹۰ |
| ۹۹   | برونئی                              | $۳٬۳۰۰                            | ۱۹۹۰ |
| ۱۰۰  | پاپوآ گینه نو                       | $۳٬۲۶۰                            | ۱۹۹۰ |
| ۱۰۱  | گابن                                | $۳٬۲۰۰                            | ۱۹۹۰ |
| ۱۰۲  | جمهوری دموکراتیک افغانستان          | $۳٬۰۰۰                            | ۱۹۹۰ |
| ۱۰۳  | نپال                                | $۲٬۹۰۰                            | ۱۹۹۰ |
| ۱۰۴  | ماکائو                              | $۲٬۷۰۰                            | ۱۹۹۰ |
| ۱۰۵  | گینه                                | $۲٬۵۰۰                            | ۱۹۹۰ |
| ۱۰۶  | باهاما                              | $۲٬۴۰۰                            | ۱۹۹۰ |
| ۱۰۷  | هائیتی                              | $۲٬۴۰۰                            | ۱۹۹۰ |
| ۱۰۸  | نیجر                                | $۲٬۴۰۰                            | ۱۹۹۰ |
| ۱۰۸  | رئونیون                             | $۲٬۴۰۰                            | ۱۹۹۰ |
| ۱۰۹  | لبنان                               | $۲٬۳۰۰                            | ۱۹۹۰ |
| ۱۱۰  | رواندا                              | $۲٬۳۰۰                            | ۱۹۹۰ |
| ۱۱۱  | پلی‌نزی فرانسه                       | $۲٬۲۴۰                            | ۱۹۹۰ |
| ۱۱۲  | جمهوری خلق کنگو                     | $۲٬۲۰۰                            | ۱۹۹۰ |
| ۱۱۳  | مالی                                | $۱٬۹۴۰                            | ۱۹۹۰ |
| ۱۱۴  | مالت                                | $۱٬۹۰۰                            | ۱۹۹۰ |
| ۱۱۵  | موریس                               | $۱٬۹۰۰                            | ۱۹۹۰ |
| ۱۱۶  | بوتسوانا                            | $۱٬۸۷۰                            | ۱۹۹۰ |
| ۱۱۷  | جمهوری خلق مغولستان                 | $۱٬۷۰۰                            | ۱۹۹۰ |
| ۱۱۷  | نیکاراگوئه                          | $۱٬۷۰۰                            | ۱۹۹۰ |
| ۱۱۷  | ماداگاسکار                          | $۱٬۷۰۰                            | ۱۹۹۰ |
| ۱۱۷  | جمهوری خلق بنین                     | $۱٬۷۰۰                            | ۱۹۹۰ |
| ۱۱۸  | جمهوری دموکراتیک سومالی             | $۱٬۷۰۰                            | ۱۹۹۰ |
| ۱۱۸  | جمهوری خلق موزامبیک                 | $۱٬۶۰۰                            | ۱۹۹۰ |
| ۱۱۹  | نامیبیا                             | $۱٬۵۴۰                            | ۱۹۹۰ |
| ۱۲۰  | بورکینافاسو                         | $۱٬۴۳۰                            | ۱۹۹۰ |
| ۱۲۱  | مالاوی                              | $۱٬۴۰۰                            | ۱۹۹۰ |
| ۱۲۲  | توگو                                | $۱٬۳۵۰                            | ۱۹۹۰ |
| ۱۲۳  | فیجی                                | $۱٬۳۲۰                            | ۱۹۹۰ |
| ۱۲۴  | بوروندی                             | $۱٬۳۰۰                            | ۱۹۹۰ |
| ۱۲۵  | باربادوس                            | $۱٬۳۰۰                            | ۱۹۹۰ |
| ۱۲۶  | مارتینیک                            | $۱٬۳۰۰                            | ۱۹۹۰ |
| ۱۲۷  | برمودا                              | $۱٬۳۰۰                            | ۱۹۹۰ |
| ۱۲۸  | سورینام                             | $۱٬۲۷۰                            | ۱۹۹۰ |
| ۱۲۹  | جمهوری آفریقای مرکزی                | $۱٬۲۷۰                            | ۱۹۹۰ |
| ۱۳۰  | یمن جنوبی                           | $۱٬۲۰۰                            | ۱۹۹۰ |
| ۱۳۱  | جزیره گوادلوپ                       | $۱٬۱۰۰                            | ۱۹۹۰ |
| ۱۳۲  | جزایر ویرجین                        | $۱٬۰۳۰                            | ۱۹۹۰ |
| ۱۳۳  | کرانه باختری                        | $۱٬۰۰۰                            | ۱۹۹۰ |
| ۱۳۴  | گوآم                                | $۱٬۰۰۰                            | ۱۹۹۰ |
| ۱۳۵  | موریتانی                            | $۱٬۰۰۰                            | ۱۹۹۰ |
| ۱۳۶  | آنتیل هلند                          | $۱٬۰۰۰                            | ۱۹۹۰ |
| ۱۳۷  | لیبریا                              | $۹۸۸                              | ۱۹۹۰ |
| ۱۳۸  | سیرالئون                            | $۹۶۵                              | ۱۹۹۰ |
| ۱۳۹  | چاد                                 | $۹۰۲                              | ۱۹۹۰ |
| ۱۴۰  | جمهوری خلق کاپوچئا                  | $۸۹۰                              | ۱۹۹۰ |
| ۱۴۱  | کالدونیای جدید                      | $۸۶۰                              | ۱۹۹۰ |
| ۱۴۲  | جزایر فارو                          | $۶۶۲                              | ۱۹۹۰ |
| ۱۴۳  | آروبا                               | $۶۲۰                              | ۱۹۹۰ |
| ۱۴۴  | لائوس                               | $۵۸۵                              | ۱۹۹۰ |
| ۱۴۵  | اسواتینی                            | $۵۳۹                              | ۱۹۹۰ |
| ۱۴۶  | گرینلند                             | $۵۰۰                              | ۱۹۹۰ |
| ۱۴۷  | جزیره من                            | $۴۹۰                              | ۱۹۹۰ |
| ۱۴۸  | لسوتو                               | $۴۱۲                              | ۱۹۹۰ |
| ۱۴۹  | نوار غزه                            | $۳۸۰                              | ۱۹۹۰ |
| ۱۵۰  | آنتیگوآ و باربودا                   | $۳۵۳                              | ۱۹۹۰ |
| ۱۵۱  | لیختن‌اشتاین                         | $۶۳۰                              | ۱۹۹۱ |
| ۱۵۲  | سان مارینو                          | $۳۹۳                              | ۱۹۹۱ |
| ۱۵۳  | جیبوتی                              | $۳۳۳                              | ۱۹۹۰ |
| ۱۵۴  | موناکو                              | $۳۲۴                              | ۱۹۹۱ |
| ۱۵۴  | گویان                               | $۳۲۳                              | ۱۹۹۰ |
| ۱۵۵  | بوتان (کشور)                        | $۲۷۳                              | ۱۹۹۰ |
| ۱۵۶  | سیشل                                | $۲۵۵                              | ۱۹۹۰ |
| ۱۵۷  | جزایر کیمن                          | $۲۳۸                              | ۱۹۹۰ |
| ۱۵۸  | بلیز                                | $۲۲۵٫۶۰                           | ۱۹۹۰ |
| ۱۵۹  | گویان فرانسه                        | $۲۱۰                              | ۱۹۹۰ |
| ۱۶۰  | کومور                               | $۲۰۷                              | ۱۹۹۰ |
| ۱۶۱  | گامبیا                              | $۱۹۵                              | ۱۹۹۰ |
| ۱۶۲  | ساموای آمریکا                       | $۱۹۰                              | ۱۹۹۰ |
| ۱۶۳  | سنت لوسیا                           | $۱۷۲                              | ۱۹۹۰ |
| ۱۶۴  | جزایر ماریانای شمالی                | $۱۶۵                              | ۱۹۹۰ |
| ۱۶۵  | کیپ ورد                             | $۱۵۸                              | ۱۹۹۰ |
| ۱۶۶  | جزایر سلیمان                        | $۱۵۶                              | ۱۹۹۰ |
| ۱۶۷  | گینه بیسائو                         | $۱۵۲                              | ۱۹۹۰ |
| ۱۶۸  | ایالات فدرال میکرونزی               | $۱۵۰                              | ۱۹۹۰ |
| ۱۶۹  | دومینیکا                            | $۱۳۷                              | ۱۹۹۰ |
| ۱۷۰  | مالدیو                              | $۱۳۶                              | ۱۹۹۰ |
| ۱۷۱  | سنت وینسنت و گرنادین‌ها              | $۱۳۶                              | ۱۹۹۰ |
| ۱۷۲  | گرنادا                              | $۱۲۹٫۷۰                           | ۱۹۹۰ |
| ۱۷۳  | جبل طارق                            | $۱۲۹                              | ۱۹۹۰ |
| ۱۷۴  | وانواتو                             | $۱۲۰                              | ۱۹۹۰ |
| ۱۷۵  | سنت کیتس و نویس                     | $۱۱۹                              | ۱۹۹۰ |
| ۱۷۶  | ساموآ                               | $۱۱۲                              | ۱۹۹۰ |
| ۱۷۷  | جزایر ویرجین انگلستان               | $۱۰۶٫۷۰                           | ۱۹۹۰ |
| ۱۷۸  | گینه استوایی                        | $۱۰۳                              | ۱۹۹۰ |
| ۱۷۹  | نائورو                              | $۹۰                               | ۱۹۹۰ |
| 181  | تونگا                               | $۸۶                               | ۱۹۹۰ |
| 182  | جزایر مارشال                        | $۶۳                               | ۱۹۹۰ |
| 183  | سنت پیر و ماژلان                    | $۵۰                               | ۱۹۹۱ |
| 184  | مونتسرات                            | $۴۵٫۴۰                            | ۱۹۹۰ |
| 185  | جزایر تورکس و کایکوس                | $۴۴٫۹۰                            | ۱۹۹۰ |
| 186  | جزایر کوک                           | $۴۰                               | ۱۹۹۰ |
| 187  | سائوتومه و پرنسیپ                   | $۳۷٫۹۰                            | ۱۹۹۰ |
| 188  | کیریباتی                            | $۳۴                               | ۱۹۹۰ |
| 189  | قلمرو تراست جزایر اقیانوس آرام      | $۳۱٫۶۰                            | ۱۹۹۰ |
| 190  | آنگویلا                             | $۲۳                               | ۱۹۹۰ |
| 191  | والیس و فوتونا                      | $۶٫۷۰                             | ۱۹۹۰ |
| 192  | تووالو                              | $۴٫۶۰                             | ۱۹۹۰ |
| 193  | نیووی                               | $۲٫۱۰                             | ۱۹۹۰ |
| 194  | توکلائو                             | $۱٫۴۰                             | ۱۹۹۰ |
| -    | مایوت                               | NA                                | ۱۹۹۰ |
| -    | باساس دا ایندیا                     | NA                                | ۱۹۹۰ |
| -    | جزایر میدوی                         | NA                                | ۱۹۹۰ |
| -    | جزیره بیکر                          | NA                                | ۱۹۹۰ |
| -    | جزیره ناواسا                        | NA                                | ۱۹۹۰ |
| -    |                                     | NA                                | ۱۹۹۰ |
| -    | جزیره نورفک                         | NA                                | ۱۹۹۰ |
| -    | سوالبارد                            | NA                                | ۱۹۹۰ |
| -    | جزیره‌های آشمور و کارتیر             | NA                                | ۱۹۹۰ |
| -    | جزیره ژوان دو نوا                   | NA                                | ۱۹۹۰ |
| -    | جورجیای جنوبی و جزایر ساندویچ جنوبی | NA                                | ۱۹۹۰ |
| -    | جزیره مرجانی پالمیرا                | NA                                | ۱۹۹۰ |
| -    | جنوبگان                             | NA                                | ۱۹۹۰ |
| -    | Paracel Islands                     | NA                                | ۱۹۹۰ |
| -    | جزایر پیت‌کرن                        | NA                                | ۱۹۹۰ |
| -    | آندورا                              | NA                                | ۱۹۹۰ |
| -    | سینت هلینا                          | NA                                | ۱۹۹۰ |
| -    | جزیره ویک                           | NA                                | ۱۹۹۰ |
| -    | جزیره اروپا                         | NA                                | ۱۹۹۰ |
| -    | جزایر کوکوس                         | NA                                | ۱۹۹۰ |
| -    | جزیره کلیپرتون                      | NA                                | ۱۹۹۰ |
| -    | جزیره کریسمس                        | NA                                | ۱۹۹۰ |
| -    | جزایر فالکلند (Islas Malvinas)      | NA                                | ۱۹۹۰ |
| -    | واتیکان                             | NA                                | ۱۹۹۰ |
| -    | سرزمین‌های جنوبی و جنوبگانی فرانسه   | NA                                | ۱۹۹۰ |
| -    | جزایر گلوریوسو                      | NA                                | ۱۹۹۰ |
| -    | جزیره هاولند                        | NA                                | ۱۹۹۰ |
| -    | جزیره هرد و جزایر مک‌دونالد          | NA                                | ۱۹۹۰ |
| -    | جزیره ترومیلن                       | NA                                | ۱۹۹۰ |
| -    | Iraq - Saudi Arabia Neutral Zone    | NA                                | ۱۹۹۰ |
| -    | صحرای غربی                          | NA                                | ۱۹۹۰ |
| -    | یان ماین                            | NA                                | ۱۹۹۰ |
| -    | جزیره جارویس                        | NA                                | ۱۹۹۰ |
| -    | قلمرو اقیانوس هند بریتانیا          | NA                                | ۱۹۹۰ |
| -    | جرزی                                | NA                                | ۱۹۹۰ |
| -    | جزیره بووه                          | NA                                | ۱۹۹۰ |
| -    | جزیره جانستون                       | NA                                | ۱۹۹۰ |
| -    | جزایر دریای مرجان                   | NA                                | ۱۹۹۰ |
| -    | آب‌سنگ کینگمن                        | NA                                | ۱۹۹۰ |
| -    | گرنزی                               | NA                                | ۱۹۹۰ |